# Toyota Land Cruiser

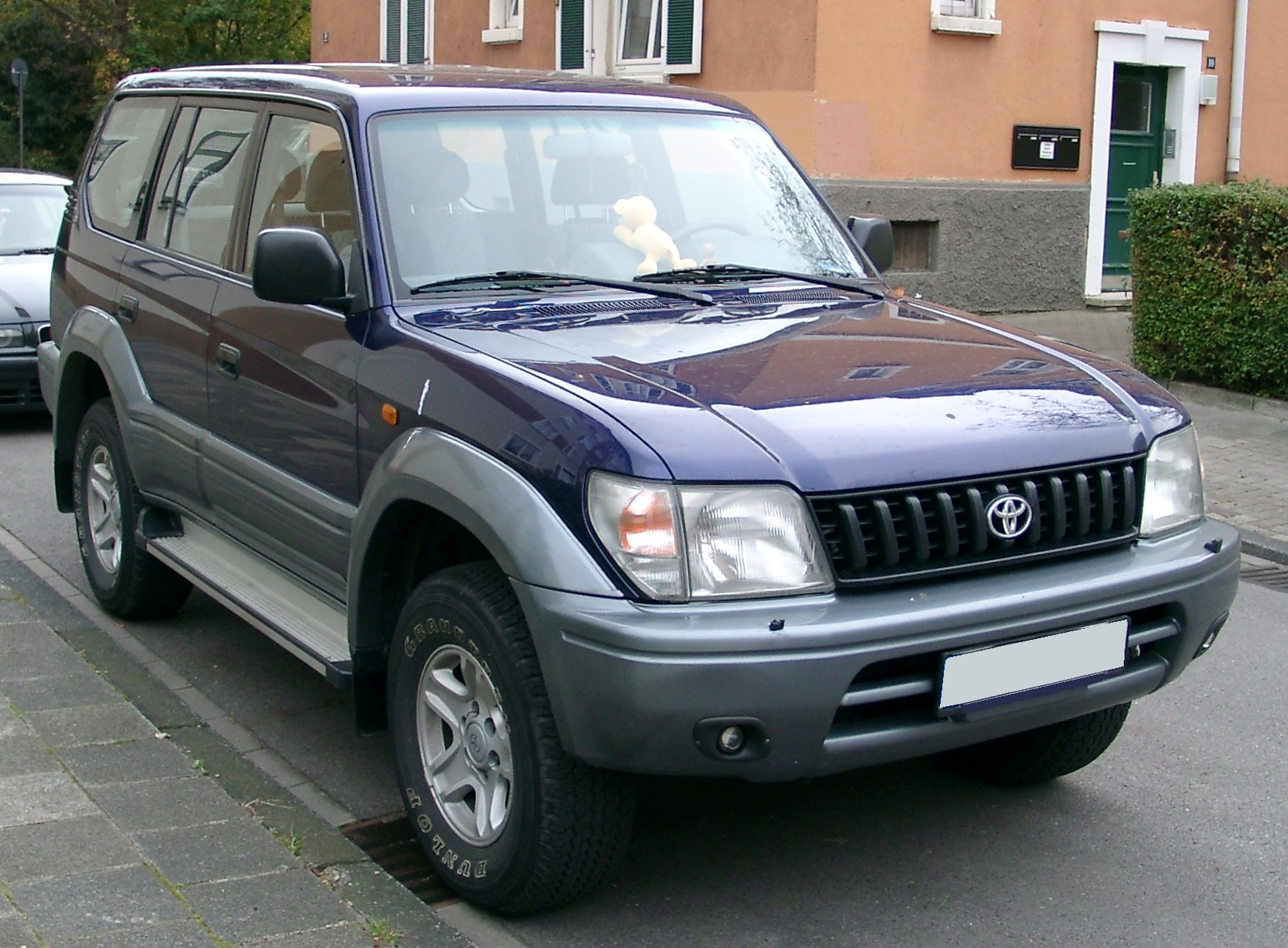
Une Toyota Land Cruiser Série 9

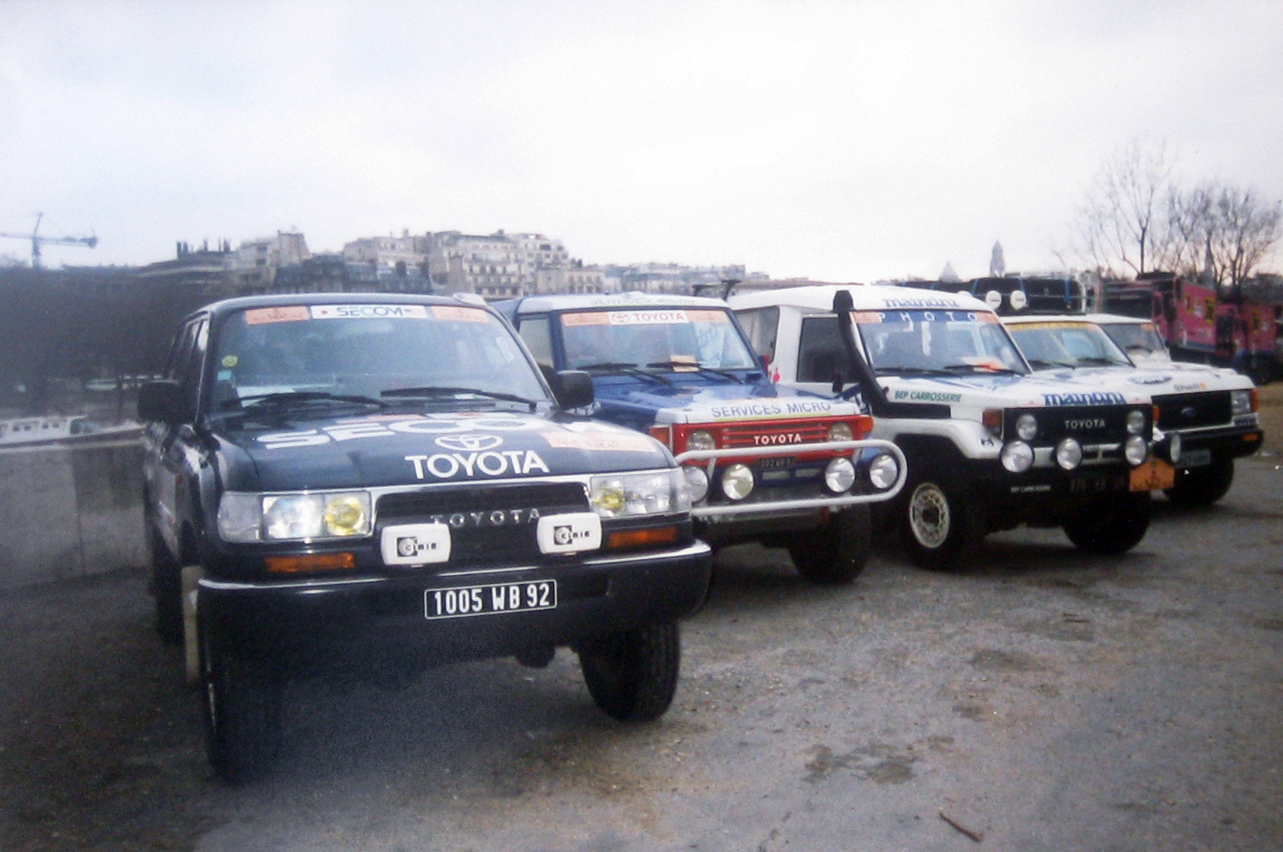
Rally Dakar, 1992

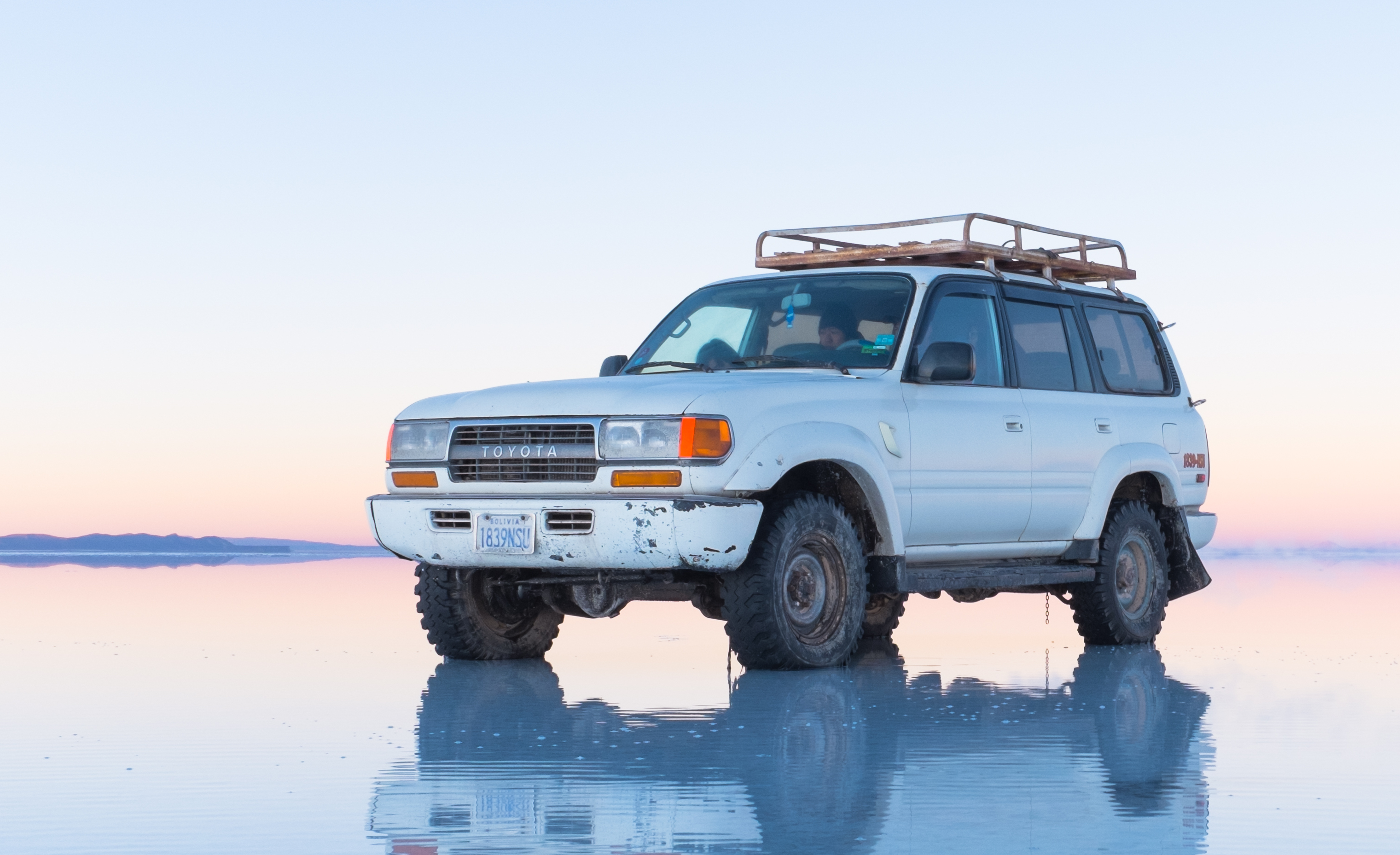
Une Toyota Land Cruiser J80

Toyota Land Cruiser est une gamme de véhicule à quatre roues motrices fabriquée et distribuée par Toyota. Il est lancé le 1er août 1951.
De nos jours, il co-existe trois gammes de Land Cruisers vendus en parallèle, les Land Cruiser - dits heavy duty ou utilitaires - (séries 1, 2, 4 et 7), les Toyota Land Cruiser Station Wagon (séries 5, 6, 8, 10, 20 et 30) et les Toyota Land Cruiser Prado (séries 7, 9, 12, 15 et 25).
Selon les marchés, une, deux ou trois des séries sont distribuées et elles ne sont pas toujours nommées par leur nom complet. Par exemple, en Union Européenne le Land Cruiser Prado est simplement nommé Land Cruiser, quant au Land Cruiser SW il n'est plus disponible depuis 2016 et le Land Cruiser utilitaire depuis 2001. Aux États-Unis, seul le Land Cruiser SW était distribué depuis 1984 et simplement nommé Land Cruiser.
Toutes générations confondues, le Land Cruiser a dépassé les 10 millions de ventes dans le monde en septembre 2019.

## Historique
Le Land Cruiser se décline en treize générations, quatre générations d'utilitaires, six générations de Station Wagon et quatre générations de Prado. Pour ce qui est de la dénomination des moteurs, en diesel les types B, KZ, KD, L sont des 4 cylindres, les PZ des 5 cylindres, les H, HZ, HD des 6 cylindres en ligne et les VD des V8. En essence, les types R sont des 4 cylindres, les B, F, FZ des 6 cylindres en lignes, les GR et VZ des V6, et les UR et UZ des V8. Les moteurs B essence et diesel sont deux moteurs complètement différents et d'époques distinctes.
- 1951 : Première version du tout-terrain Land Cruiser. Son moteur est le moteur B, un 6 cylindres de 3,4 litres.
- 1955 : Sortie du série 20, le premier à prendre le nom de Land Cruiser.
- 1956 : Généralisation du moteur F de 3,9 litres en remplacement du moteur B.
- 1960 : Sortie du série 40, très proche du série 20 mais gagnant une boite de transfert à rapport courts.
- 1967 : Sortie du série 50, première série dédiée du Land Cruiser Station Wagon, offerte en parallèle du série 4. Disponible uniquement en essence.
- 1972 : Le Land Cruiser (châssis long uniquement) se dote d'un nouveau Diesel 6 cylindres de 3,6 litres. Moteur H.
- 1974 : Sortie d'un Diesel 4 cylindres de 3 litres. Moteur B.
- 1975 : Nouveau moteur essence 4,2 litres. Moteur 2F.
- 1980 : Remplacement des séries 50 par les séries 60 pour le Land Cruiser SW. Disponible à sa sortie avec deux Diesel de 3,4 moteur 3B et 4 litres moteur 2H, ainsi que d'un moteur essence de 4,2 litres, moteur 2F.
- 1984 : Le série 70 remplace le série 40. Deux versions sont disponibles, une "heavy duty" qui se veut utilitaire, avec une suspension à lames, et pouvant recevoir des 6 cylindres en ligne. Et une version "light duty", avec suspension hélicoïdale, pouvant recevoir des moteurs 4 cylindres de plus petites cylindrées.
- 1989 : Sortie du Land Cruiser série 80 en remplacement du série 60 pour les Land Cruiser SW.
- 1996 : Sortie du Land Cruiser série 90 en remplacement du série 70 "light duty". C'est la première série dédiée de Land Cruiser Prado. Le Land Cruiser série 70 "heavy duty" continue d'être distribué en parallèle.
- 1998 : Le Land Cruiser série 100 remplace le série 80 pour la série des Station Wagon. Cette série existe en deux versions, le 100 complètement nouveau avec un pont avant à suspension indépendante, et le 105 qui conserve le châssis et trains roulants du 80 avec un pont rigide à l'avant.
- 1999 : Première mise-à-jour importante du série 70 qui reçoit des suspensions à hélicoïde à l'avant pour plus de confort.
- 2002 : Le série 120 remplace le série 90 pour les Land Cruiser Prado. Ce modèle a la particularité d'avoir été désigné à Sophia Antipolis, en France, pour plaire au marché européen.
- 2007 : Le série 200 remplace le série 100 pour les Land Cruiser Station Wagon.
- 2007 : Seconde mise-à-jour majeure du série 70 qui reçoit une nouvelle face avant ainsi qu'un pont avant élargi. Cette modification a pour but de créer la place nécessaire pour installer le moteur 1VD, un V8 turbo-diesel de 4,5L avant tout destiné au marché australien, afin de continuer à passer les normes anti-pollution sur le plus gros marché du Land Cruiser.
- 2009 : Le série 150 remplace le série 120 pour les Land Cruiser Prado. Ce modèle est également désigné à Sophia Antipolis, France.
- 2021 : Le série 300 remplace le série 200 pour les Land Cruiser Station Wagon.
- 2024 : troisième mise à jour majeure du série 70 qui reçoit une fois de plus une nouvelle face avant rappelant la première génération de série 70. Le moteur 1GD-FTV, un 4 cylindres turbo-diesel de 2,8L vient en alternative des moteurs V8 turbo-diesel de 4,5L et V6 essence de 4,0L. Ces nouvelles modifications permettent entre autres de respecter les normes en cas de choc de piétons et anti-pollution, d'autres systèmes de sécurité électronique ont aussi été rajoutés afin de respecter les normes de sécurité. Toyota profite aussi de cette nouvelle version pour réintroduire ce modèle sur le marché japonais.

Ces véhicules, souvent modifiés localement et armés de mitrailleuses ou de canons sans recul, voire blindés, sont utilisés par plusieurs armées, forces de sécurité, et mouvements de guérilla sous le nom de technical.

## Origine du nom
2 mots anglophones, land qui signifie terre et cruiser pour croiseur, la volonté d'identification internationale et donc à l'exportation est marqué. On peut supposer une similitude avec Land Rover, afin d'accélérer cette identification auprès du public.

## Les différents modèles

### Modèle FJ et BJ (1951 - 1955)
La Toyota Jeep BJ a été initialement développée pour une utilisation par la réserve nationale de la police (aujourd'hui la Force terrestre d'autodéfense japonaise) en 1951. Le châssis du modèle était basé sur celui de la Jeep, modifié pour s'adapter aux 4 roues motrices puis équipé d'une cylindrée de 3 400 cm3 avec le moteur essence Type B 6 cylindres utilisé pour le modèle AA et d'autres voitures de tourisme.
Pendant les deux premières années, la fabrication se faisait exclusivement sur commande et en petits volumes.
En 1953, cependant, la production régulière de la « Toyota Jeep BJ » a commencé à l'usine Toyota Honsha (assemblage de châssis roulants). L'assemblage de la carrosserie et la peinture ont été effectués chez Arakawa Bankin Kogyo KK, plus tard connu sous le nom d'ARACO (maintenant une filiale de Toyota Auto Body Company).
La série « Toyota Jeep BJ » a été introduite dans les variantes suivantes :
- BJ-T (Tourisme),
- BJ-R (Radio),
- BJ-J (Châssis pour camion de pompiers).

Bien que le moteur de grosse cylindrée de la Toyota Jeep BJ ait assuré sa supériorité par ses performances, la réserve de la police nationale a fini par choisir la Mitsubishi Jeep (une version de la Jeep Willys produite sous licence) car cette dernière avait un bilan plus vaste. En conséquence, la Toyota Jeep a été convertie pour un usage civil et son poids a évolué en 1953.
Comme son nom Jeep était une marque de commerce de Willys-Overland, Toyota a supprimé la mention "Jeep" et son inscription sur son 4x4 lors de la sortie de la seconde génération en juin 1954. Le nom « Land Cruiser » fut inventé par le directeur technique Hanji Umehara: "En Angleterre, nous avions un autre concurrent : Land Rover. Je devais trouver un nom pour notre voiture qui ne sonnerait pas moins digne que celui de nos concurrents. C'est pourquoi j'ai décidé de l'appeler "Land Cruiser"", se souvient-il. Le nom avait déjà été utilisé sur la berline Studebaker Land Cruiser (en), produite de 1934 à 1954. Le moteur essence 3,9 L Type F a été ajouté pour la première fois à la gamme Land Cruiser, à l'origine uniquement dans le châssis du camion de pompiers.

#### Motorisations
- BJ (1951-1955) : Moteur type B basé sur le moteur Chevrolet 207, essence quatre temps à six cylindres en ligne à soupapes en tête de 3,4 litres qui générait une puissance de 63 kW (84 ch; 85 ch) à 3 600 tr/min et 215 N⋅m (159 lb⋅ft) de couple à 1 600 tr/min.
- FJ (1954-1955) :  Moteur type F basé sur le moteur GMC 236, essence quatre temps à six cylindres en ligne à soupapes en tête de 3,9 litres qui générait une puissance de 92 kW (123 ch; 125 PS) et 289 N·m (189/209 lb·ft) de couple à 2000 tf/min.

### Série 20 (1955 - 1960)

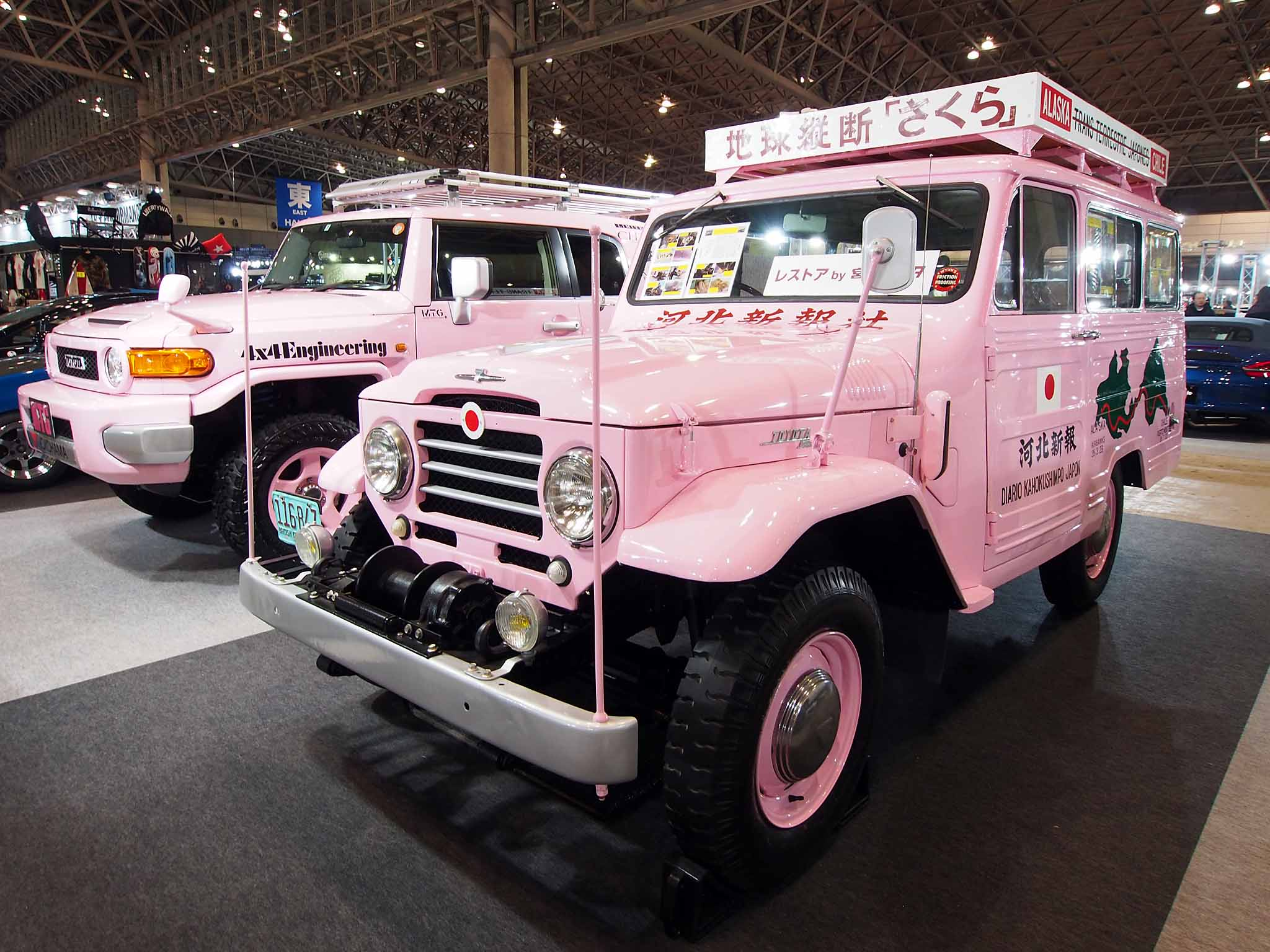
Toyota Land Cruiser FJ28VA customisé

La deuxième génération du Land Cruiser appelée Série 20 est introduite en 1955. Son design a été « civilisé » pour être destiné à l'exportation. Il avait également une carrosserie plus élégante et une meilleure conduite grâce à des ressorts plus longs à quatre lames qui avaient été adaptés du Toyota Light Truck. Il était équipé d'un moteur essence six cylindres de type F de 3,9 L plus puissant de 99 kW (135 PS; 133 ch). L'intérieur des véhicules a été rendu plus confortable en déplaçant le moteur de 120 mm vers l'avant. La Série 20 n'avait toujours pas de boîte de transfert basse vitesse, mais avait une synchronisation sur les troisième et quatrième vitesses.

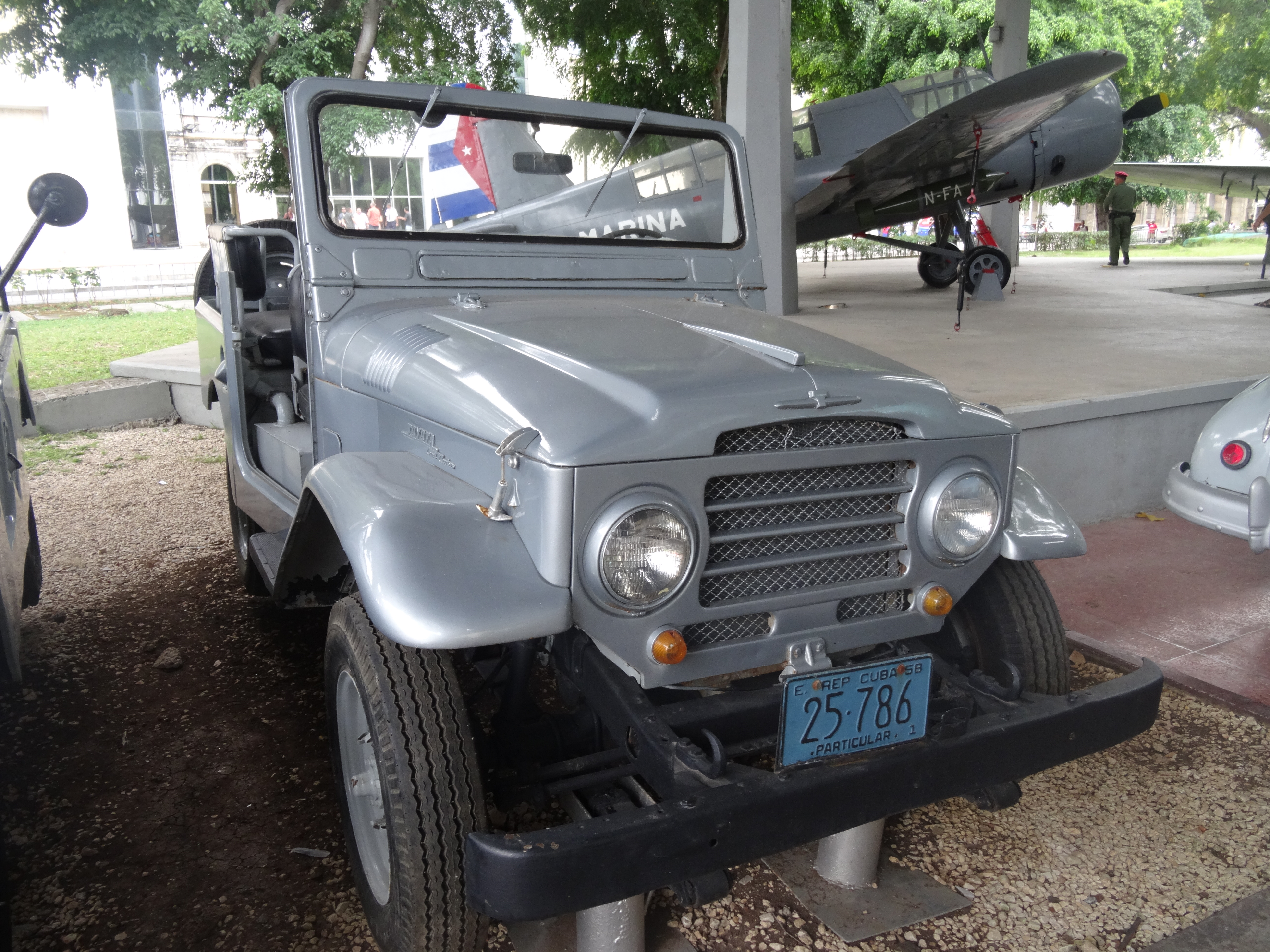
Toyota Land Cruiser séries 20 de Raul Castro

En 1957 un break à 4 portes est ajouté, appelé FJ35V, basé sur un empattement de 2 650 mm. Le Land Cruiser a été importé pour la première fois en Australie par B&D Motors sous le nom de châssis FJ25/28 avec des carrosseries de fabrication australienne. Le Land Cruiser fut le premier véhicule japonais à être régulièrement exporté vers ce pays. Un petit nombre de Land Cruisers ont été initialement utilisés dans le cadre du projet Snowy Mountains par l'entrepreneur Theiss Constructions.
En 1958, la production du FJ25 débute au Brésil devenant les premiers véhicules Toyota entièrement construits en dehors du Japon. Il s'agissait de versions modifiées de la Série 20, baptisées Toyota Bandeirante. En 1959, ces véhicules sont exportés en Australie. Ils sont principalement utilisés pour le transport de minerai et la construction de barrages.
À partir de 1962, seul reste le nom « bandeirante » (« porte-drapeau » en portugais) lorsque le moteur essence Toyota a été remplacé par le moteur diesel Mercedes-Benz OM-324. Les modèles FJ25 ont été construits jusqu'en août 1968 au Brésil. Les chiffres de production étaient assez faibles; en 1965, la production totale était de 961 véhicules. Le Mercedes-Bens OM-324 est un moteur de tracteur diesel 4 cylindres de 3,4 L développant 78 ch et 193 lbf·ft qui a fait du Bandeirante un véhicule unique en son genre : un véhicule de tourisme équipé d'un moteur de tracteur diesel. Celui-ci est rudimentaire, avec des bougies de préchauffage, des carburateurs et une préchambre d'injection indirecte. Robuste, coupleux et notoirement peu raffiné (ses fortes vibrations lui ont valu le surnom de « marteau-piqueur »), l'OM-324 est unique parmi les moteurs Mercedes en ce sens qu'il semble avoir été construit exclusivement pour l'application Bandeirante, jamais présenté dans une autre Mercedes ou un véhicule Toyota.

#### Chiffres de production Toyota Land Cruiser Série 20 au Brésil
| Année                     | 1959 | 1960 | 1961 | 1962 | 1963 | 1964 | 1965 | 1966 | 1967 | 1968 | 1969 | 1970 | total |
| ------------------------- | ---- | ---- | ---- | ---- | ---- | ---- | ---- | ---- | ---- | ---- | ---- | ---- | ----- |
| Land Cruiser Série 20     | 489  | 295  | 0    | 0    | 0    | 0    | 0    | 0    | 0    | 0    | 0    | 0    | 784   |
| Land Cruiser TB 25 Lona   | 0    | 0    | 7    | 627  | 1001 | 1014 | 367  | 167  | 88   | 65   | 0    | 0    | 3336  |
| Land Cruiser TB 43 L      | 0    | 0    | 0    | 0    | 0    | 125  | 33   | 42   | 3    | 6    | 0    | 0    | 209   |
| Land Cruiser TB 25 L aço  | 0    | 0    | 0    | 0    | 0    | 0    | 0    | 178  | 78   | 76   | 0    | 0    | 332   |
| Land Cruiser OJ 40 L Lona | 0    | 0    | 0    | 0    | 0    | 0    | 0    | 0    | 0    | 27   | 77   | 20   | 124   |
| Land Cruiser OJ 40 LV aço | 0    | 0    | 0    | 0    | 0    | 0    | 0    | 0    | 0    | 16   | 153  | 95   | 264   |
| total                     | 489  | 295  | 7    | 627  | 1001 | 1139 | 400  | 387  | 169  | 190  | 230  | 115  | 5049  |

### Série 40 (1960 - 1984)
Le Toyota Land Cruiser série 40 est fabriqué par Toyota de 1960 à 2001. Carrosserie traditionnelle sur châssis, la plupart des Land Cruisers de la série 40 ont été construits sous forme de modèles à 2 portes avec des dimensions légèrement plus grandes que celles du Jeep CJ similaire.
Le modèle était disponible en versions à empattement court (J40/41/42), moyen (J43/44/46) et long (J45/47), avec des moteurs essence et diesel.
- 1960 : lancement de la série J40 (empattement 2 285 mm (90,0 pouces)/2 430 mm (95,7 pouces)/2 650 mm (104,3 pouces)).
- 1963 : empattement plus long (2 950 mm (116,1 po)), FJ45-B, pick-up et châssis-cabine ont été ajoutés).
- 1967 : Fin de la production du FJ45V (I) à quatre portes (empattement de 2 650 mm (104,3 po), remplacé par le break FJ55).
- 1968 : la production de la série 40 commence sous le nom de Bandeirante au Brésil, avec un moteur diesel Mercedes-Benz produit *localement.
- 1972 : Lancement du HJ45 avec le moteur diesel 6 cylindres en ligne H de 3,6 litres.
- 1974 : Lancement du BJ40/43 avec le moteur diesel 4 cylindres en ligne B de 3,0 litres. Un arceau de sécurité monté en usine devient la norme aux États-Unis (FJ40).
- 1975 : Des portes de coffre arrière sont ajoutées aux modèles américains FJ40. Le hayon reste disponible en option dans d’autres pays.
- 1976 : Freins à disque sur l'essieu avant.
- 1977 : Suppression des fenêtres d'aération des portes avant, ajout de fenêtres d'aération arrière sur le toit rigide aux États-Unis
- 1979 : Direction assistée (uniquement modèles F) et climatisation ajoutées aux options, rapports de démultiplication modifiés de 4,11 à 3,70 aux États-Unis pour être plus adaptés à l'autoroute. Cadres de gril carrés FJ40 de 1979 et ultérieurs.
- 1980 : lancement du HJ47 avec un moteur diesel six cylindres de 4,0 litres. Fin de la production du HJ45.
- 1981 : Ajout de la direction assistée sur les modèles BJ aux options, ajout des freins à disque en Australie.
- 1984 : Fin de la production de la série J40 sur la plupart des marchés (remplacée par la série J70). Continué sous le nom de Bandeirante au Brésil.
- 1993 : La transmission à cinq vitesses devient disponible pour la Toyota Bandeirante.
- 1994 : Au Brésil, le moteur Mercedes-Benz OM-364 est remplacé par l'unité Toyota 14B.
- 2001 : Fin de la production du Bandeirante.

#### Motorisations
Différentes versions :
- BJ40 (1973) : 4 cyl. diesel 3 litres 80 ch - court, hard top ou bâché
- BJ42 (1982) : 4 cyl. diesel 3,4 litres 90 ch - court, hard top ou bâché
- BJ43 (1973) : 4 cyl. diesel 3 litres 80 ch - moyen bâché ou Break 3 portes
- BJ45 (1983) : 4 cyl. diesel 3,4 litres 90 ch - long pick-up, break 3 ou 5 portes
- BJ46 (1982) : 4 cyl. diesel 3,4 litres 90 ch - moyen bâché ou Break 3 portes
- FJ40 (1969) : 6 cyl. essence 4 litres 125 ch - court hard top ou bâché
- FJ40 (1975) : 6 cyl. essence 4,2 litres 135 ch - court hard top ou bâché
- FJ45 (1976) : 6 cyl. essence 4,2 litres 135 ch - long pick-up, break 3 ou 5 portes
- HJ45 (1976) : 6 cyl. diesel 3,6 litres 95 ch - long pick-up, break 3 ou 5 portes
- HJ47 (1980) : 6 cyl. diesel 4.0 litres 100 ch - fourgon long ou pick up

### Série 50 (1967 - 1980)

#### Motorisations
Différentes versions :
- FJ55V (1967) : 6 cylindres, essence 3,9 litres, 123 ch - long break 5 portes
- FJ56V (1975) : 6 cylindres, essence 4,2 litres, 135 ch - long break 5 portes

### Série 60 (1980 - 1992)
La série 60 a été commercialisée de 1980 à 1990 dans de nombreux pays et jusqu'en 1992 au Venezuela. La version vénézuélienne était équipée du moteur 3F avec carburateur uniquement, en boite manuelle ou automatique. 

#### Motorisations
Différentes versions :
- BJ60 (1980) : 4 cylindres, diesel, 3,4 litres 90 ch - long break 5 portes
- HJ60 (1980) : 6 cylindres, diesel, 4 litres 105 ch - long break 5 portes
- HJ61 (1988) : 6 cylindres, turbo diesel, 4 litres 136 ch - long break 5 portes
- FJ60 (1980) : 6 cylindres, essence, 4,2 litres 135 ch - long break 5 portes
- FJ62 (1988) : 6 cylindres, essence, 4 litres 155 ch - long break 5 portes

### Série 70 (1984 - )

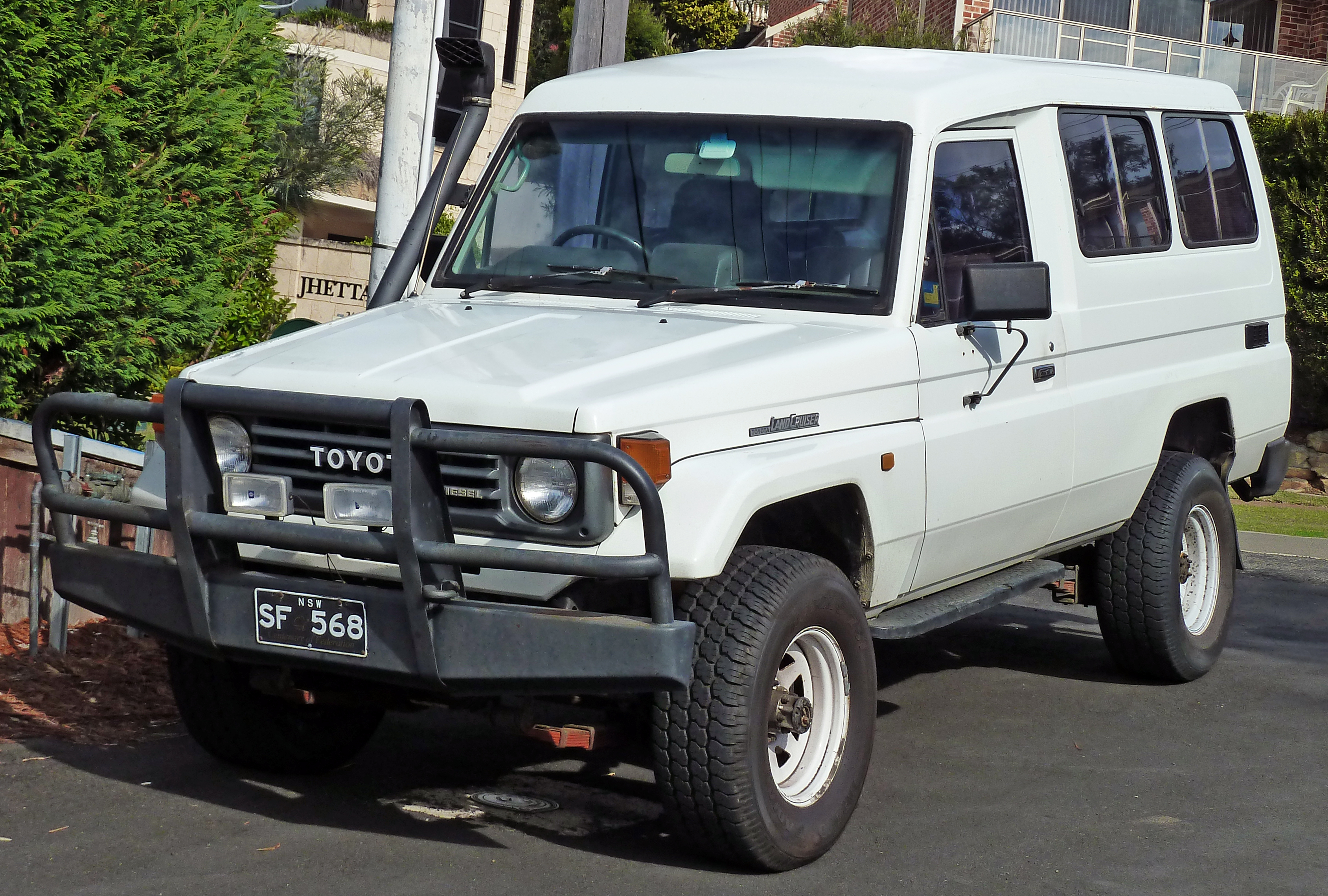
Toyota Land Cruiser 70 première version

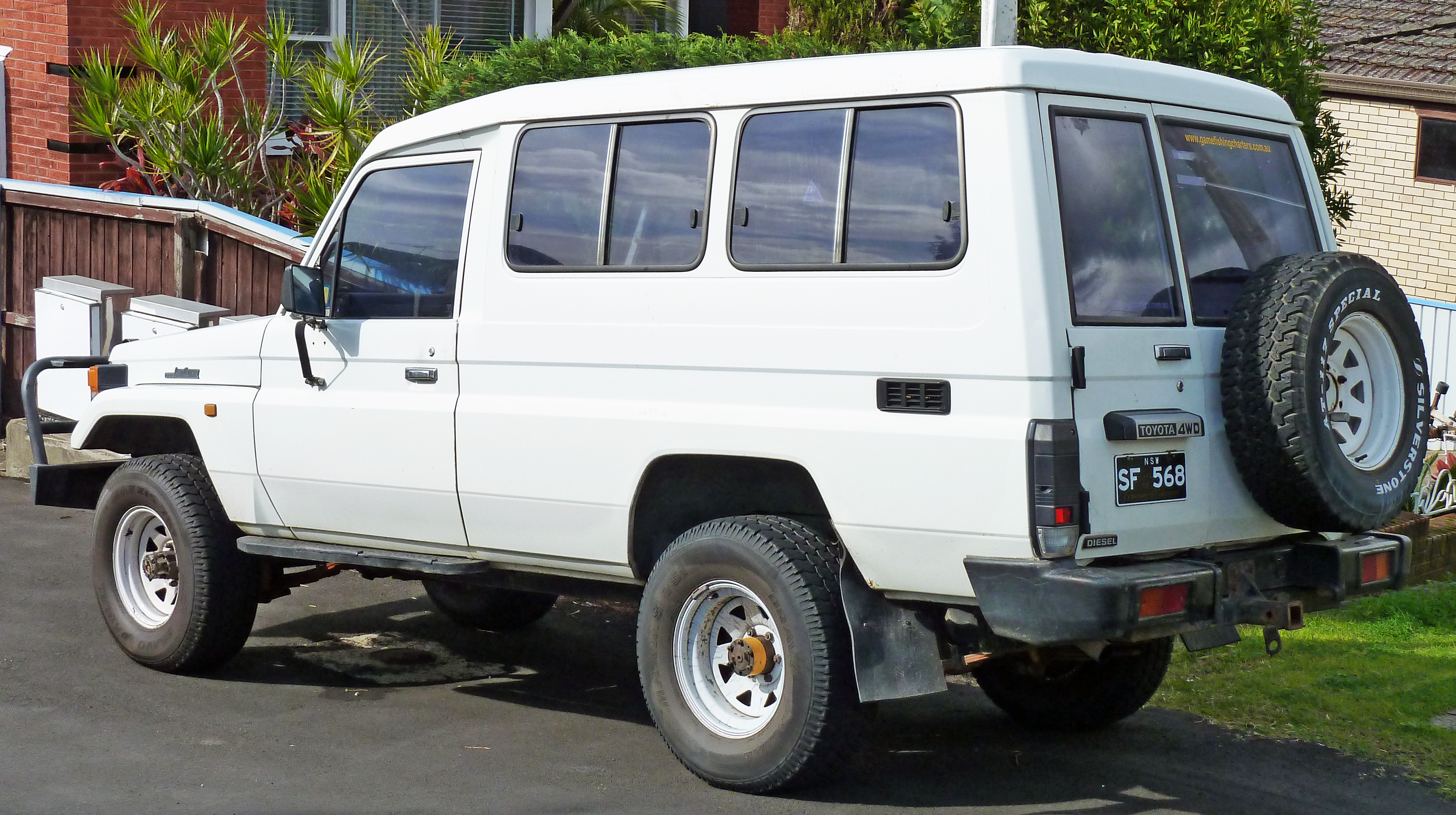
Toyota Land Cruiser 70 première version

La série 70 du Toyota Land Cruiser a succédé à la série 40 à quatre roues motrices performantes en 1984. Le style a conservé un air de famille avec la série 40 mais est devenu plus anguleux. La série 70/71 était à empattement court (SWB), la 73/74 était à empattement moyen (MWB) et la 75/78 était à empattement long (LWB). Ce dernier était proposé en version châssis-cabine/utilitaire avec un plateau « à panneaux » (pick-up) et un toit rigide « transport de troupes » (HT). Toyota a également fabriqué des versions plus légères qui partageaient la désignation Série 70 de 1985 à 1996 et qui ont été commercialisées dans diverses régions du monde initialement sous le nom de Bundera ou de Land Cruiser II et plus tard sous le nom de Prado. Parmi ceux-ci, le nom Prado est resté et chaque modification l’a éloigné de ses racines de la série 70. À partir de 1997, le Toyota Land Cruiser Prado était connu sous le nom de Série 90 et est devenu un 4x4 de tourisme sans rapport avec la Série 70.

#### Motorisations
Série Heavy
- Court
  - BJ70 (1984) : 4 cyl. diesel 3,4 litres, 90 ch - bâché ou break 3 portes
  - FJ70 (1985) : 6 cyl. essence 4 litres, 155 ch - bâché ou break 3 portes
  - BJ71 (1987) : 4 cyl. turbo diesel 3,4 litres, 123 ch - break 3 portes
  - PZJ70 (1990) : 5 cyl. diesel 3,5 litres, 115 ch - bâché ou break 3 portes
  - HZJ70 (1990) : 6 cyl. diesel 4,2 litres, 130 ch - bâché ou break 3 portes
  - FZJ70 (1992) : 6 cyl. essence 4,5 litres, 215 ch - break 3 portes
  - HZJ71 (1999) : 6 cyl. diesel 4,2 litres, 130 ch - bâché ou break 3 portes
  - FZJ71 (1999) : 6 cyl. essence 4,5 litres, 215 ch - break 3 portes
  - GRJ71 (2010) : V6 essence 4,0 litres, 275 ch - break 3 portes
  - GDJ71 (2024) : 4 cyl. turbo diesel 2.8 litres, 201 ch - break 3 portes
- Moyen
  - BJ73 (1984) : 4 cyl. diesel 3,4 litres, 90 ch - hard top
  - FJ73 (1985) : 6 cyl. essence 4 litres, 155 ch - hard top
  - BJ74 (1987) : 4 cyl. turbo diesel 3,4 litres, 123 ch - hard top
  - HZJ73 (1990) : 6 cyl. diesel 4,2 litres, 130 ch - hard top
  - HZJ74 (1999) : 6 cyl. diesel 4,2 litres, 130 ch - hard top
  - FZJ73 (1992) : 6 cyl. essence 4,5 litres, 215 ch - hard top
  - FZJ74 (1999) : 6 cyl. essence 4,5 litres, 215 ch - hard top
- Semi Long
  - PZJ77 (1990) : 5 cyl. diesel 3.5 litres, 115 ch - break 5 portes
  - HZJ77 (1990) : 6 cyl. diesel 4.2 litres, 130 ch - break 5 portes
  - HZJ76 (1990) : 6 cyl. diesel 4.2 litres, 130 ch - break 5 portes
  - VDJ76 (2007) : V8 turbo diesel 4.5 litres, 205 ch - break 5 portes
  - GRJ76 (2010) : V6 essence 4,0 litres, 275 ch - break 5 portes
  - GDJ76 (2024) : 4 cyl. turbo diesel 2.8 litres, 201 ch - break 5 portes
- Long
  - BJ75 (1985) : 4 cyl. diesel 3,4 litres, 90 ch - pick-up ou break 3 portes
  - HJ75 (1985) : 6 cyl. diesel 4 litres, 105 ch - pick-up, cab-châssis ou break 3 portes
  - FJ75 (1985) : 6 cyl. essence 4 litres, 155 ch - pick-up, cab-châssis ou break 3 portes
  - HZJ75 (1990) : 6 cyl. diesel 4,2 litres, 130 ch - pick-up, cab-châssis ou break 3 portes
  - PZJ75 (1990) : 5 cyl. diesel 3,5 litres, 115 ch - pick-up, cab-châssis ou break 3 portes
  - FZJ75 (1993) : 6 cyl. essence 4,5 litres, 215 ch - pick-up, cab-châssis ou break 3 portes
  - FZJ78 (1999) : 6 cyl. essence 4,5 litres, 215 ch - break 3 portes
  - HZJ78 (1999) : 6 cyl. diesel 4,2 litres, 130 ch - break 3 portes
  - VDJ78 (2007) : V8 turbo diesel 4.5 litres, 205 ch - break 3 portes
  - GRJ78 (2010) : V6 essence 4,0 litres, 275 ch - break 3 portes
  - GDJ78 (2024) : 4 cyl. turbo diesel 2.8 litres, 201 ch - break 3 portes
- Super Long
  - HZJ79 (1999) : 6 cyl. diesel 4,2 litres, 130 ch - long pick-up ou cab-châssis
  - VDJ79 (2007) : V8 turbo diesel 4,5 litres, 205 ch - long pick-up ou cab-châssis
  - GDJ79 (2024) : 4 cyl. turbo diesel 2.8 litres, 201 ch - long pick-up ou cab-châssis

Serie Light
- Court
  - RJ70 (1985) : 4 cyl. essence 2,4 litres, 105 ch (issu du Hi-Lux)- bâché ou break 3 portes
  - LJ70 (1985) : 4 cyl. diesel 2,4 litres, 72 ch (issu du Hi-Lux) - bâché ou break 3 portes
  - LJ71 (1986) : 4 cyl. turbo diesel 2,4 litres, 86 ch (issu du Hi-Lux) - bâché ou break 3 portes
  - LJ71 (1991) : 4 cyl. turbo diesel 2,4 litres, 90 ch - bâché ou break 3 portes
  - KZJ71 (1993) : 4 cyl. turbo diesel 3 litres, 125 ch - bâché ou break 3 portes
- Moyen
  - LJ73 (1985) : 4 cyl. diesel  2,4 litres, 72 ch (issu du Hi-Lux)- hard top
  - LJ74 (1986) : 4 cyl. turbo diesel 2,4 litres, 86 ch (issu du Hi-Lux)- hard top 3 portes
  - LJ74 (1991) : 4 cyl. turbo diesel 2,4 litres, 90 ch - hard top 3 portes
  - KZJ73 (1993) : 4 cyl. turbo diesel 3 litres, 125 ch - hard top 3 portes
  - KZJ74 (1993) : 4 cyl. turbo diesel 3 litres, 125 ch - hard top 3 portes
- Semi Long
  - LJ78 (1990) : 4 cyl. turbo diesel 2.4 litres, 98 ch - break 5 portes
  - KZJ78 (1993) : 4 cyl. turbo diesel 3 litres, 125 ch - break 5 portes
  - LJ79 (199?) : 4 cyl. diesel 2.8 litres, 91 ch - break 5 portes

### Série 80 (1990 - 2007)

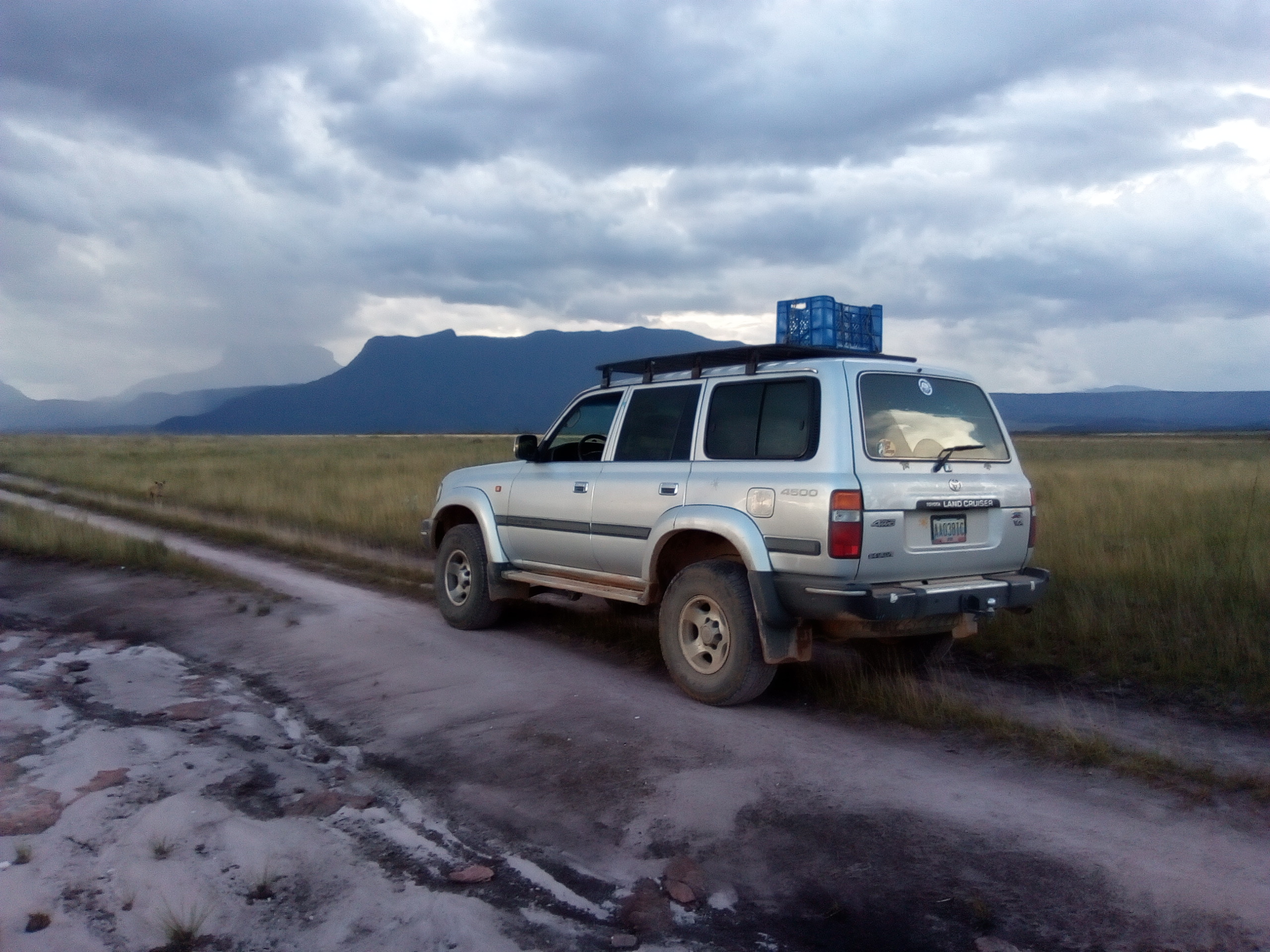
2004 FZJ80 1FZFE

Lors du Salon international de l'automobile de Genève 1990, Toyota présente à l'Europe sa nouvelle génération de Toyota Land Cruiser SW, la série 80, motorisée par un moteur essence de quelque 156 chevaux. Mais quelques mois plus tard arrivait la version diesel destinée au marché français.
En 1989, les HJ61 sont achetés principalement pour leur polyvalence : grand break, usage familial, moteur puissant, tout en conservant de vraies capacités en tout-terrain. Au fil du temps, la demande s'est en effet orientée vers un véhicule aux caractéristiques plus adaptables et plus semblables à celles d'une berline. Cette série connaîtra des modifications mineures mais régulières, tout en allant dans le sens d'un luxe supérieur. Finalement, ces évolutions transformeront la série 60, populaire s'il en est, en une nouvelle présentée en octobre 1989 : la série 80.
La transition de la lignée des séries 6x à celle des séries 8x sera bien plus radicale que lors du passage des séries 5x aux séries 6x. Un certain nombre de nouvelles technologies sont en effet adoptées (transmission permanente, ressorts hélicoïdaux, blocages de pont), si bien que le changement sera cette fois plus révolutionnaire. L'objectif clairement déclaré est d'être à l'avant-garde en termes de technologie et de luxe.
Au-delà de son style rappelant celui d'une berline pour sa face avant, ses pneus larges et ses boucliers enveloppants lui confèrent un effet imposant et ne seront pas sans évoquer un luxueux navire capable de courir la campagne. Il s'agissait bel et bien d'une rupture par rapport à la tradition du 4x4 japonais traditionnel. Pour autant, ces équipements resteront ceux d'un authentique tout-terrain, avec de l'espace prévu dans le tableau de bord pour installer des systèmes spécifiques aux 4x4, ou encore des barres de toit pour le montage d'une galerie.
Long de 5 mètres et large de 2, il proposera trois types de moteur : un diesel atmosphérique, un diesel turbo-compressé et un essence (dont les 2 derniers évolueront avec le temps). Tous les modèles sauf un, bénéficieront d'essieux rigides à ressorts hélicoïdaux à l'avant et à l'arrière ainsi que d'une transmission 4x4 permanente.
En 1995, les moteurs Diesel des versions européennes seront fortement remaniés et passeront de 12 soupapes à 24 soupapes doté de vannes EGR pour anticiper les normes antipollutions.
Après une première version dont la puissance sera inférieure aux 12S, le 24S atteindra les 170 ch dès 1996 le tout sans présence d'intercooler.
En août 1996, tous les modèles adopteront la système anti-blocage des roues (ABS) et des coussins gonflables de sécurité (« airbags ») de série.
La série 80 était née dans un environnement favorable, celui du boom économique. Toutefois, elle ne souffrira pas lorsqu'il touchera à sa fin. Sa période de règne durera neuf ans, avec toujours plus de luxe, jusqu'à son remplacement définitif en janvier 1998 par le Land Cruiser Série 100 (Station Wagon dans la dénomination officielle française). Le passage à la génération suivante, s'accomplira alors que la série 80 bénéficiait toujours d'un grand potentiel de popularité, un peu comme à l'époque où le HJ61 avait cédé la place au HDJ80.
Toyota Venezuela continuera à produire la série 80 jusqu'en 2007 (vendus au Venezuela et en Colombie) en version VX nommée "Burbuja" de sept places et en version LX nommée "Autana" de 5 places. La version haut de gamme VX est équipée de quatre roues motrices permanentes alors que la version LX, facile à reconnaître grâce à ses quatre phares carrés dans la calandre, est une deux roues motrices permanentes avec des accoupleurs de roues avant manuels (part time). L'unique moteur au catalogue dans cette région du monde est alors le 6 cylindres, essence, 4,5 litres équipé d'un carburateur (92-97) sur les versions à boites manuelles ou de l'injection électronique multipoint sur les modèles en boite automatique. À partir de 1998 et jusqu'en 2007, tous les modèles recevront l'injection électronique. Robuste et fiable, il n'est pas rare de trouver des véhicules équipés de ce moteur avec plus de 500000km.
Il en résulte une forte cote d'amour en occasion notamment auprès des personnes voyageant à bord de véhicules tout-terrain. Dotés de ponts rigides à l'avant et à l'arrière et d'un moteur très fiable et puissant, ce véhicule possède des capacités de franchissement impressionnantes sur les versions possédant des blocages des différentiels du pont avant, de la boîte de transfert et du pont arrière. Associé à sa gamme de vitesse courtes, ce véhicule s'avère très agile en tout-terrain malgré son poids que ce soit dans le sable, la boue ou sur les pistes.
Pour sa polyvalence, ses caractéristiques, l'absence d'électronique indispensable à son fonctionnement qui le rend réparable un peu n'importe où sur le globe sans matériel sophistiqué, il est considéré par certains voyageurs comme un des véhicules tout-terrain les plus aboutis qui aient jamais été produits pour des particuliers.

#### Motorisations
Différentes versions :
- HDJ80 (1990) : 6 cylindres turbo diesel, 4,2 litres, 167 ch - long break 5 portes
- HDJ80 (1994) : 6 cylindres turbo diesel, 4,2 litres, 160 ch - long break 5 portes
- HDJ80 (1996) : 6 cylindres, turbo diesel, 4,2 litres, 170 ch - long break 5 portes
- FJ80 (1990) : 6 cylindres, essence, 4 litres, 155 ch - long break 5 portes
- FZJ80 (1993) : 6 cylindres, essence, 4,5 litres, 205 ch - long break 5 portes
- HZJ80 (1990) : 6 cylindres, diesel, 4,2 litres, 130 ch - long break 5 portes

### Série 90 (1996 - 2002)

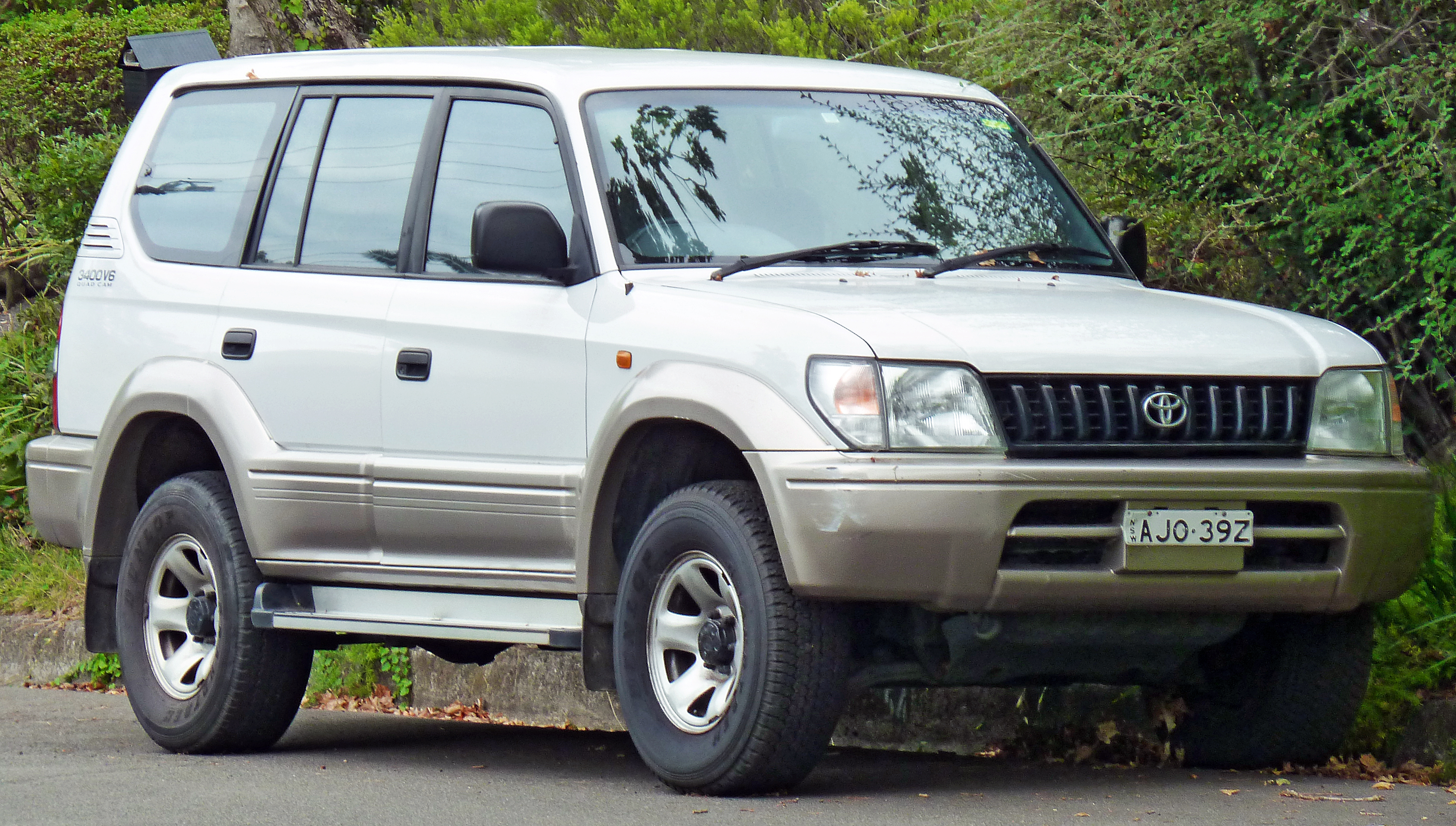
Toyota Land Cruiser Prado (VZJ95R) GXL 5 portes long de 1998

En mai 1996, la série 70 a subi une cure de jouvence et est devenue (en partie) la série 90 Prado, une série indépendante. Le corps était allongé. Le design est resté comparable au J70. La suspension avant a été remplacée par une conception indépendante, partagée avec les Tacoma et Hilux Surf, fabriquée par Hino. Le J90 a été fabriqué par l'usine de Tahara, disponible en version à empattement court à trois portes et en version à empattement long à cinq portes.
Au Japon, la série 3 portes a commencé avec un R dans la série allant de RZ, RX, RS à RJ, tandis que la gamme 5 portes a commencé avec un T dans la série allant de TZ, TX, TS à TJ. Tous les modèles étaient équipés d'un double triangle avant et d'une suspension à 4 liaisons ainsi que d'un système 4 roues motrices permanent. L'ABS et un moniteur de terrain affichant un altimètre, un thermomètre et la pression étaient de série sur tous les modèles. Le moniteur de terrain n'était pas disponible en équipement standard en Afrique du Sud. L'affichage de la télévision et le système audio étaient en option.
Les moteurs à essence comprenaient le 3RZ-FE de 2,7 L (2 693 cm3) et le V6 5VZ-FE de 3,4 L (3 378 cm3). Les moteurs diesel comprenaient le moteur 3L de 2,8 L (2 776 cm3), le moteur 5L de 3,0 L (2 986 cm3) et le moteur 1KZ-TE de 3,0 L (2 982 cm3).
Il y avait aussi une version de luxe du J90, appelée Challenger. Les caractéristiques du Challenger sont des sièges en cuir standard et du bois sur le tableau de bord.
En juin 1999, des changements mineurs ont été apportés. Afin de suivre les nouvelles lois, des phares antibrouillard ont été ajoutés au pare-chocs, sauf en Afrique du Sud. Pour réduire les vols, un dispositif d'immobilisation du moteur était disponible. Le TX Limited avec 8 sièges utilisés dans la base TX avec un rail de toit, un rétroviseur arrière, une finition en panneaux de bois, un accoudoir, un compteur tête haute, une climatisation de base ainsi qu'un chauffage arrière a été introduit dans cette série.
En juillet 2000, Toyota a introduit le turbodiesel 1KD-FTV 3.0 doté de la technologie D-4D pour remplacer le 1KZ-TE au Japon.
Le Prado a été assemblé par Sofasa en Colombie de 1999 à 2009 sans changements significatifs. Il y avait deux versions, une version 3 portes avec un moteur de 2,7 L et une version 5 portes avec un moteur V6 de 3,4 L et une transmission manuelle à 5 vitesses ou une transmission automatique à 4 vitesses. ils ont proposé une version blindée en option du Prado à 5 portes.
Lorsque le Prado a été lancé au Royaume-Uni en 1996, il s’appelait Land Cruiser Colorado et remplaçait le 4Runner, dont la vente avait été abandonnée. On l’appelait ainsi pour le distinguer du plus grand Land Cruiser série 100 – rebaptisé Land Cruiser Amazon – qui était déjà en vente. L’étiquette du Colorado a été abandonnée en 2003, lorsqu’elle a été simplement renommée Land Cruiser. En république d'Irlande, la plupart des Land Cruisers étaient vendus comme véhicules utilitaires avec les vitres latérales arrière et les sièges retirés pour des raisons fiscales.

#### Motorisations
Différentes versions :
- LJ90 (1997) : 4 cyl. diesel 2,4 litres, 90 ch - court break 3 portes
- KZJ90 (1997) : 4 cyl. turbo diesel 3.0 litres, 125 ch - court break 3 portes
- KDJ90 (2001) : 4 cyl. turbo diesel 3.0 litres, 163 ch - court break 3 portes
- VZJ90 (1997) : V6 à 60° essence 3,4 litres, 179 ch - court break 3 portes
- LJ95 (1997) : 4 cyl. diesel 2,4 litres, 90 ch - long break 5 portes
- KZJ95 (1997) : 4 cyl. turbo diesel 3 litres, 125 ch - long break 5 portes
- KDJ95 (2001) : 4 cyl. turbo diesel 3 litres, 163 ch - long break 5 portes
- VZJ95 (1997) : V6 à 60° essence 3,4 litres, 179 ch - long break 5 portes

### Série 100 (1998 - 2007)
Succédant au Land Cruiser Série 80, le Land Cruiser Série 100 reprend les grandes lignes de la série 80 en adoptant toutefois des suspensions indépendantes (barres de torsion) à l'avant. De plus, le moteur turbo-diesel, toujours le 6 cylindres en ligne du série 80, verra sa puissance augmenter à 204 ch avec la présence d'une pompe à injection électronique et d'un intercooler (échangeur)( Moteur 1HD-FTE ). Certaines versions bénéficiaient de suspensions pilotées (réglables en hauteur), de blocages de différentiel central et arrière.
Comme son prédécesseur, le Série 100 a su se distinguer, notamment par son confort sur route, et son aptitude sur les pistes. Il est d'ailleurs très apprécié des préparateurs rallye-raid, tout comme le Série 80.
Le HZJ105 est la version tropicalisée du série 100, il a en revanche conservé les deux ponts rigides du série 80, et adopte un moteur 4.2l de cylindrée diesel atmosphérique.

#### Motorisations
Différentes versions :
- HDJ100 (1998) : 6 cyl. turbo diesel 4,2 litres, 204 ch - long break 5 portes
- UZJ100 (1998) : V8 à 90° essence 4,7 litres, 235 ch - long break 5 portes
- FZJ105 (1998) : 6 cyl. essence 4,5 litres, 205 ch - long break 5 portes
- HZJ105 (1998) : 6 cyl. diesel 4,2 litres, 130 ch - long break 5 portes

### Série 120 (2002 - 2009)

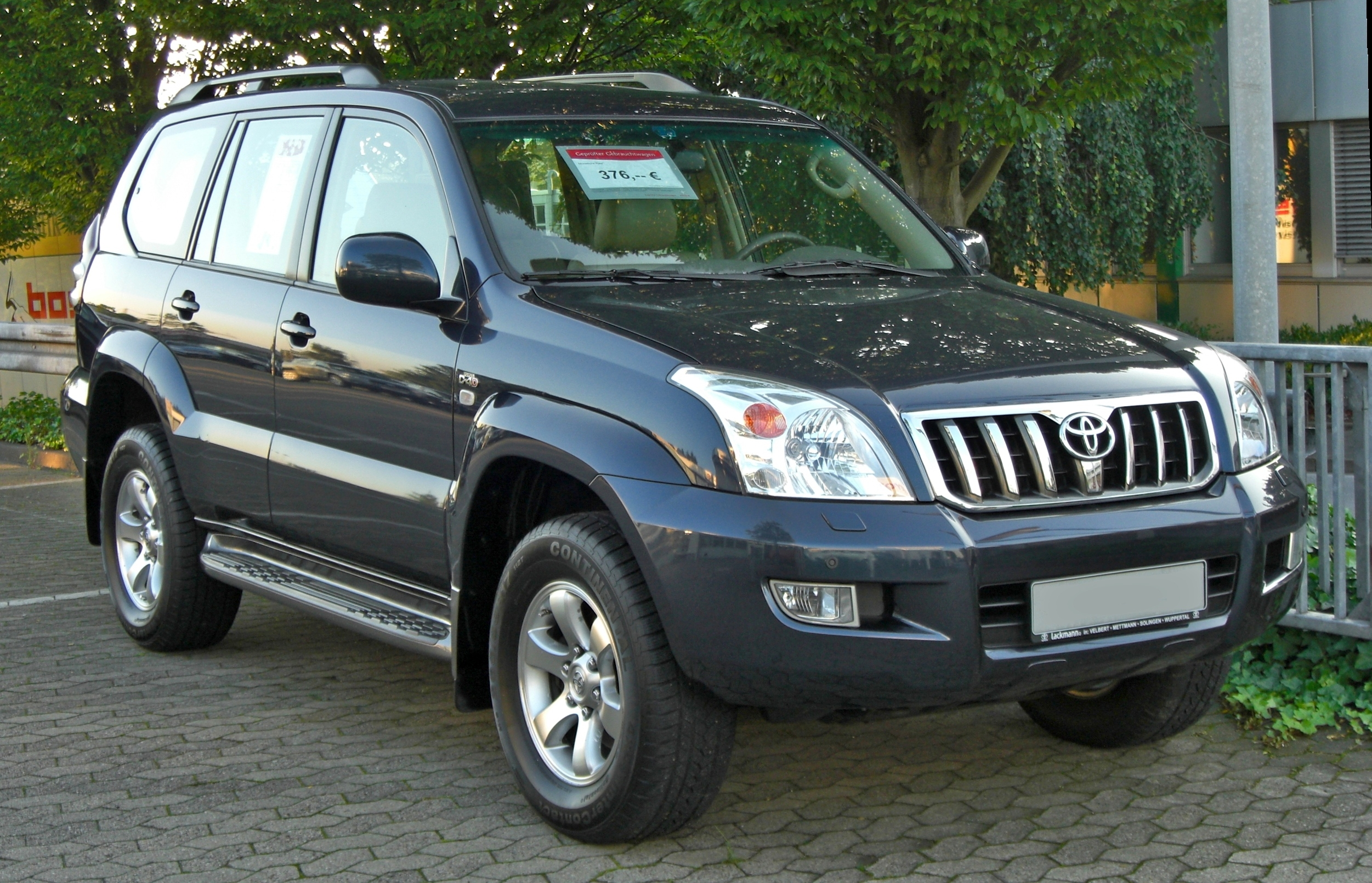
Toyota Land Cruiser Série 120

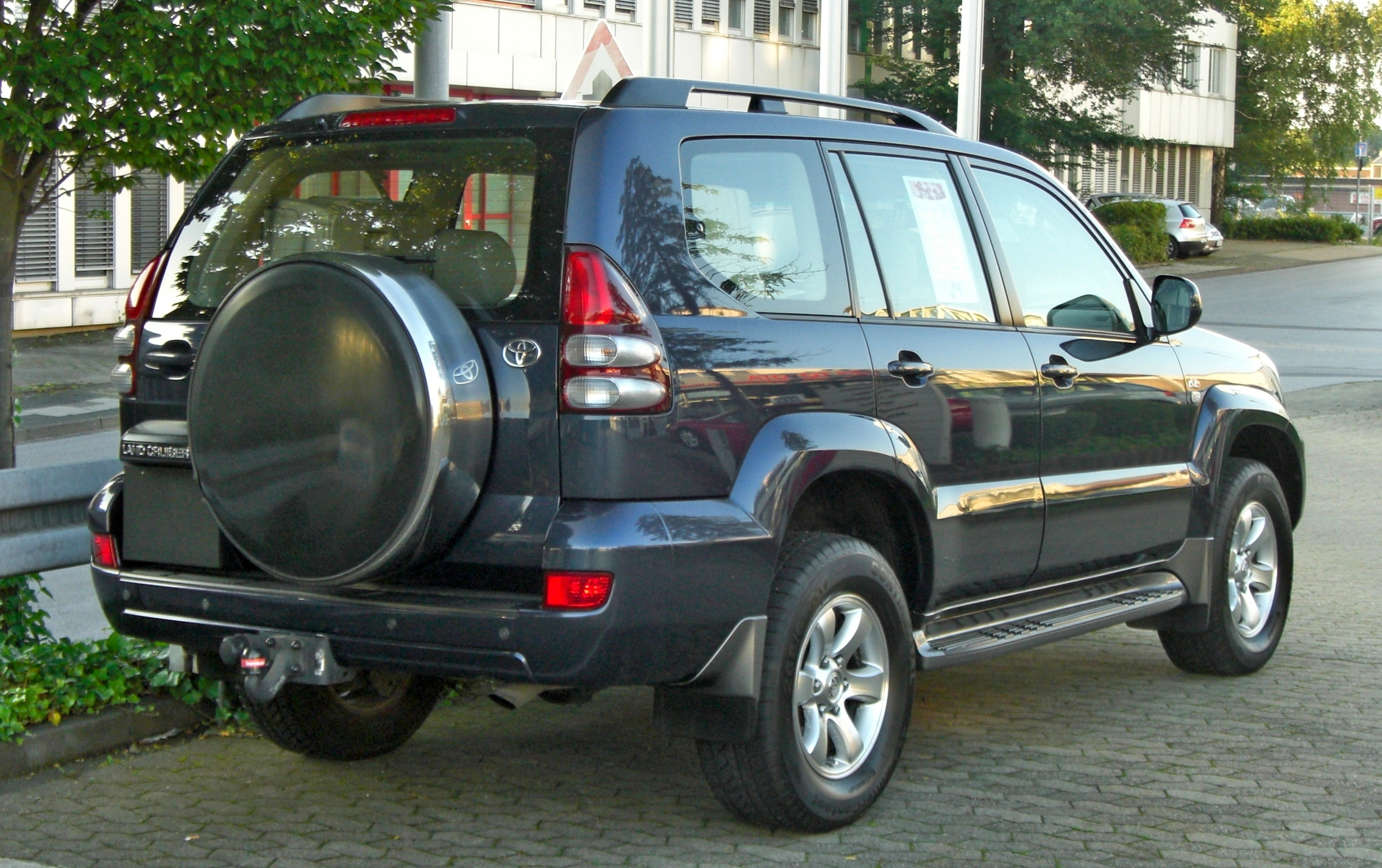
Toyota Land Cruiser Série 120

Plus connu sous le nom de Toyota Prado dans certains pays, le Toyota Land Cruiser Série 120, sorti en 2002 pour remplacer le Série 90, est aussi l'un des plus répandus en Afrique. Il n'a pas été commercialisé aux États-Unis.
Le Prado de troisième génération a révisé la suspension avant pour améliorer la fiabilité. Le développement a commencé en 1997 et le travail de conception en 1998, la proposition émanant de Lance Scott du studio de design Toyota ED2 en France fin 1999.
Les moteurs comprennent le 4 cylindres en ligne 3RZ-FE de 2,7 L (2 693 cm3), le V6 5VZ-FE de 3,4 L (3 378 cm3) et le diesel turbocompressé 4 cylindres en ligne de 3,0 L (2 982 cm3) 1KZ-TE. Dans des pays comme la Chine, un moteur nouvellement développé (1GR-FE V6) est disponible. L'antidémarrage du moteur est devenu un équipement standard sur certains marchés.
En août 2004, le moteur 3RZ-FE a été remplacé par le moteur 2TR-FE de 2,7 L (2 694 cm3) et en juillet de la même année, le moteur 5VZ-FE a été remplacé par le moteur V6 1GR-FE de 4,0 L (3 955 cm3). moteur avec une transmission automatique à 5 vitesses disponible fin 2005. En Amérique du Nord, ce modèle est connu sous le nom de Lexus GX 470 avec le moteur V8 2UZ-FE de 4,7 L (4 663 cm3).
Les modèles diesel sont équipés du moteur diesel turbocompressé 1KZ-TE d'une puissance maximale de 96 kW (131 ch; 129 ch), ainsi que du moteur diesel à aspiration naturelle 5L-E d'une puissance nominale de 70 kW (95 ch; 94 ch). En novembre 2006, Toyota a présenté le moteur diesel turbocompressé 1KD-FTV (moteur D-4D) pour répondre aux normes d'émission Euro IV. Ce moteur délivre 127 kW (173 ch; 170 ch) de puissance et 410 N⋅m (302 lbf⋅ft) de La mise à niveau du moteur D-4D a également été accompagnée d'améliorations de la transmission de la gamme diesel, avec des transmissions automatiques à 5 vitesses et des transmissions manuelles à 6 vitesses ajoutées en ligne avec la gamme essence. À partir d'août 2007, le Prado a reçu plusieurs équipements. et des améliorations de sécurité.La voiture a remporté 3 prix pour la meilleure performance d'un véhicule de type SUV en Australie et aux États-Unis.
Le Land Cruiser Prado de la série 120 partage les mêmes pièces de suspension que les Hilux Surf/4Runner et FJ Cruiser des mêmes années.
Il existe une version plus courte à trois portes de la série 120, avec un code 125 au lieu de 120. Les moteurs et la plupart des fonctionnalités sont les mêmes ; seul le 1KZ-TE n'était disponible que dans la version cinq portes. Le modèle à trois portes ne comporte que deux rangées de sièges. Le réservoir de carburant est limité à 87 L, sans système de réservoir secondaire disponible.
En 2007, sur les modèles japonais uniquement, G-BOOK, un service télématique par abonnement, était proposé en option.
Le marché japonais du Prado se composait de 6 niveaux de finition appelés RX, RZ, TX, TX Limited, TZ et TZ « G Selection ». Le modèle le plus performant connu sous le nom de TZ « G Selection » comprenait des fonctionnalités telles que des sièges avant chauffants pour le conducteur et le passager, des rétroviseurs extérieurs chauffants, une suspension pneumatique réglable, une commande d'assistance au démarrage en côte, une commande d'assistance en descente, un blocage de différentiel central et parfois un chauffage automatique du moteur.

#### Motorisations
Différentes versions :

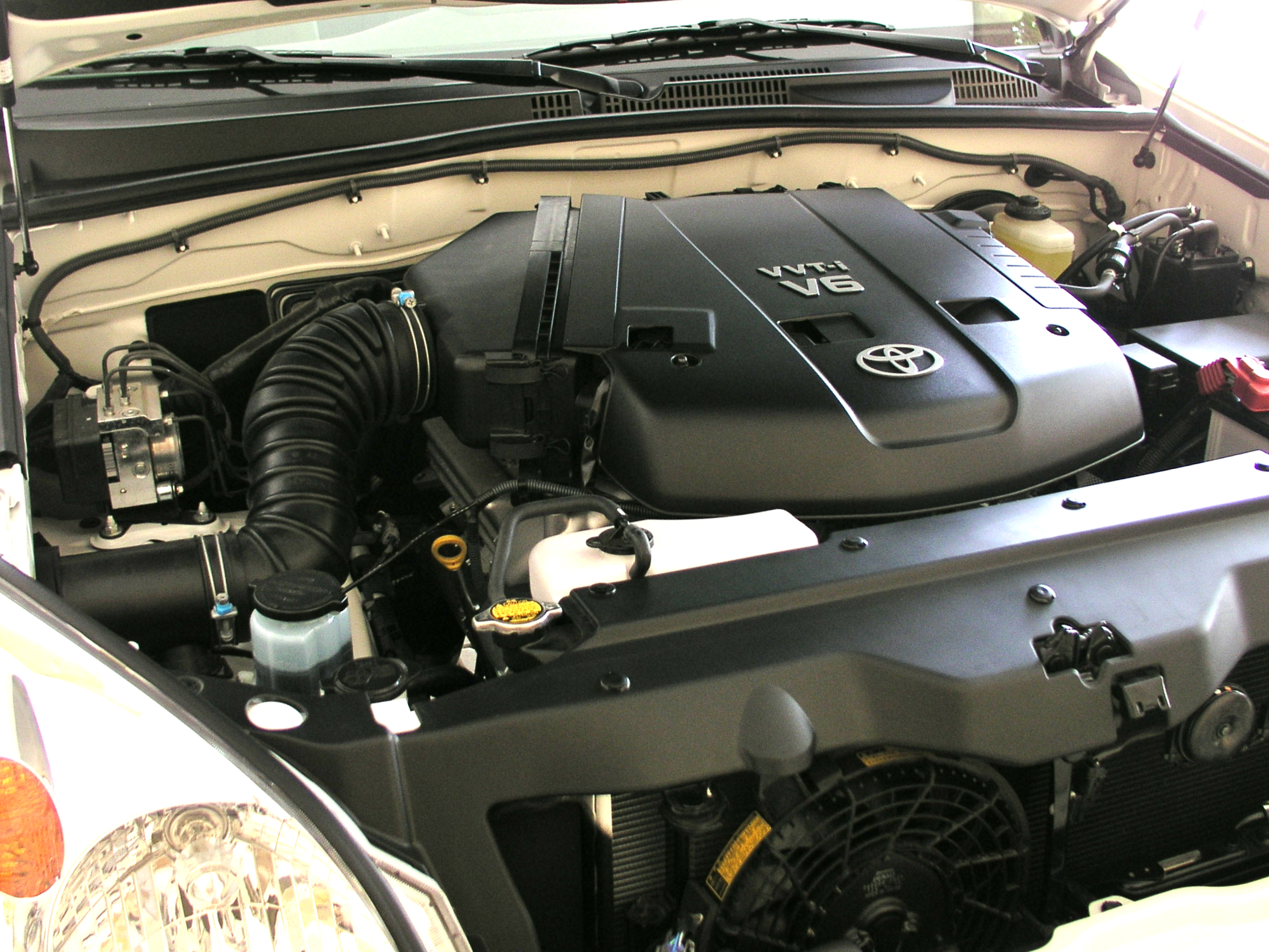
Moteur Toyota 1GR-FE 4.0 Litres V6

- GRJ120 (2003) : V6 à 60° essence 4 litres, 250 ch - long break 5 portes
- KDJ120 (2003) : 4 cyl. turbo diesel 3 litres, 163 puis 166 et enfin 173 ch - long break 5 portes[8]
- GRJ125 (2003) : V6 à 60° essence 4 litres, 250 ch - court break 3 portes
- KDJ125 (2003) : 4 cyl. turbo diesel 3 litres, 163 puis 166 et enfin 173 ch - court break 3 portes

### Série 150 (2009 - 2023)

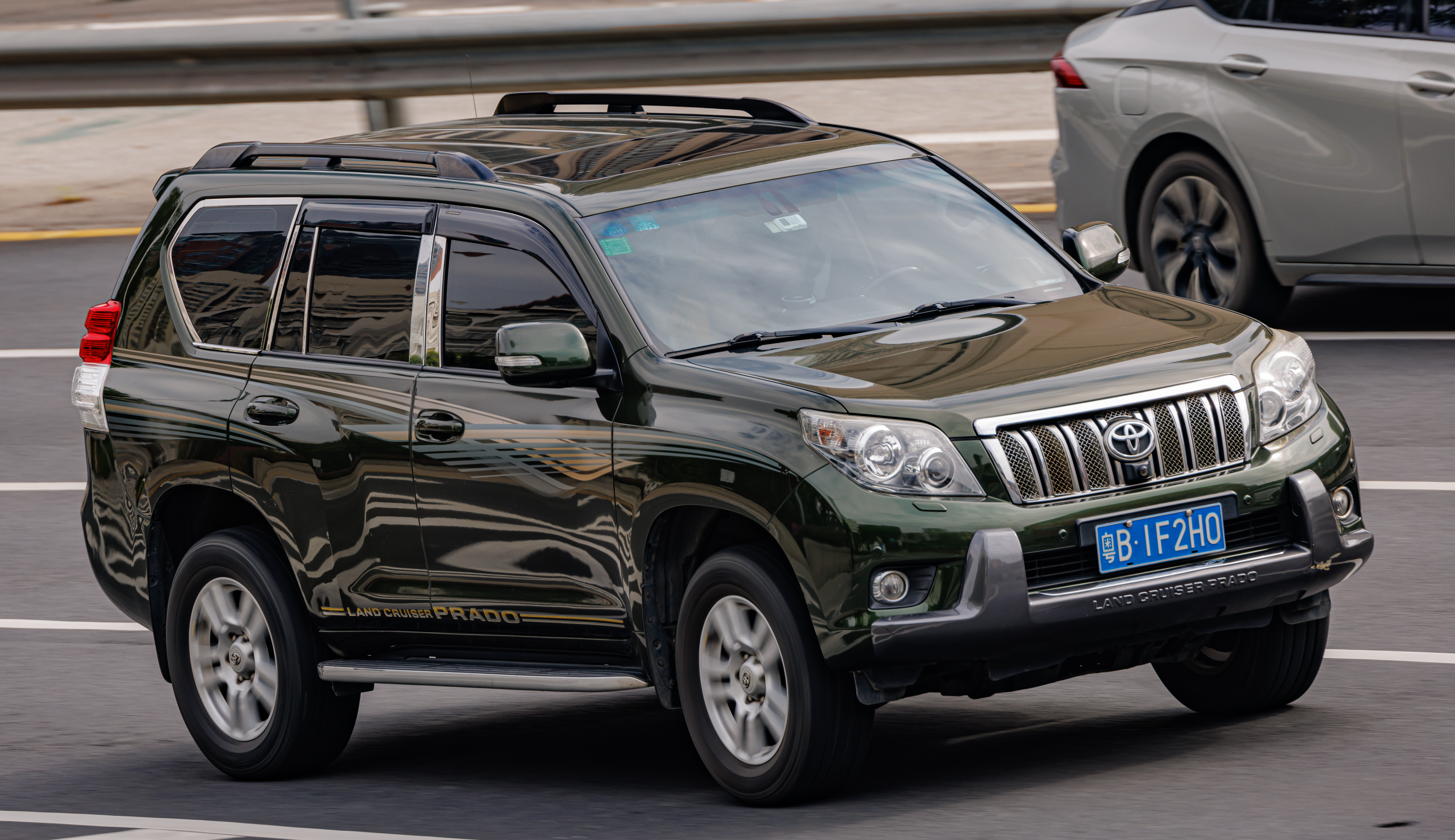
TOYOTA LAND CRUISER PRADO J150

Plus connu sous le nom de Toyota Prado dans certains pays, le Toyota Land Cruiser Série 150, sorti en 2009 pour remplacer le Série 120. Il est resté esthétiquement très proche de la version précédente et ressemble à un simple restylage alors qu'il a beaucoup évolué.

#### Phase 2
En 2013, il est restylé. En 2015, il reçoit un nouveau moteur inédit 2.8 D-4D de 177 ch répondant à la nouvelle norme antipollution Euro 6 en remplacement du 3.0 D-4D de 190 ch.

#### Phase 3

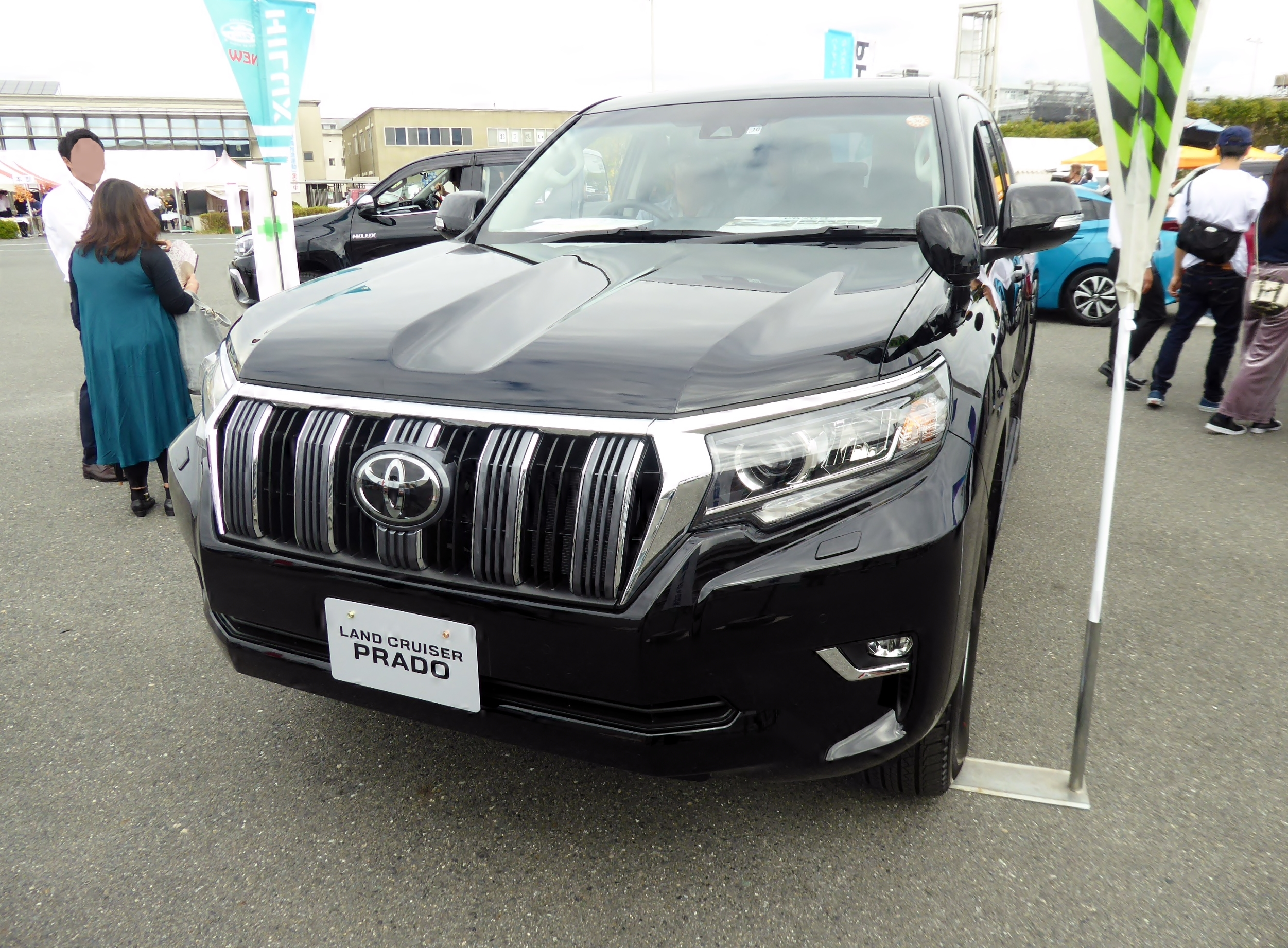
Toyota LAND CRUISER GDJ150W

En 2017, au salon de l'automobile de Francfort, est présenté le second restylage du 4x4 : les phares s'affinent, la calandre et les boucliers sont redessinés ainsi que l'intérieur des feux arrière.

#### Motorisations
En septembre 2020, Toyota porte la puissance du 4-cylindres diesel de 177 ch à 204 ch pour un couple de 500 N m.

## Série 200 (2008 - 2021)
Le Land Cruiser Station Wagon V8 (2008) est équipé d'un V8 biturbo-diesel de 4,4 litres de cylindrée (deux moteurs de RAV4 2.2 D4D accouplés) développant 286 ch. La version essence conserve des restes du Série 100 avec le V8 de 4,7 litres qui atteint 288 ch. Il reprend la même architecture que le Série 10, avec un essieu rigide à l'arrière, et pour la suspension avant, les barres de torsion ont laissé place à des ressorts hélicoïdaux.
Toujours très bon franchisseur, ce VDJ200 (appellation Toyota) peut désormais côtoyer les SUV « Grand Luxe » avec des performances sur route, comme un 0 à 100 km/h abattu en 8,2 secondes et une vitesse maximale de plus de 210 km/h.
Il est restylé premièrement en 2012 au niveau des phares et feux qui étaient à LED, puis il l'est encore en 2016 en même temps que son cousin le Lexus LX.
Le Land Cruiser SW V8 cesse d'être distribué en France au second semestre 2015,.

## Série 250 (2023 - )
La série 250 du Land Cruiser a été dévoilée le 2 août 2023. Elle sera commercialisée sous le nom de Land Cruiser 250 au Japon et simplement de Land Cruiser en Amérique du Nord et dans certains pays européens. Certains autres marchés tels que l'Australie, la Chine et d'autres pays européens conserveront la plaque signalétique Land Cruiser Prado. Le modèle 3 portes n'est plus proposé pour cette génération.
L'orientation de la conception et de l'ingénierie a changé par rapport à la génération précédente, se concentrant désormais sur « la praticité, la durabilité et la fiabilité » avec l'approche de base décrite par l'ancien PDG de Toyota, Akio Toyoda. Il en résulte un style extérieur carré d'inspiration rétro inspiré du modèle J60 des années 1980.
Le véhicule est basé sur la plate-forme GA-F à carrosserie sur châssis partagée avec le plus grand Land Cruiser de la série 300. Le modèle est également le premier Land Cruiser « Light Duty Series » à utiliser un système de direction assistée électrique (EPS), qui promet une manipulation plus facile du volant dans des conditions tout-terrain, améliorant la maniabilité à basse vitesse et permettant au système d'assistance au suivi de voie de être mis en œuvre. L'angle d'approche et de départ maximum est respectivement de 31,0 degrés et 22,0 degrés, tandis que l'angle de basculement atteint 25 degrés. La garde au sol est évaluée à 221 mm.
Tous les modèles sont équipés d'un système de transmission intégrale permanente avec différentiel à verrouillage central et d'une boîte de transfert électronique à deux vitesses avec gamme haute/basse. Un différentiel arrière à verrouillage électronique est standard, capable de répartir la puissance 50/50 entre les roues arrière pour un contrôle de traction amélioré sur terrain accidenté.

## Série 300 (2021-)

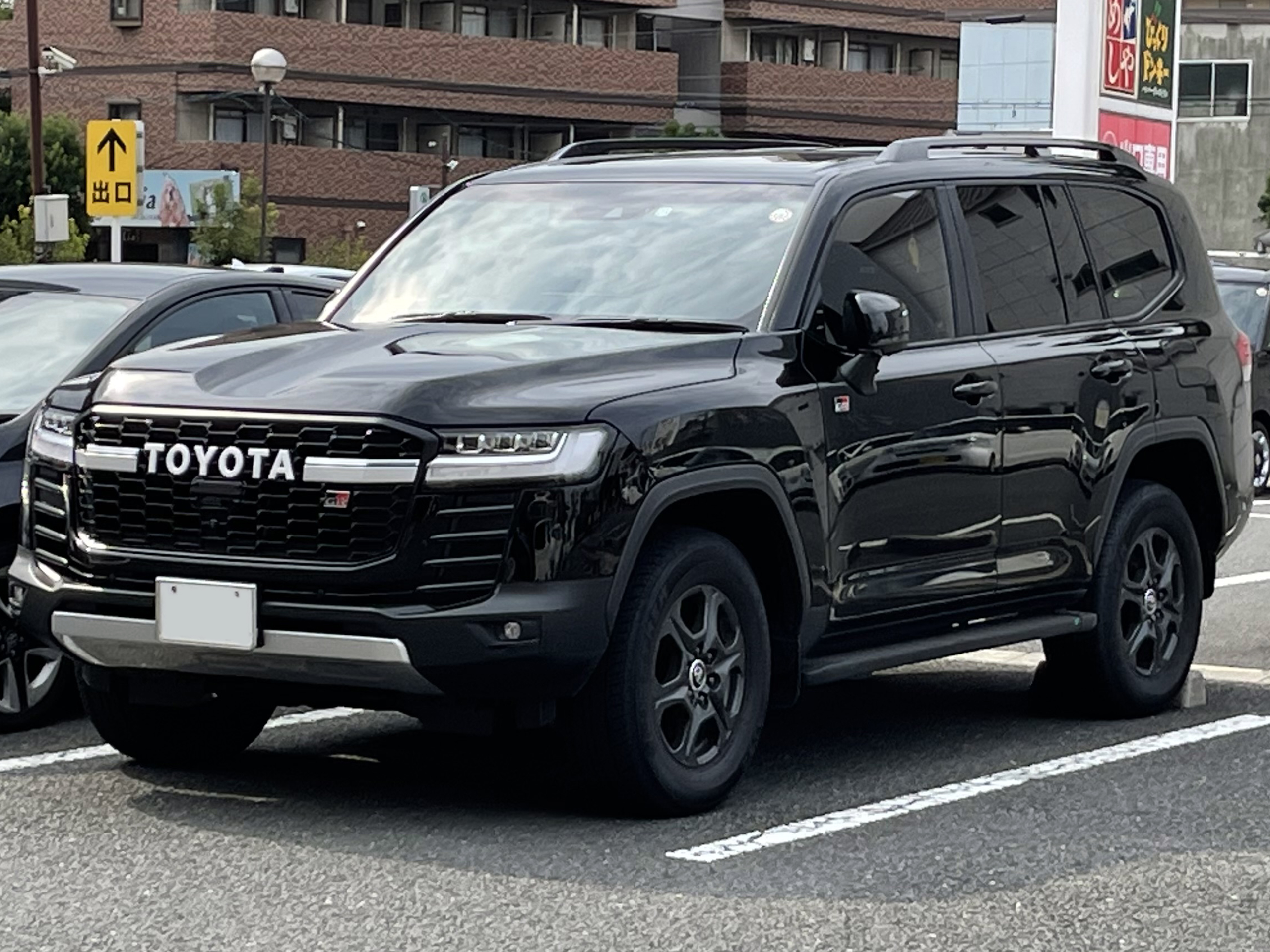
Toyota Land Cruiser GR Sport (3BA-VJA300W-GNUSZ) de 2021

Le Land Cruiser Série 300, treizième génération de Land Cruiser, est présenté à Dubaï en juin 2021.
Son développement a été dirigé par l'ingénieur en chef de Toyota, Takami Yokoo. Construit sur la plate-forme GA-F de carrosserie sur châssis, le cadre lui-même a été repensé pour réduire le poids et augmenter la rigidité. Le poids total du véhicule a été réduit de 200 kg (441 lb) par rapport à son prédécesseur. D'autres améliorations revendiquées incluent un centre de gravité abaissé, une répartition du poids et une structure de suspension améliorée.
Les dimensions extérieures, y compris la longueur totale, la largeur totale et l'empattement, ainsi que les angles de départ et d'approche, ont été conservées en grande partie les mêmes que celles du modèle précédent afin de conserver ses performances tout-terrain. Il reprend l’angle d’approche de 32 degrés de son prédécesseur. L'angle de départ peut atteindre jusqu'à 26,5 degrés selon la version, tandis que la garde au sol mesure 230 mm (9,1 pouces). Toyota a équipé le véhicule d'une suspension variable adaptative (AVS), d'un système de suspension dynamique cinétique électronique (E-KDSS) amélioré, d'un système de sélection multi-terrain plus avancé avec modes "Deep Snow" et "Auto", et d'un système de surveillance multi-terrain qui intègre une caméra sous la caisse.
Pour cette génération, Toyota a cessé de proposer des options de moteur V8 au profit d'un moteur essence V6 biturbo V35A-FTS de 3,4 litres produisant 305 kW (409 ch; 415 ch) et d'un V6 biturbo F33A-FTV de 3,3 litres diesel produisant 227 kW (304 ch; 309 ch). Un moteur V6 atmosphérique de 4,0 litres est repris du modèle précédent.
Une variante GR Sport/GR-S est également disponible pour la première fois. Il est 5 mm (0,2 pouces) plus court que le modèle standard et possède une rigidité structurelle améliorée. Le modèle GR Sport propose également un verrouillage de différentiel avant et arrière, par opposition au verrouillage central uniquement de la série 300 standard.
Il a été mis en vente aux Émirats arabes unis et au Koweït en septembre 2021 puis au Japon le 2 août 2021, aux Philippines le 7 septembre 2021, en Australie le 5 octobre 2021 et en Indonésie le 13 janvier 2022. Le modèle japonais est disponible en quatre versions essence 7 places : AX, VX, GR Sport et ZX, une version essence 5 places : GX et deux versions diesel 5 places : GR Sport et ZX.
Le Land Cruiser de la série J300 n'est pas vendu aux États-Unis et au Canada en raison de la réduction des ventes de son prédécesseur de la série J200, ainsi que de la capacité de production limitée ; le Lexus LX associé reste disponible. Sur ces marchés, la série J200 est remplacée par la série J250 Prado.

## Galerie
Heavy Duty

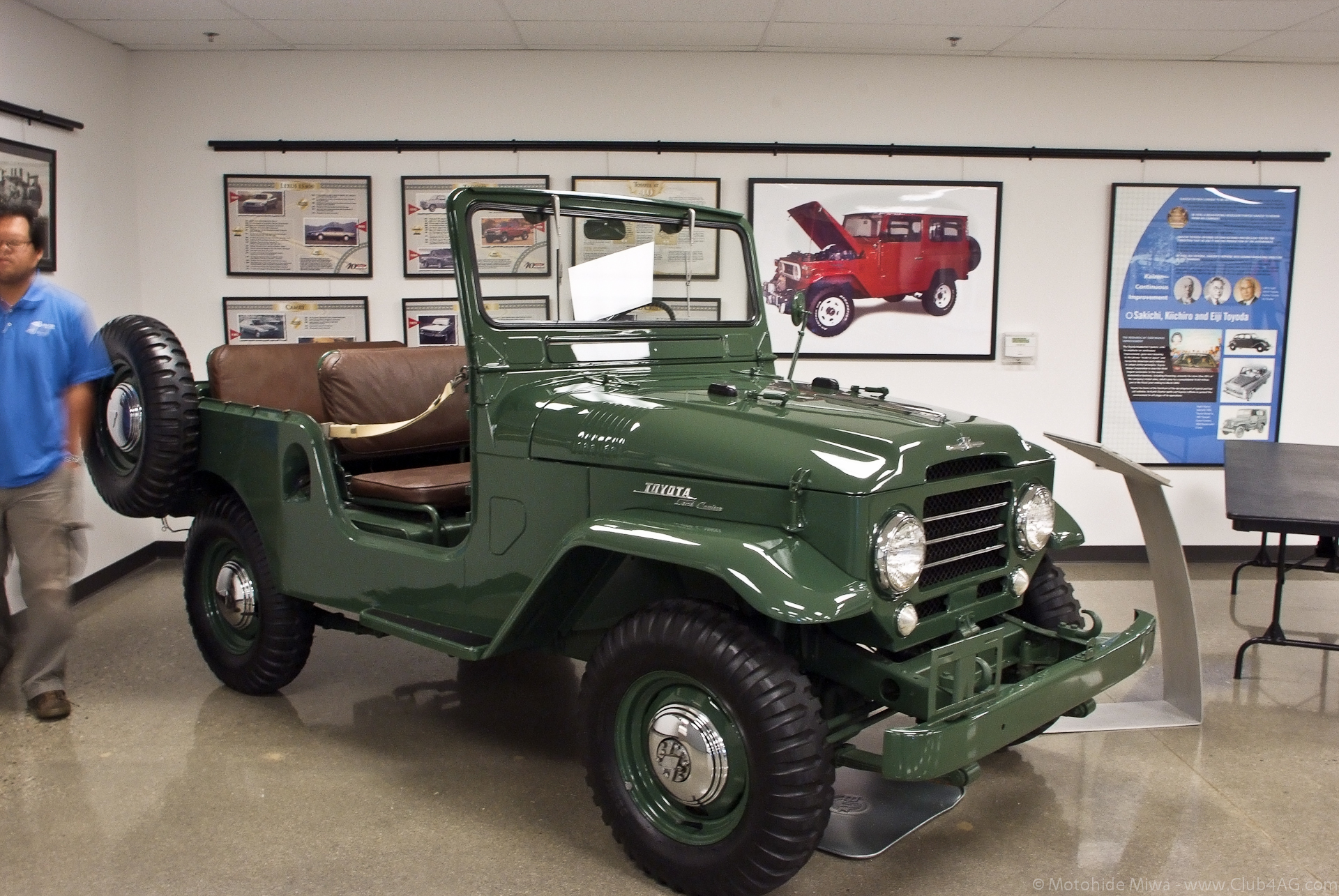
Série 25 court baché
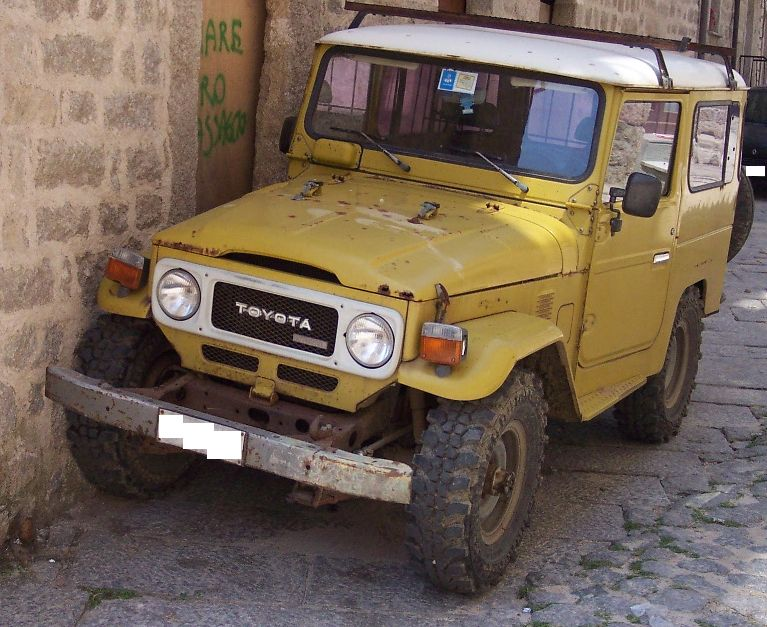
Série 40 court hardtop
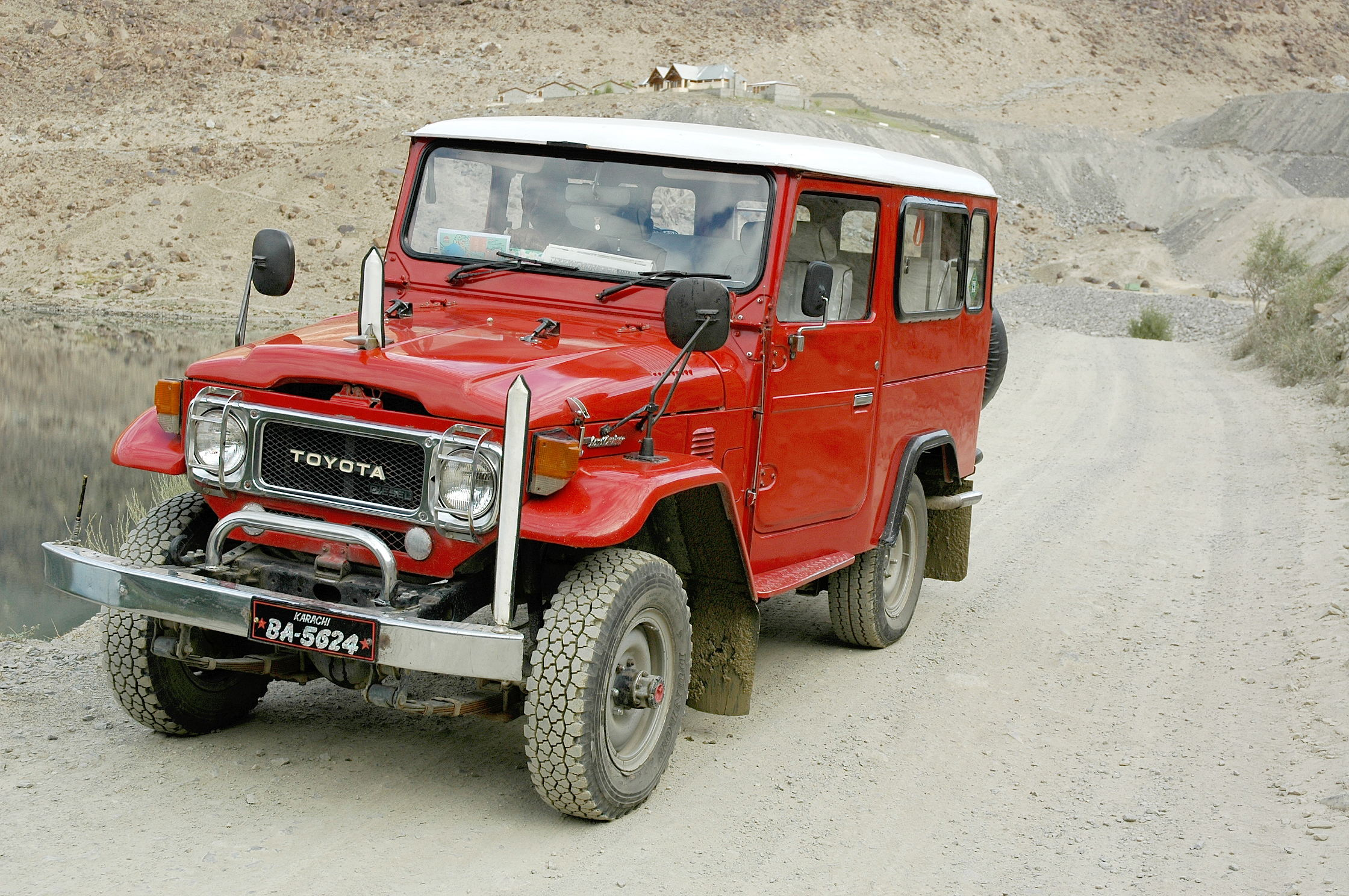
Série 43 moyen hardtop
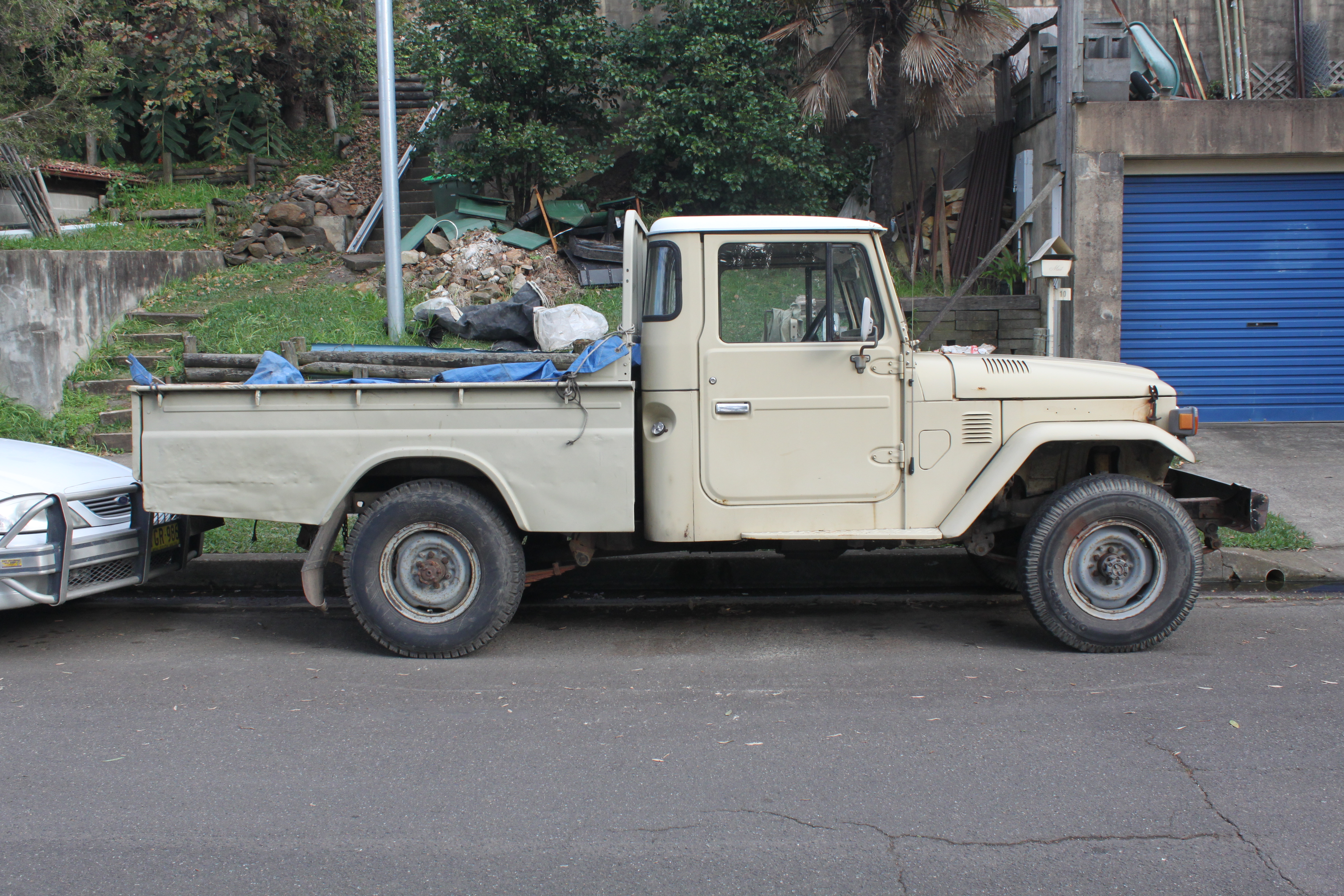
Série 45 long pickup
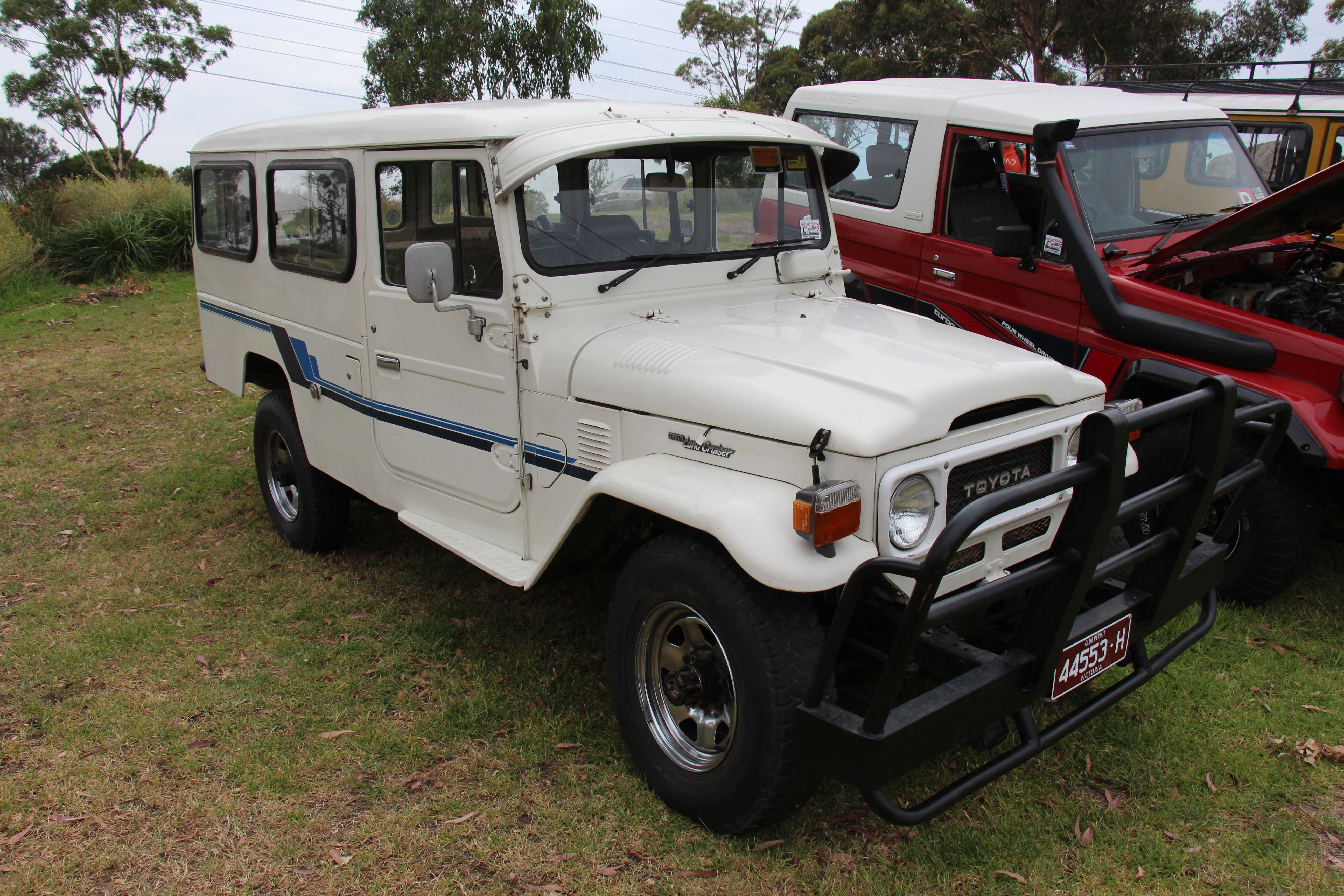
Série 45 long hardtop "troopcarrier"
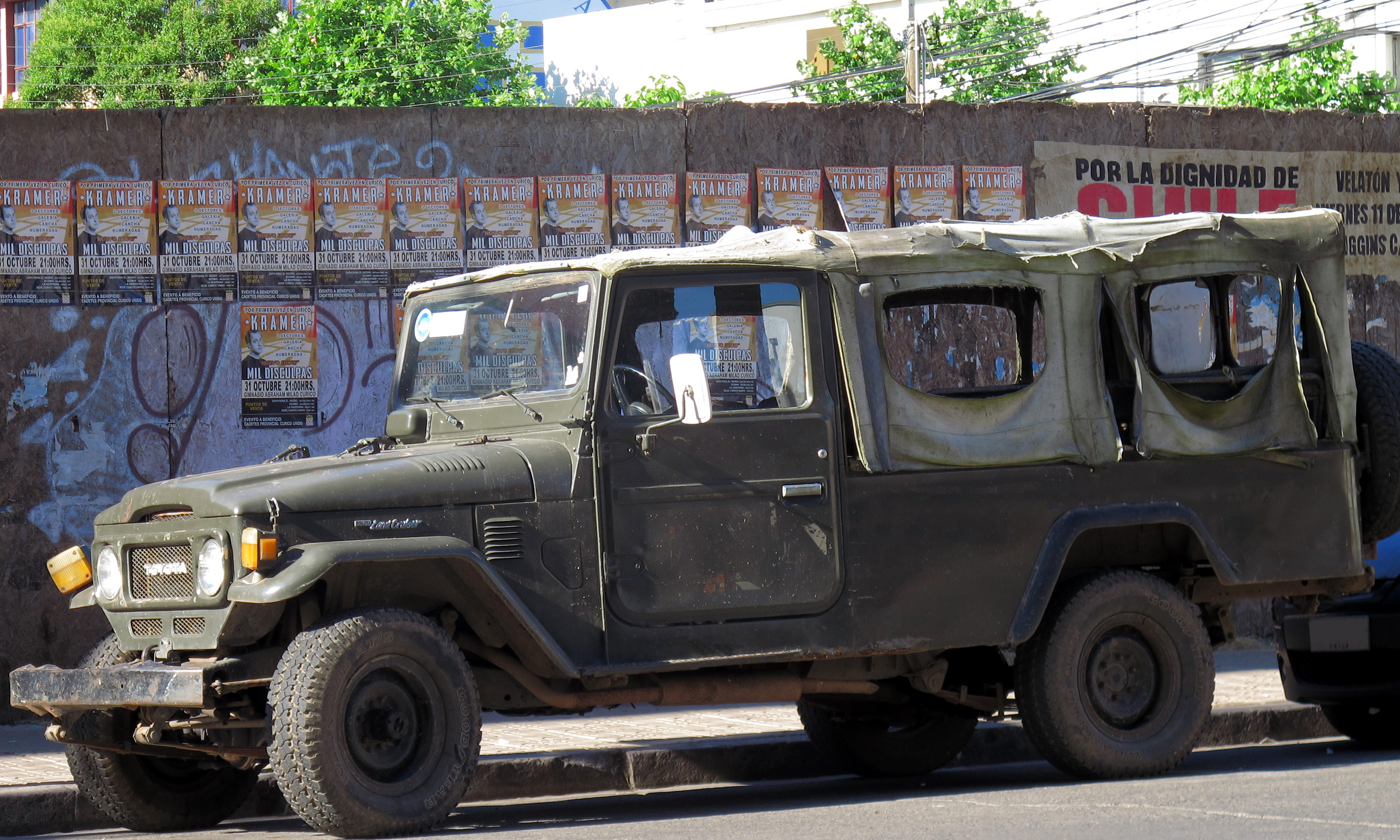
Série 45 long baché "troopcarrier"
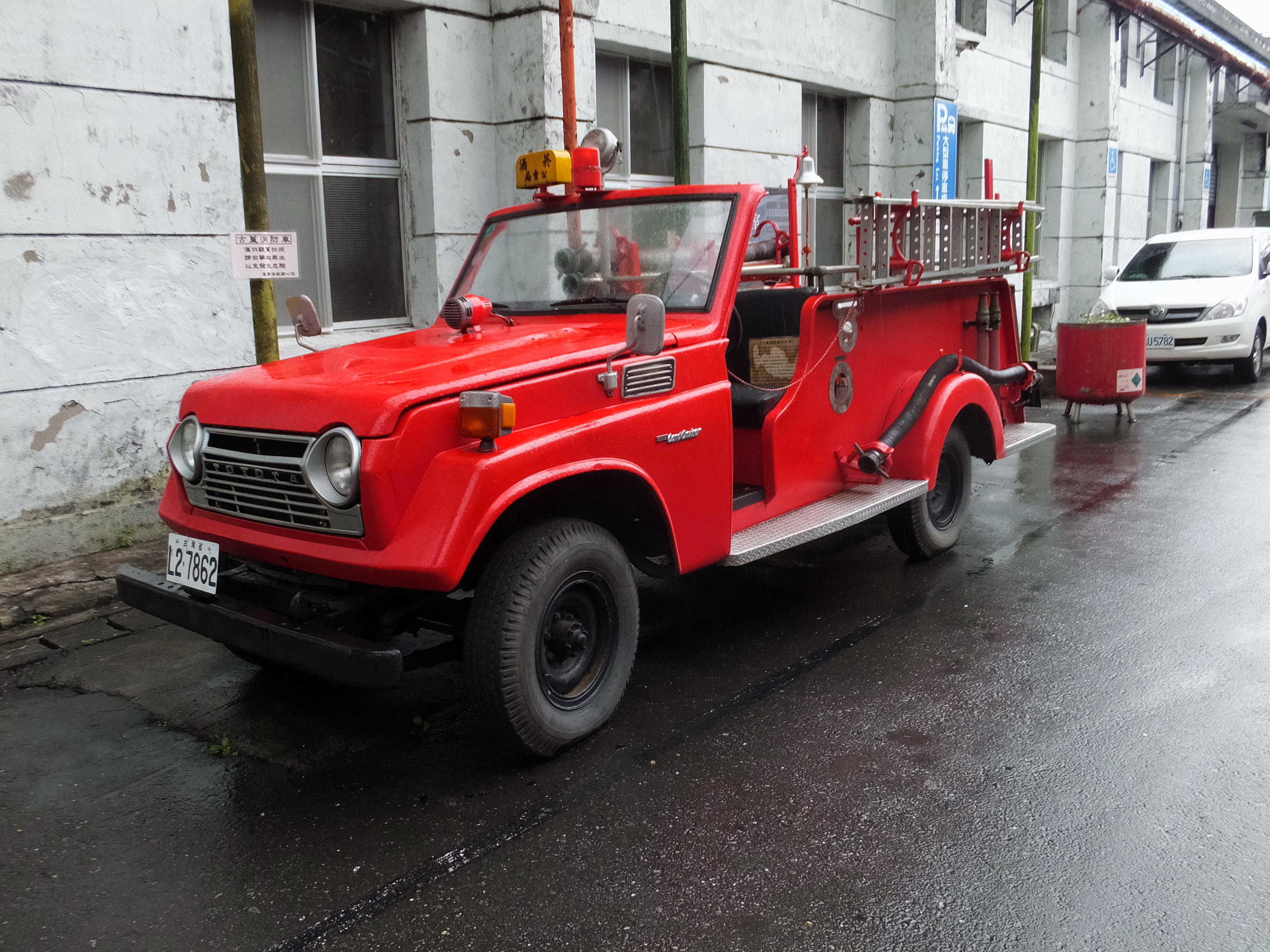
Série 55 pompier
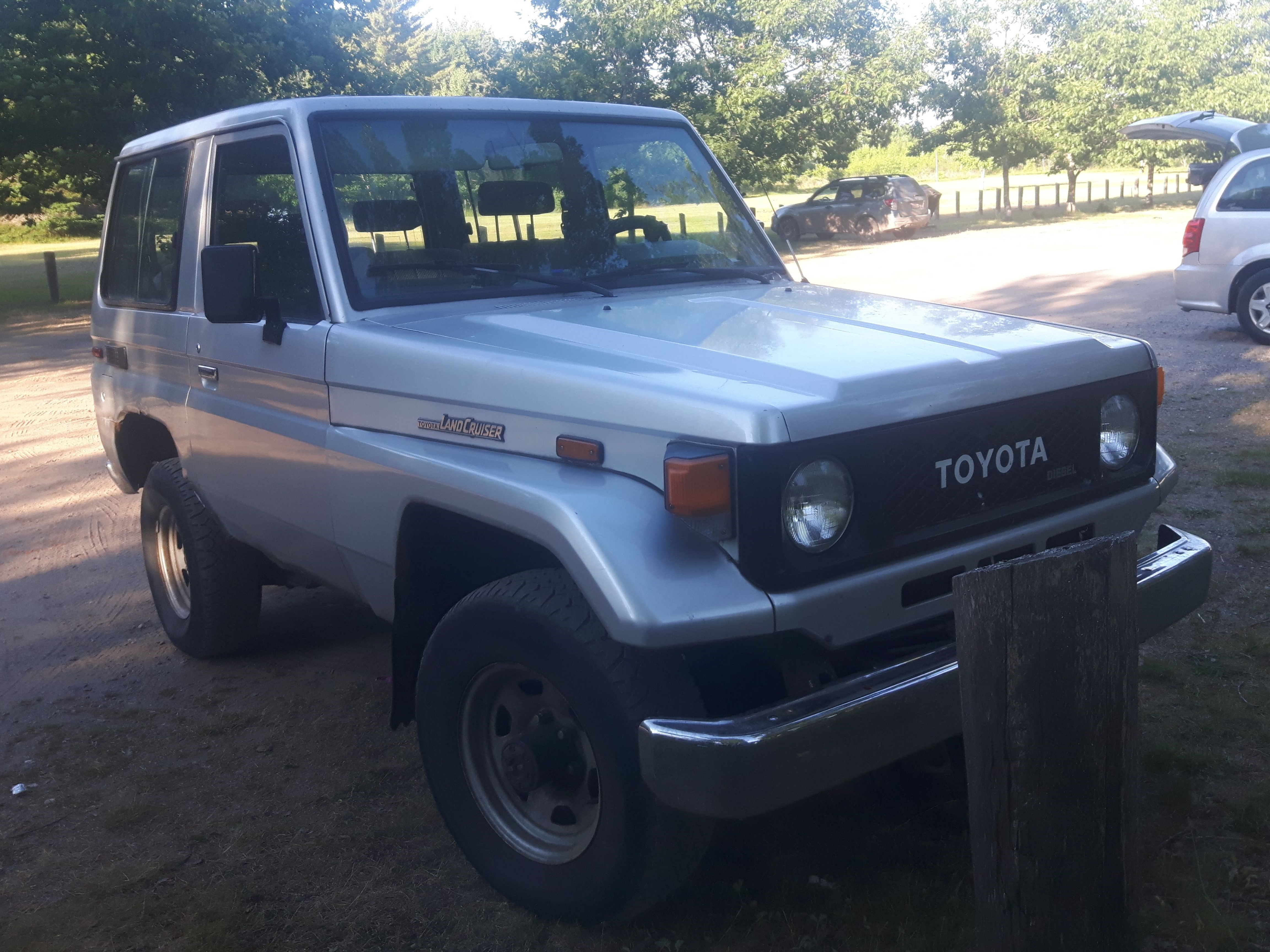
Série 70 court tôlé
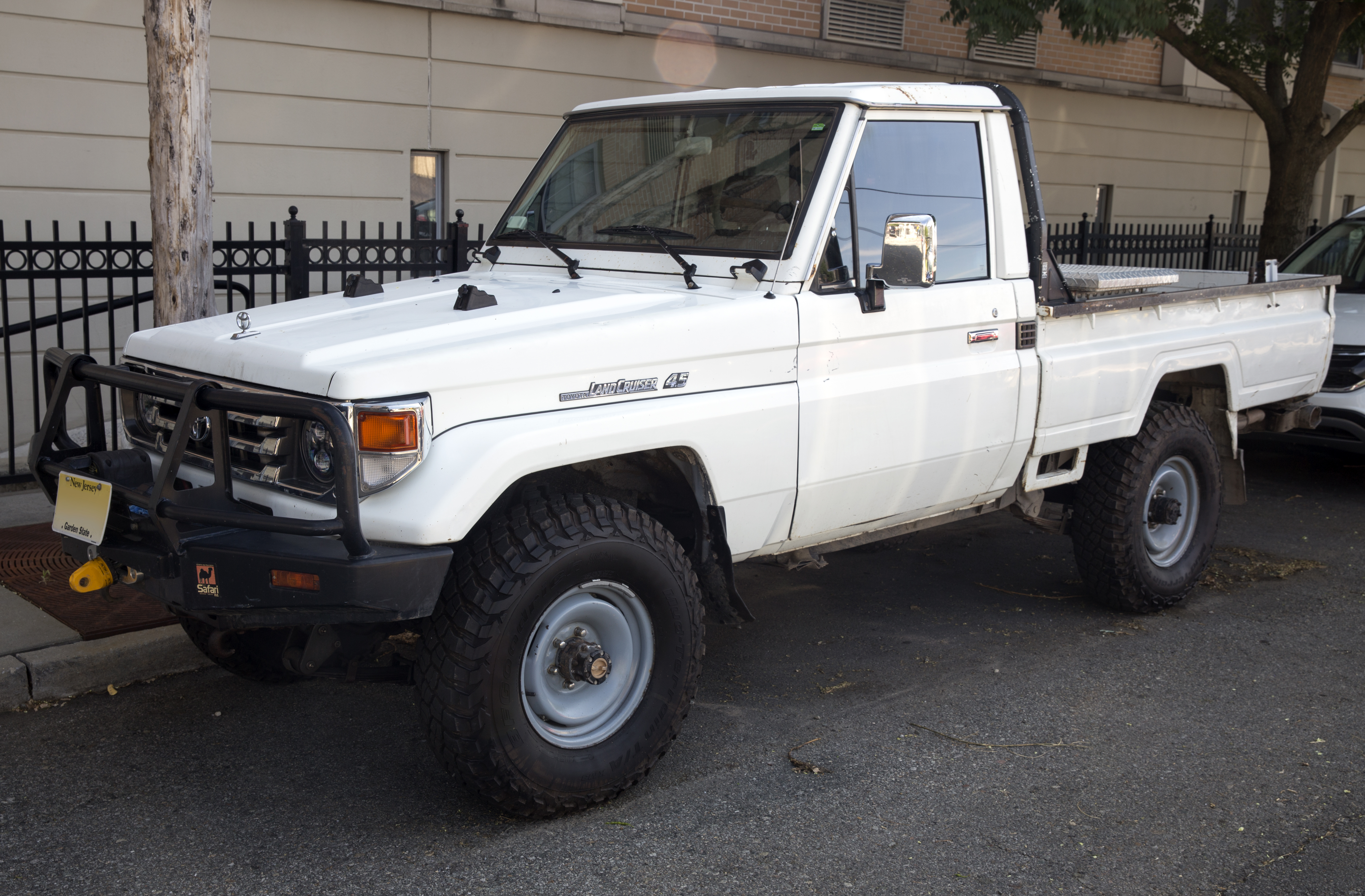
Série 75 long pickup cabine hardtop
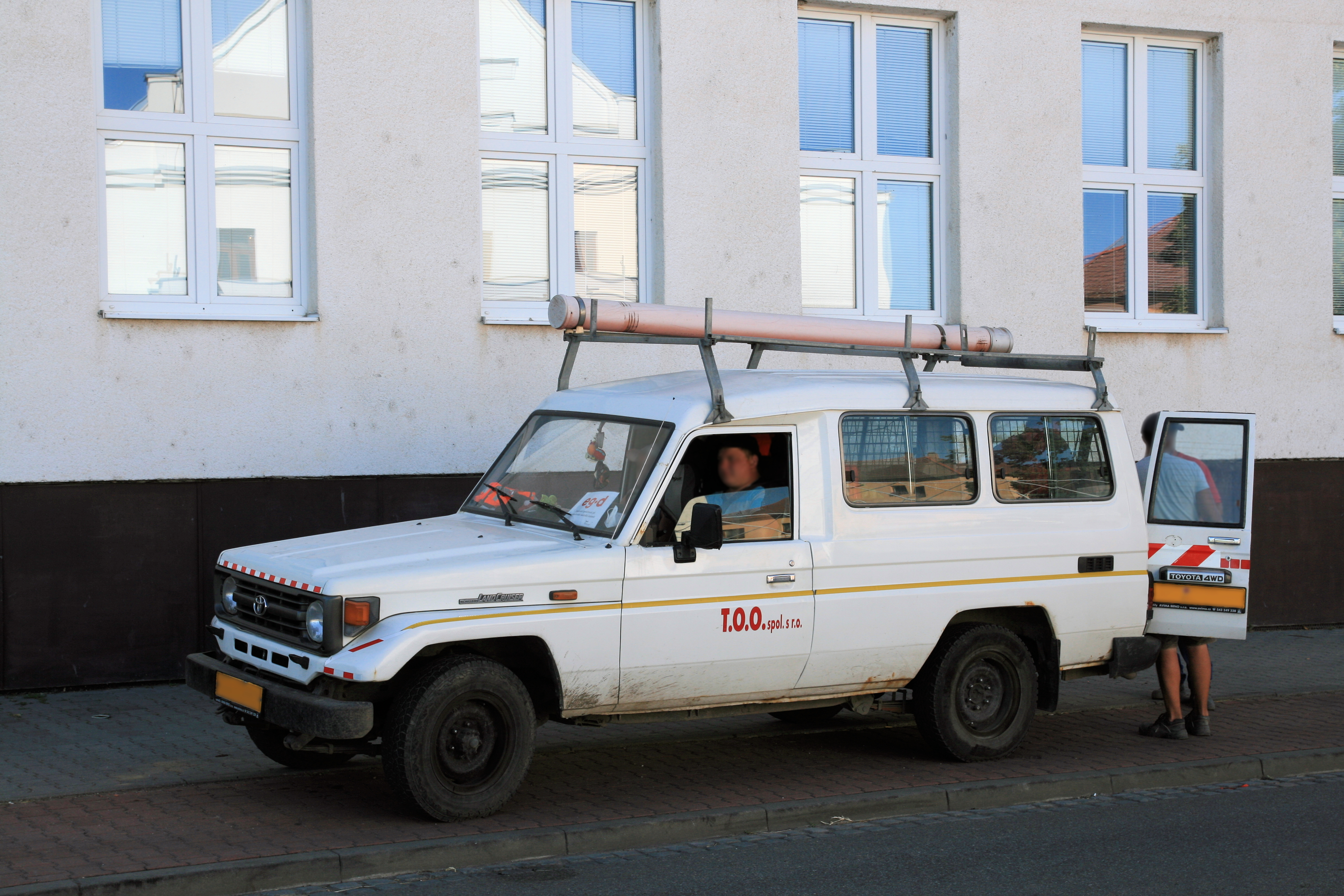
Série 75 long fourgon "troopcarrier"
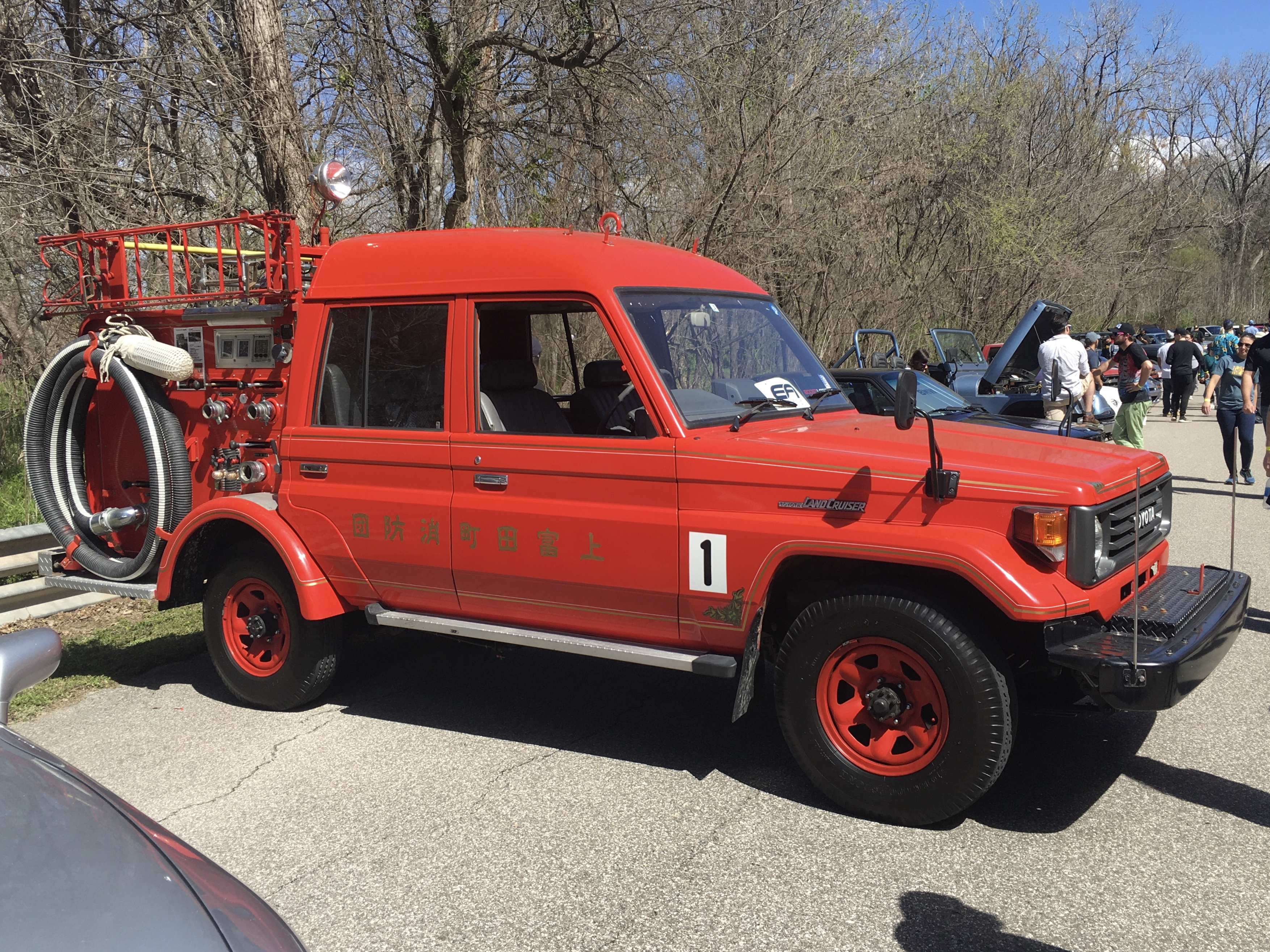
Série 75 long pompier
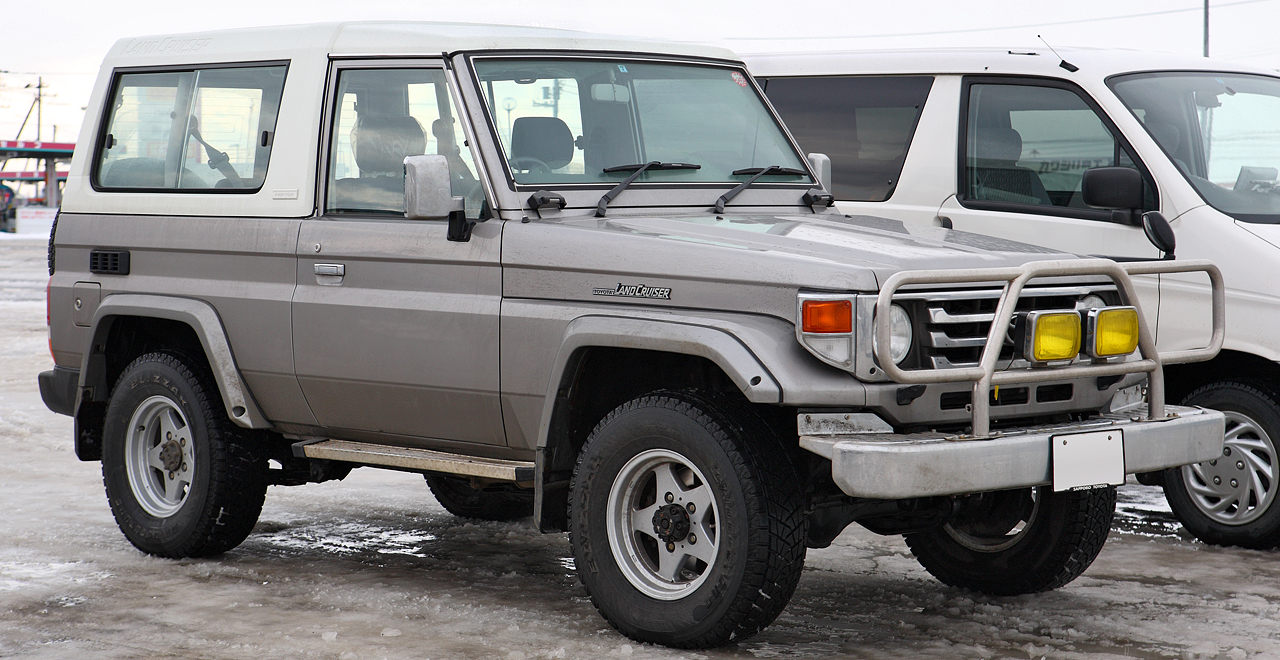
Série 74 moyen-court hardtop
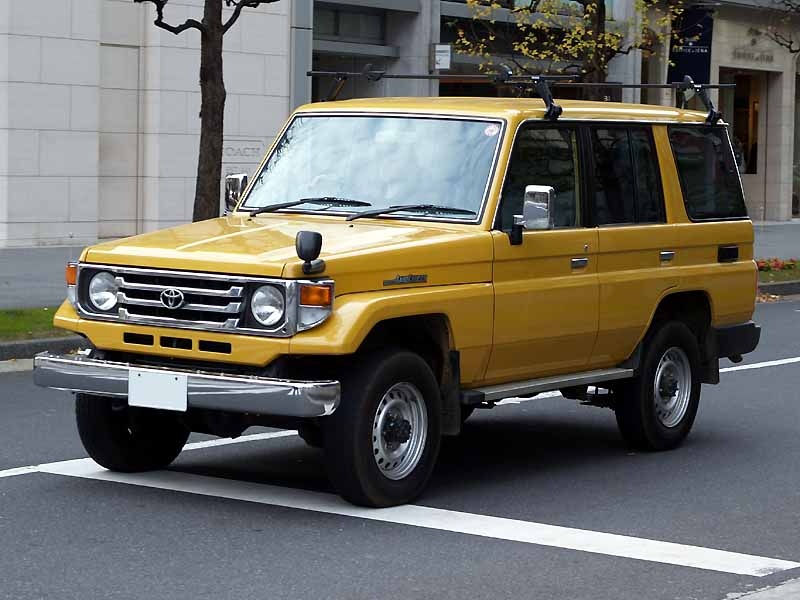
Série 77 moyen-long 5-portes
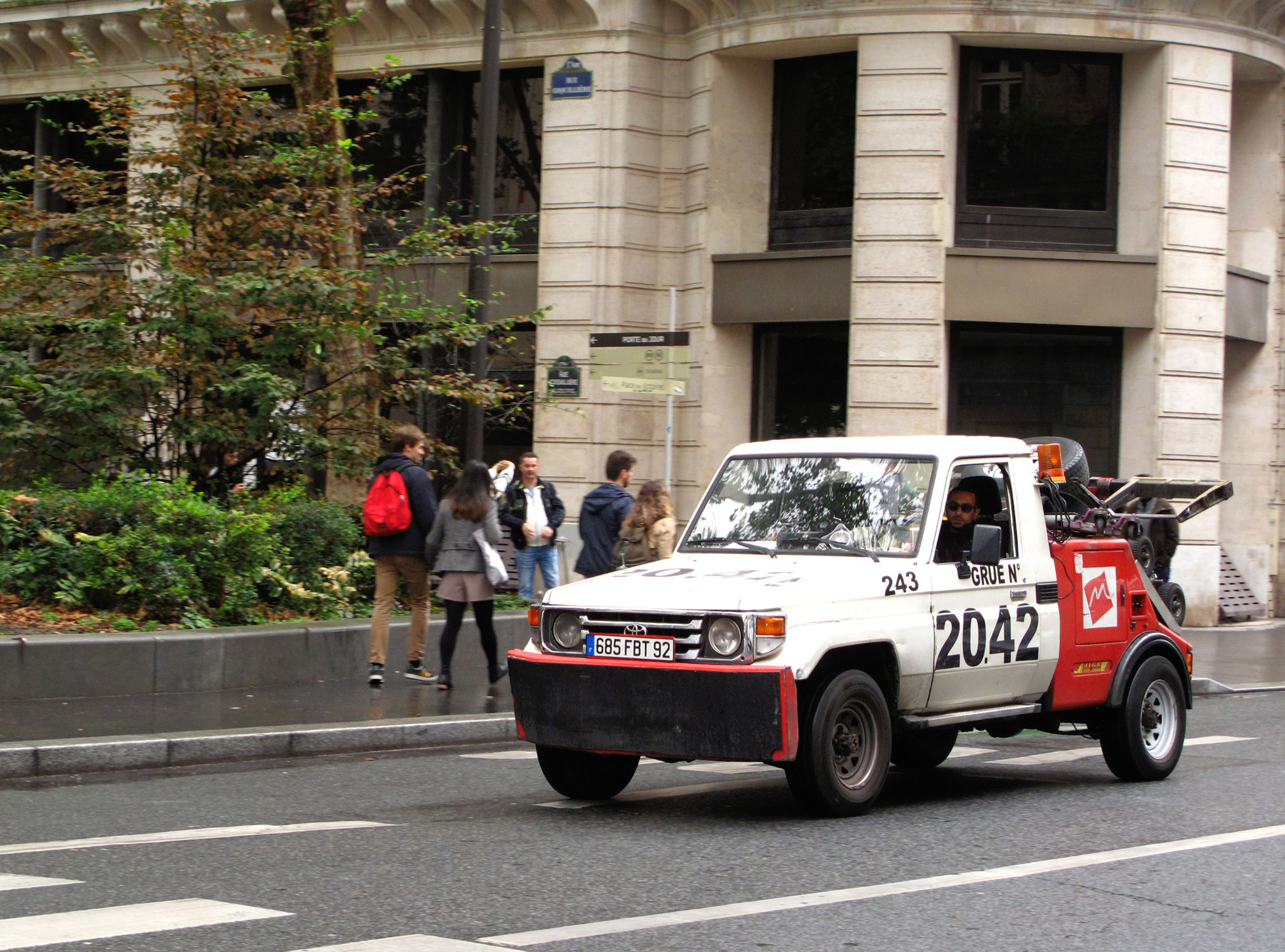
Série 79 extra-long pickup dépanneuse
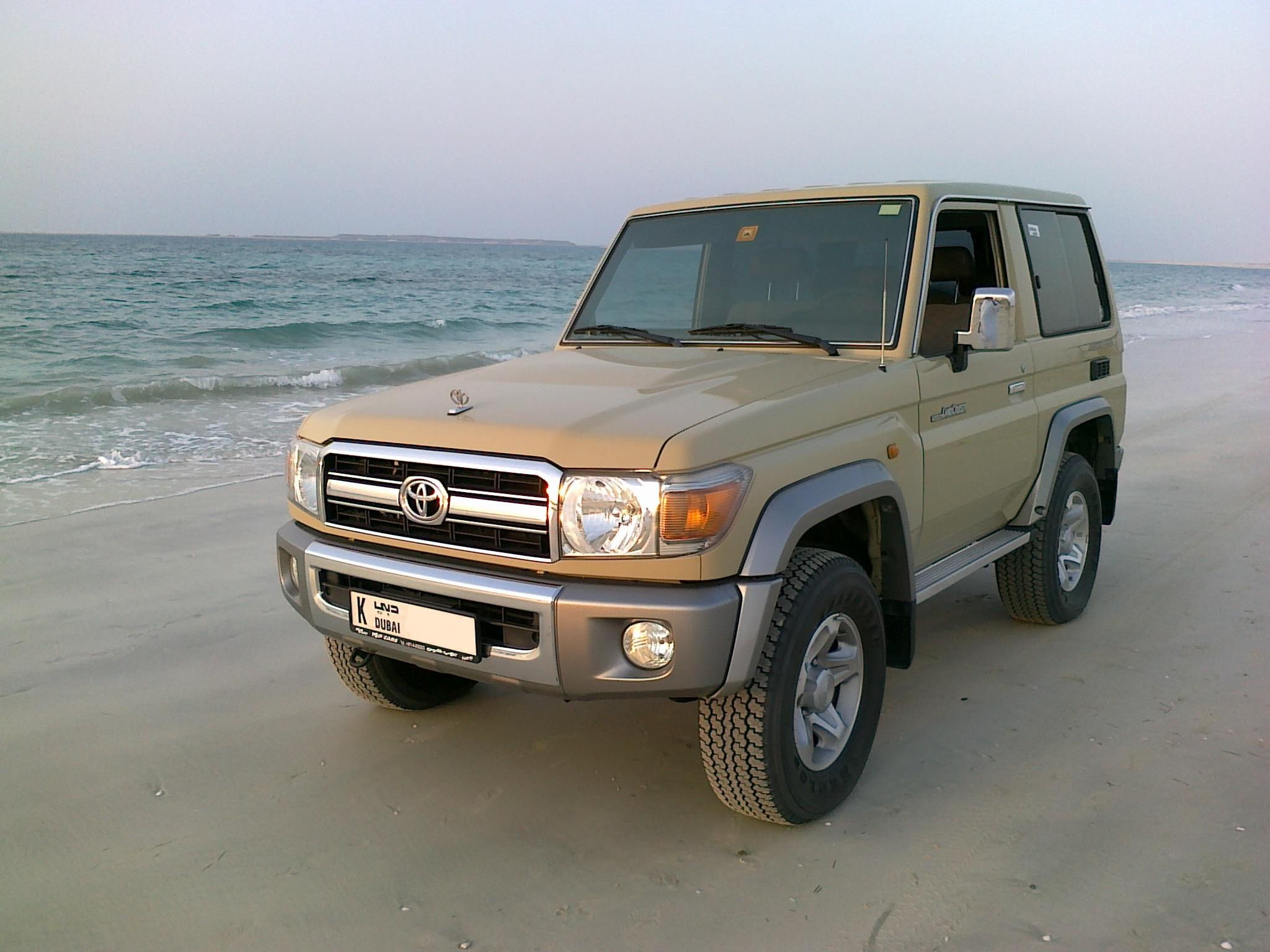
Série 71 court tolé restylé
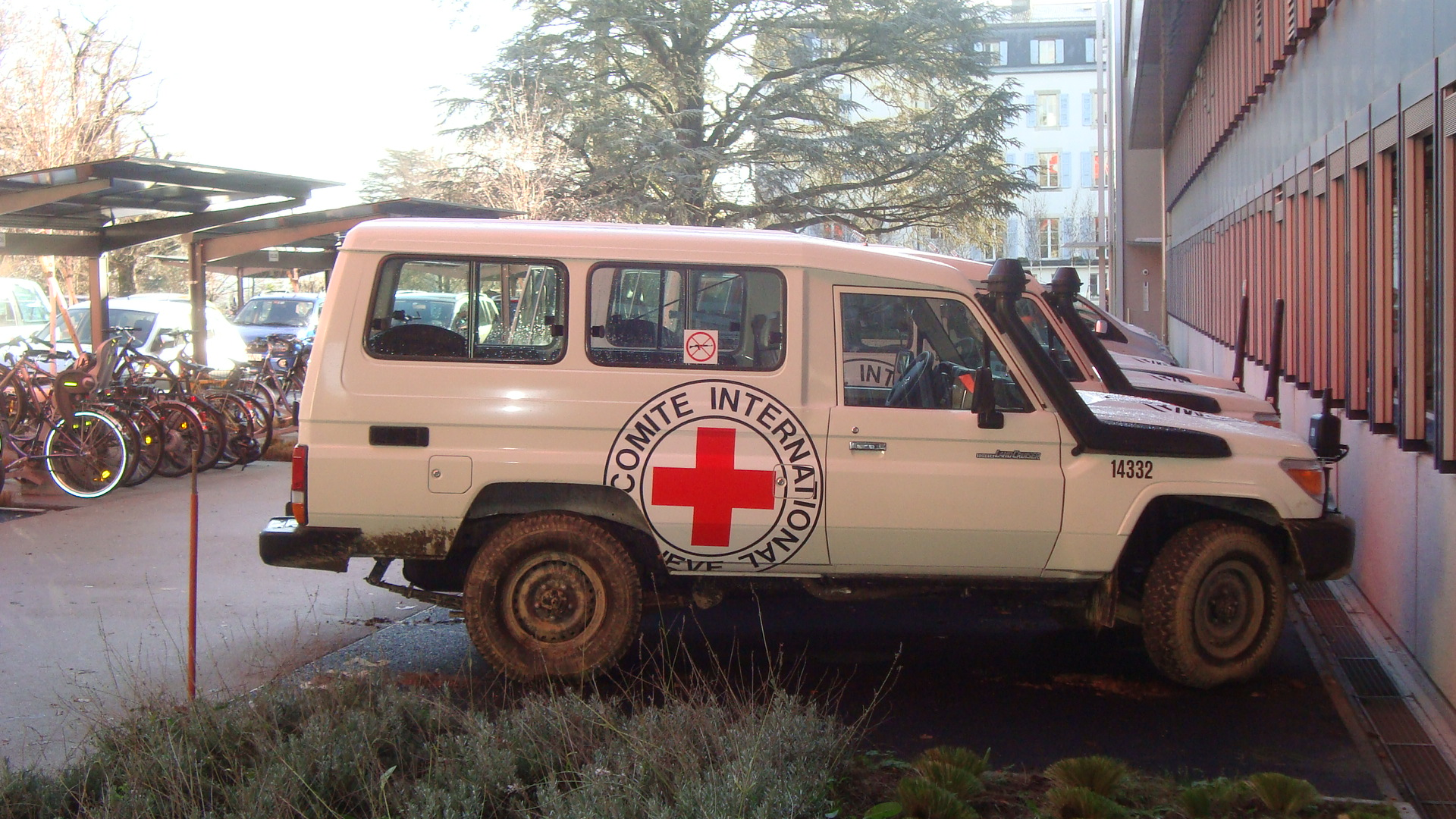
Série 78 long fourgon restylé Croix Rouge
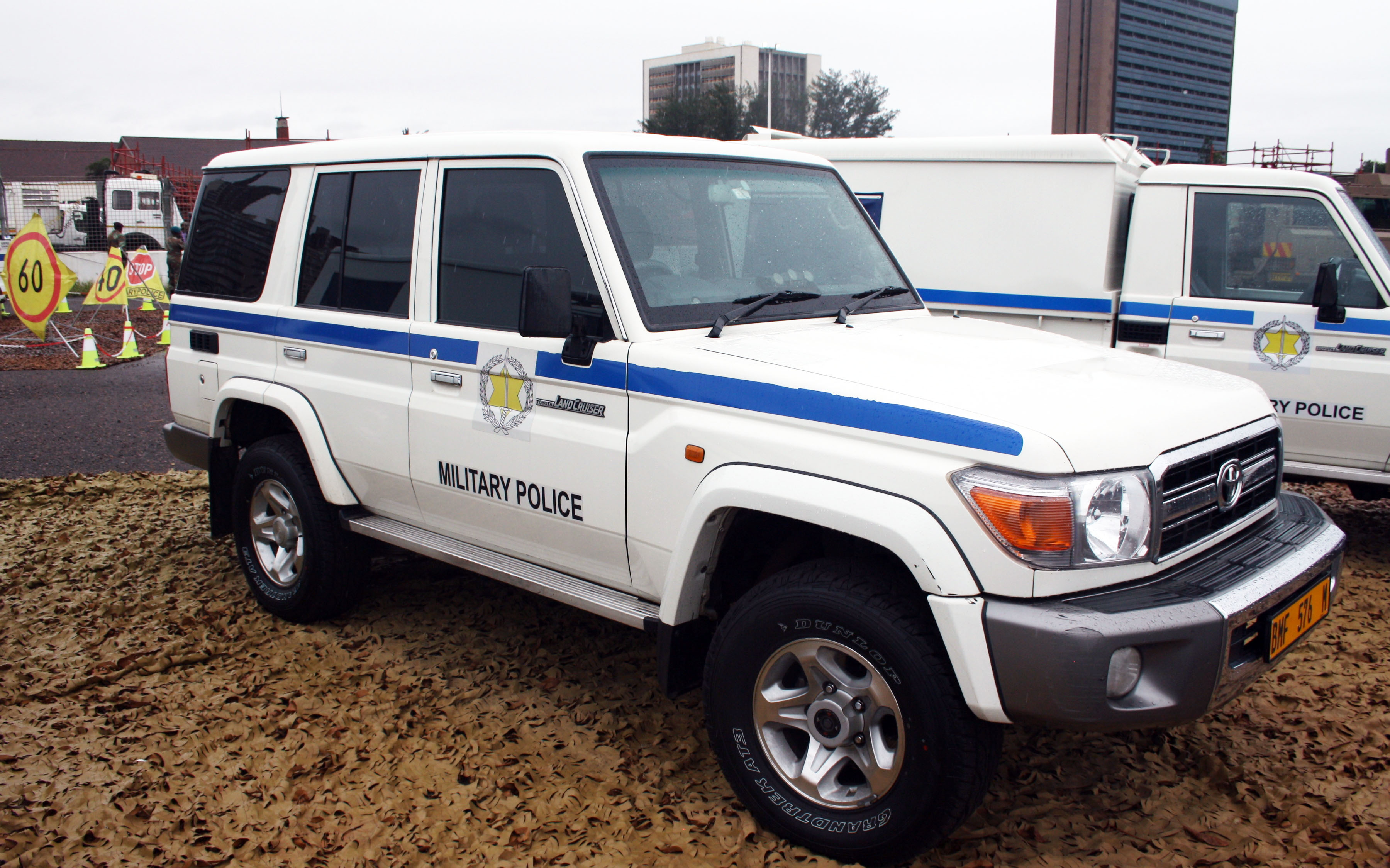
Série 76 moyen-long 5-portes restylé
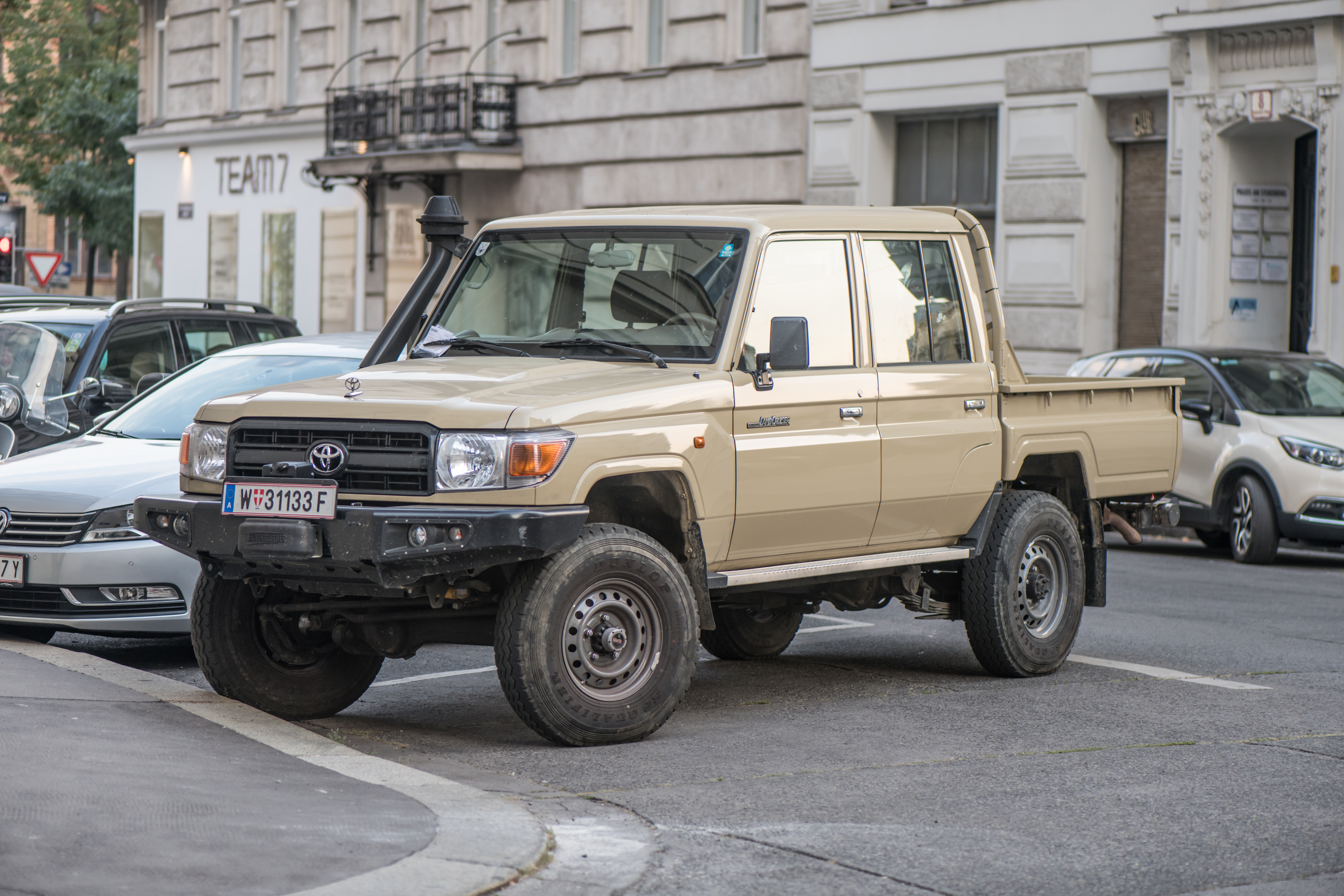
Série 79 extra-long pickup double cabine restylé

Station Wagon

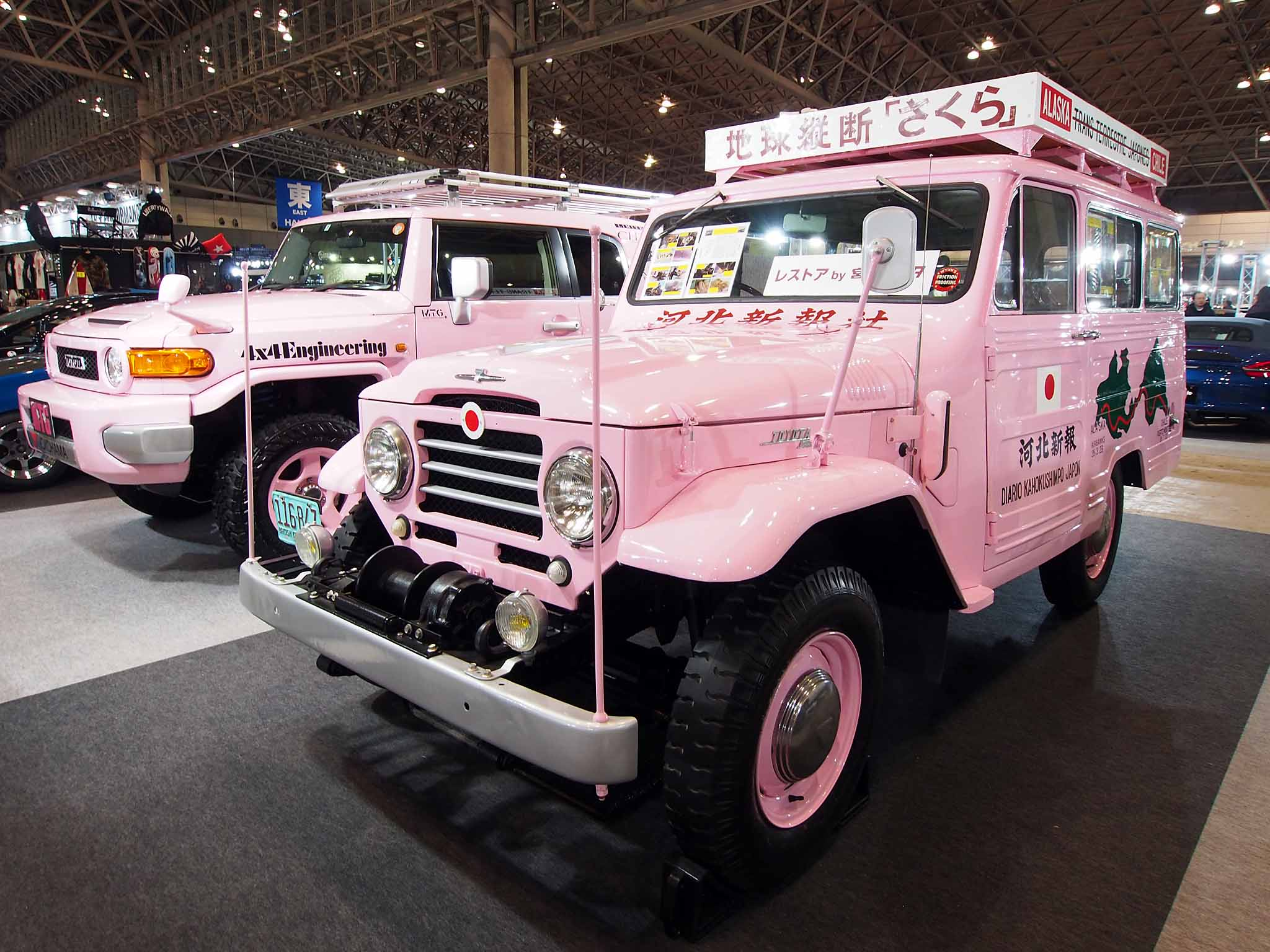
Série 20 carrossé en Station Wagon par Gifu Autobody
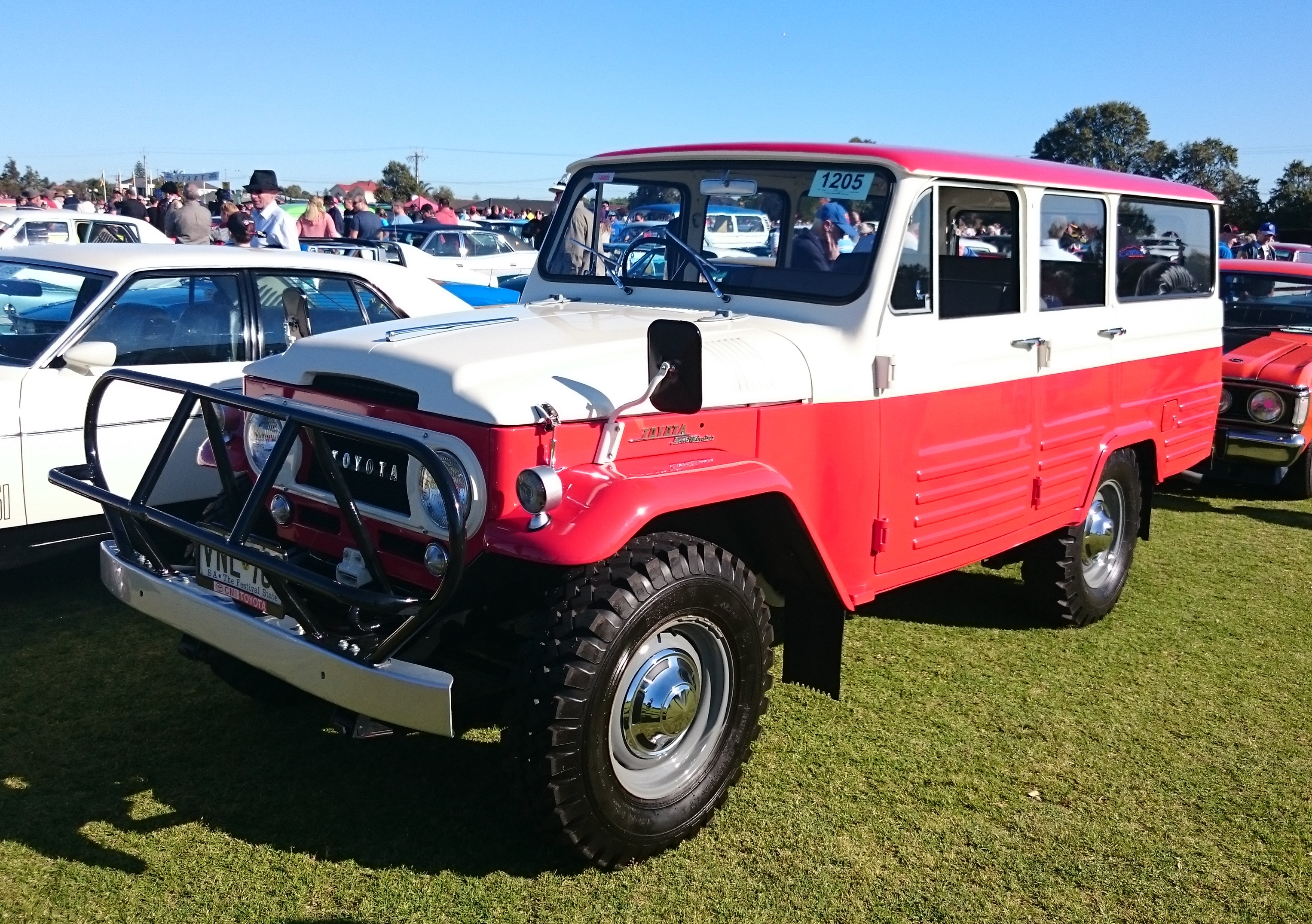
Série 40 carrossé en Station Wagon par Gifu Autobody
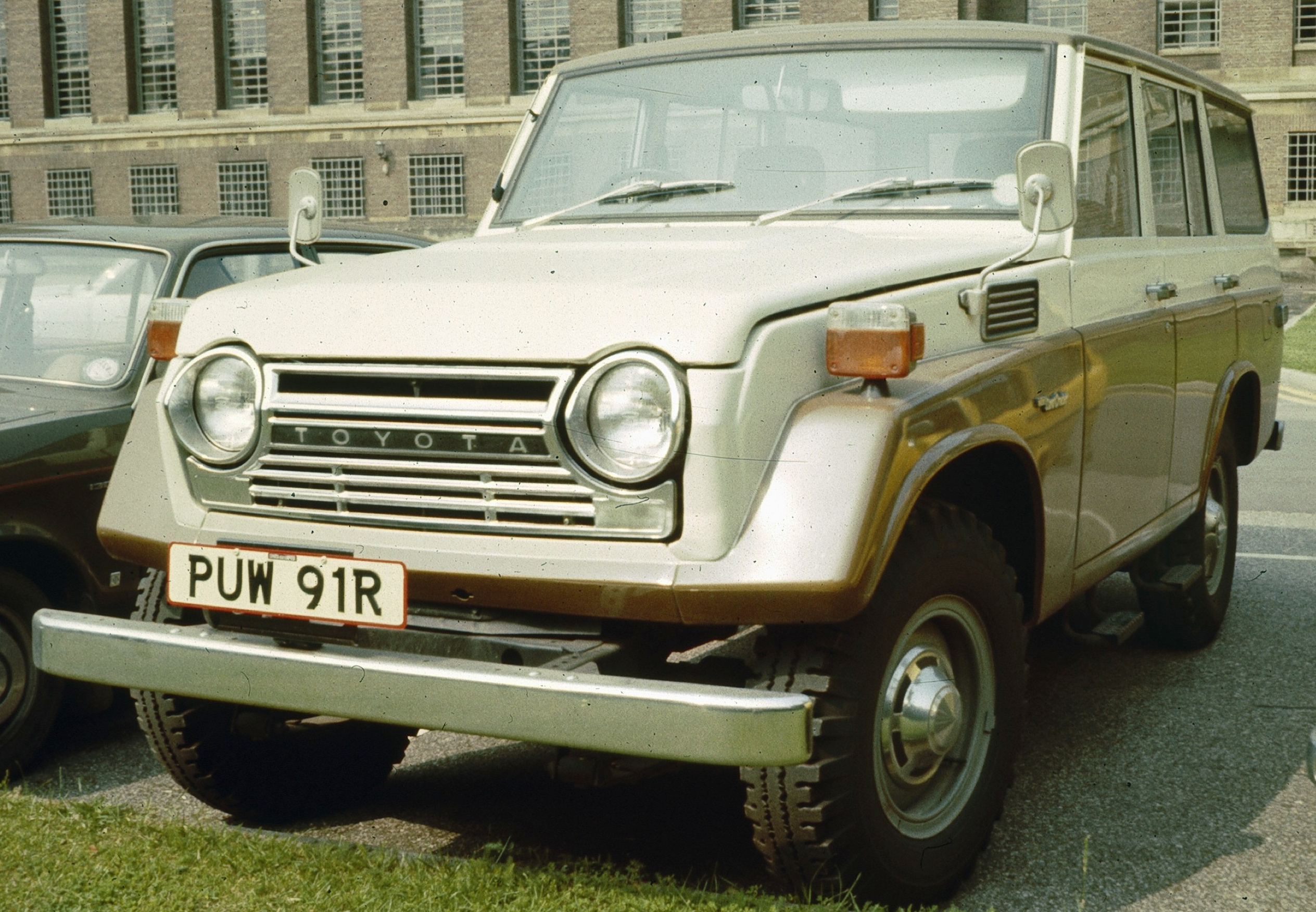
Type 55
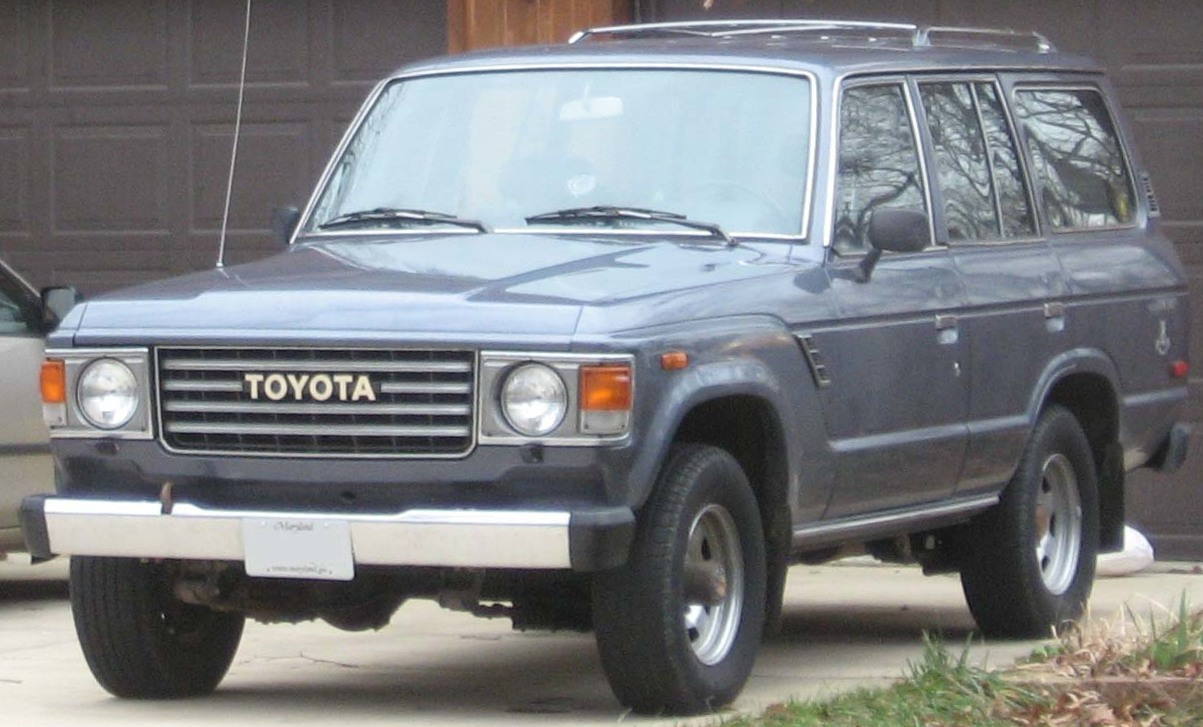
Série 60
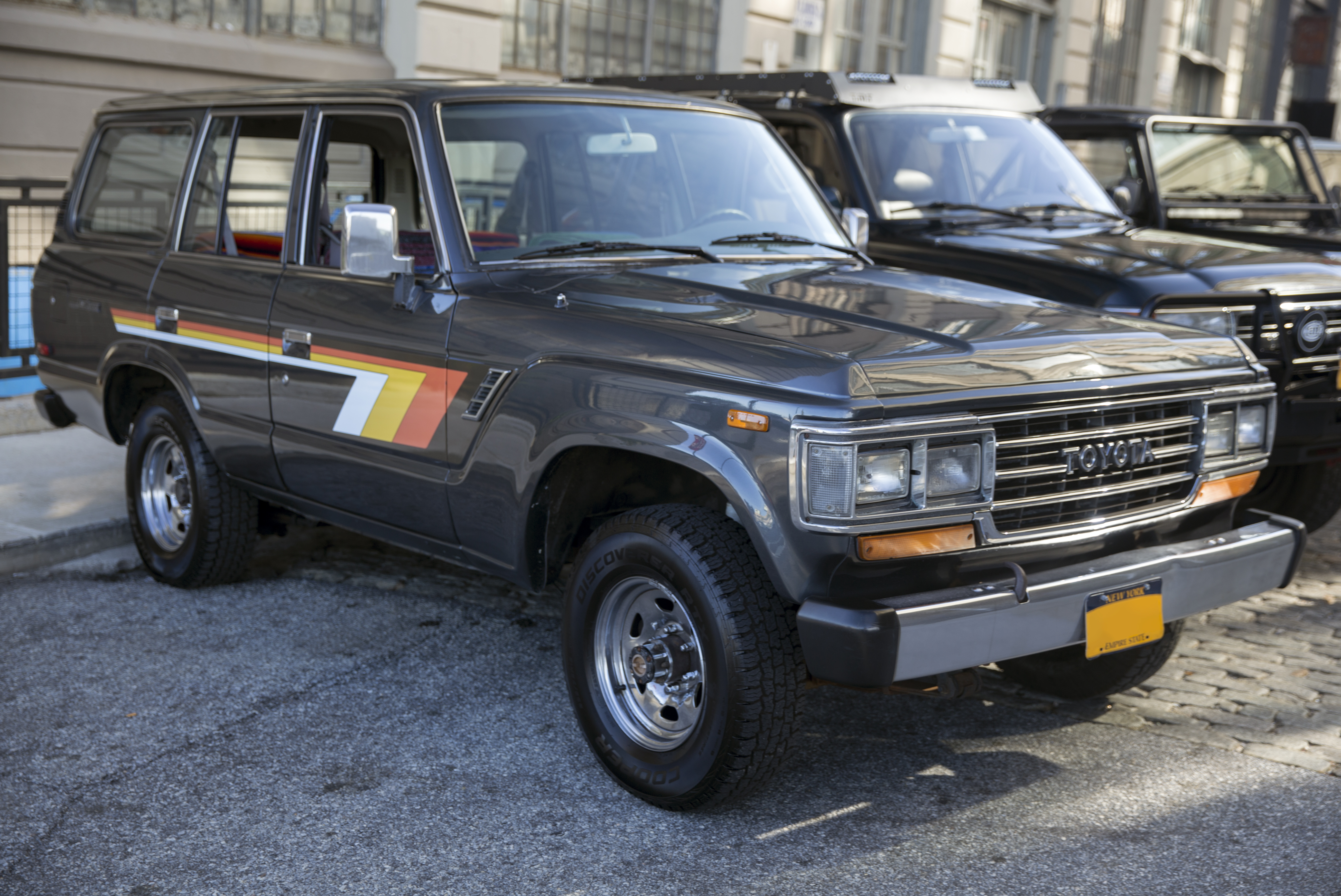
Série 60 restylé
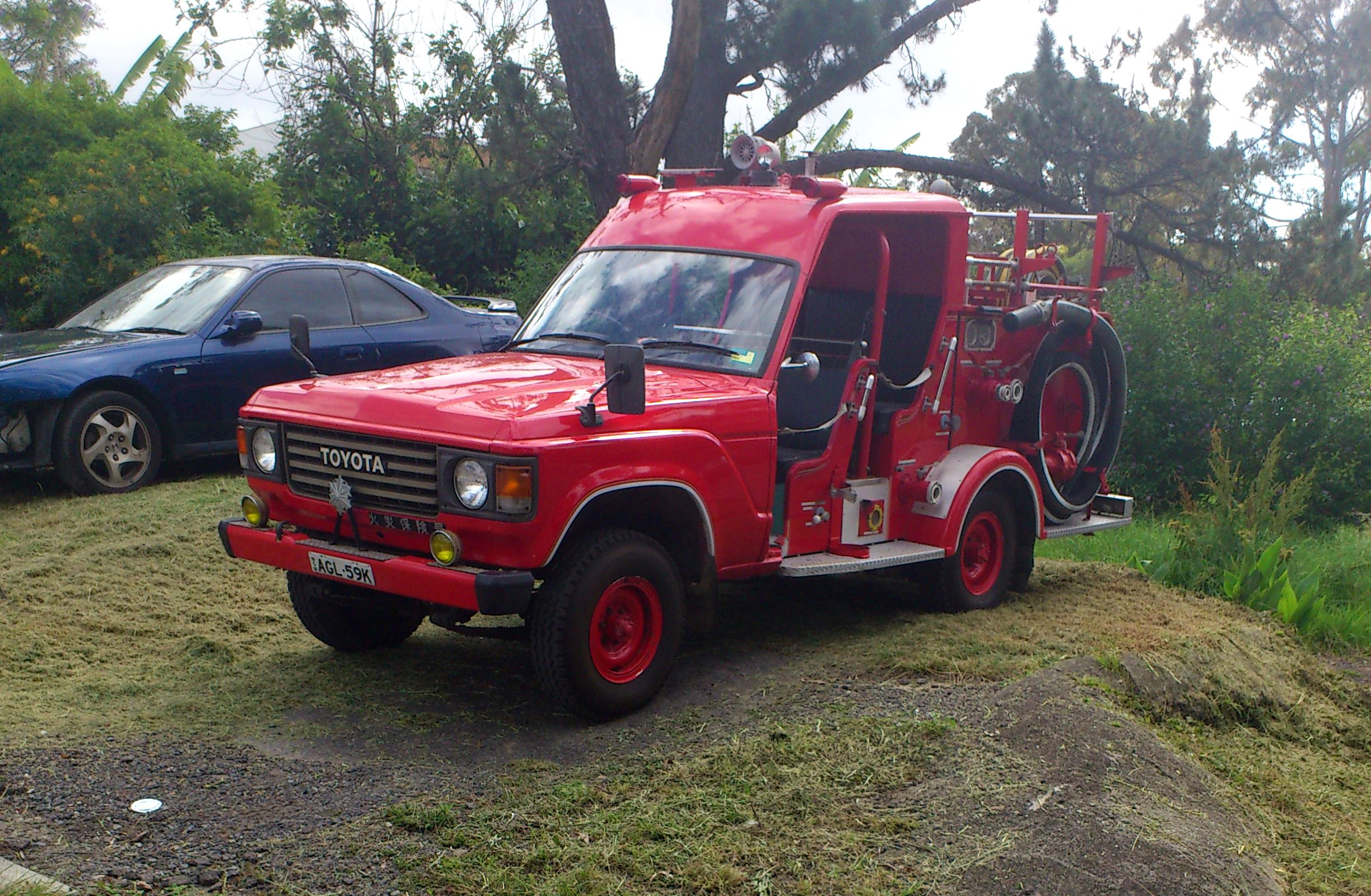
Série 60 pompier
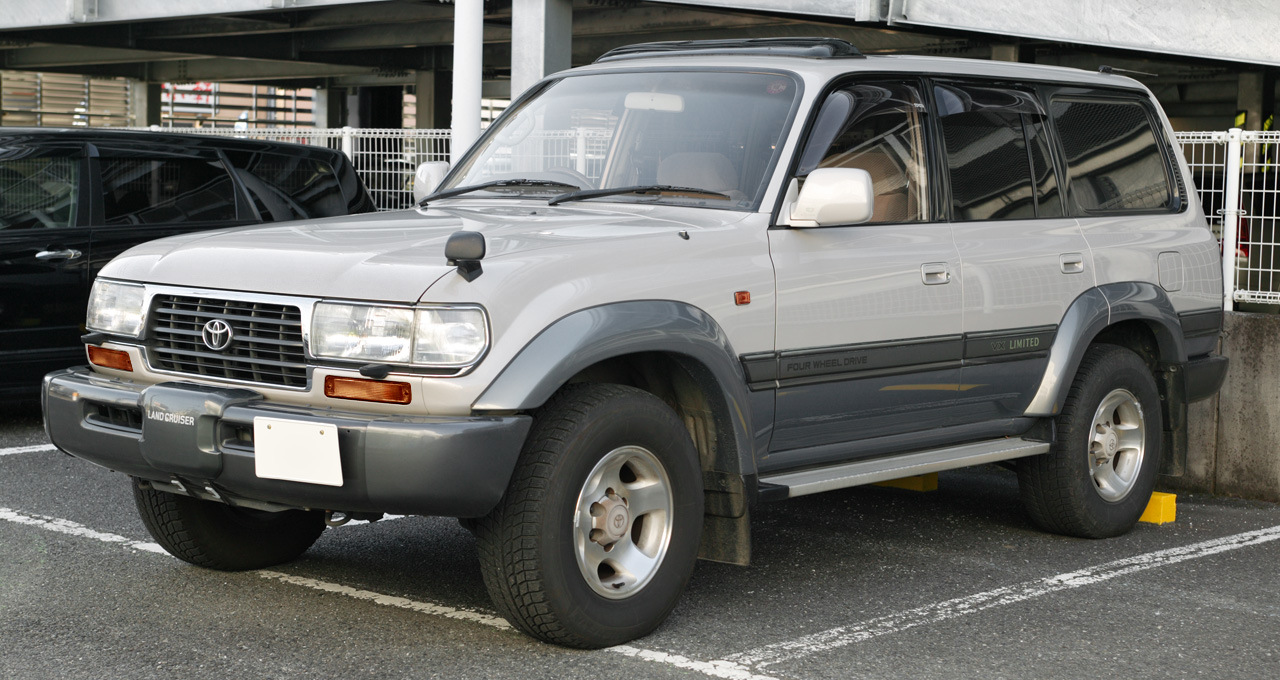
Série 80
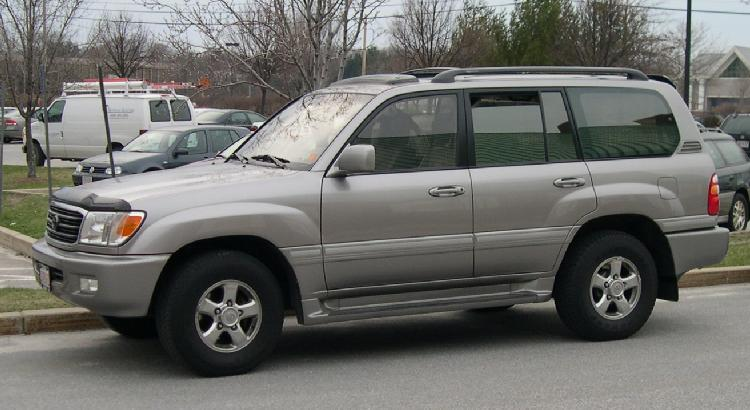
Série 100
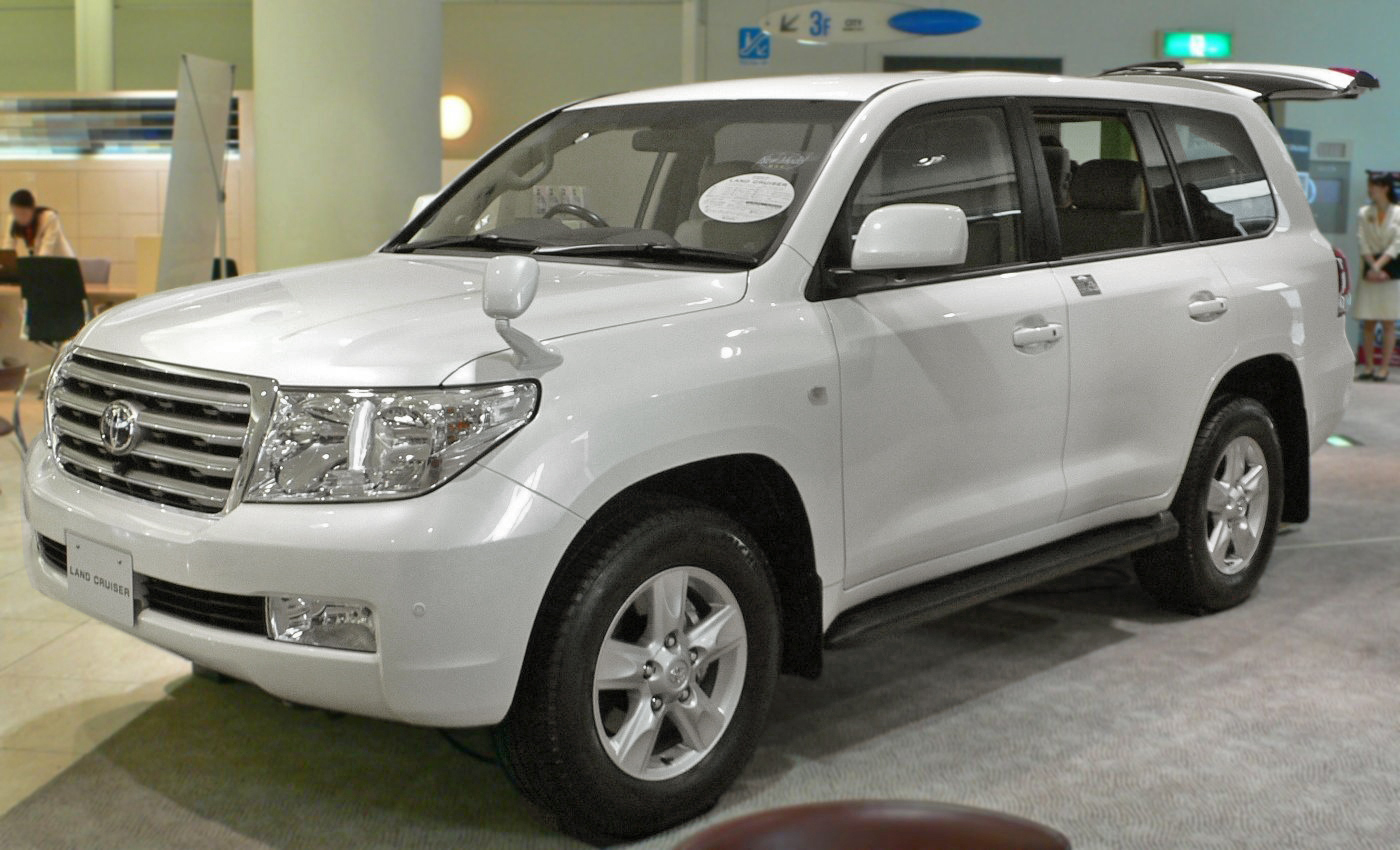
Série 200
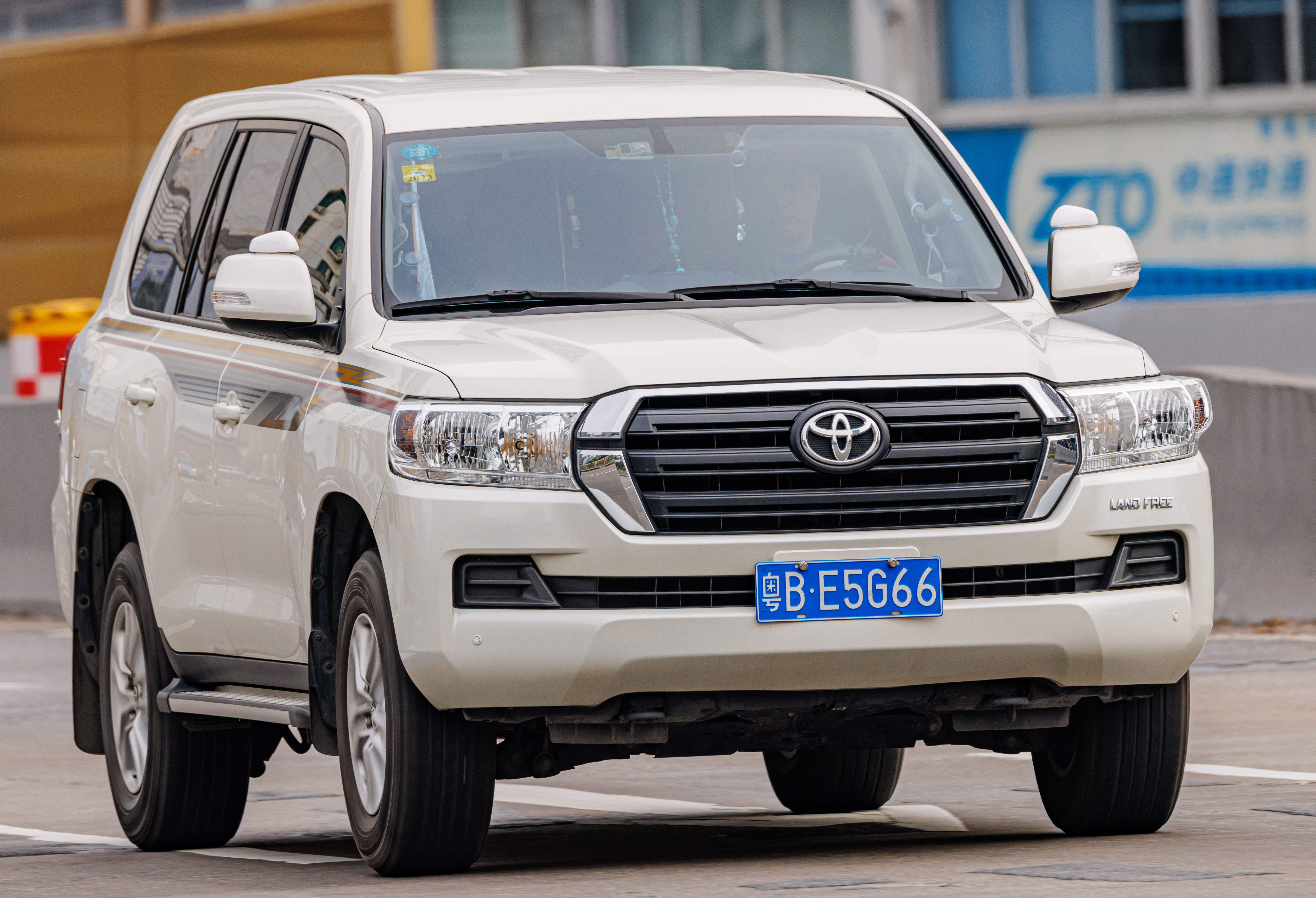
Série 200 restylé
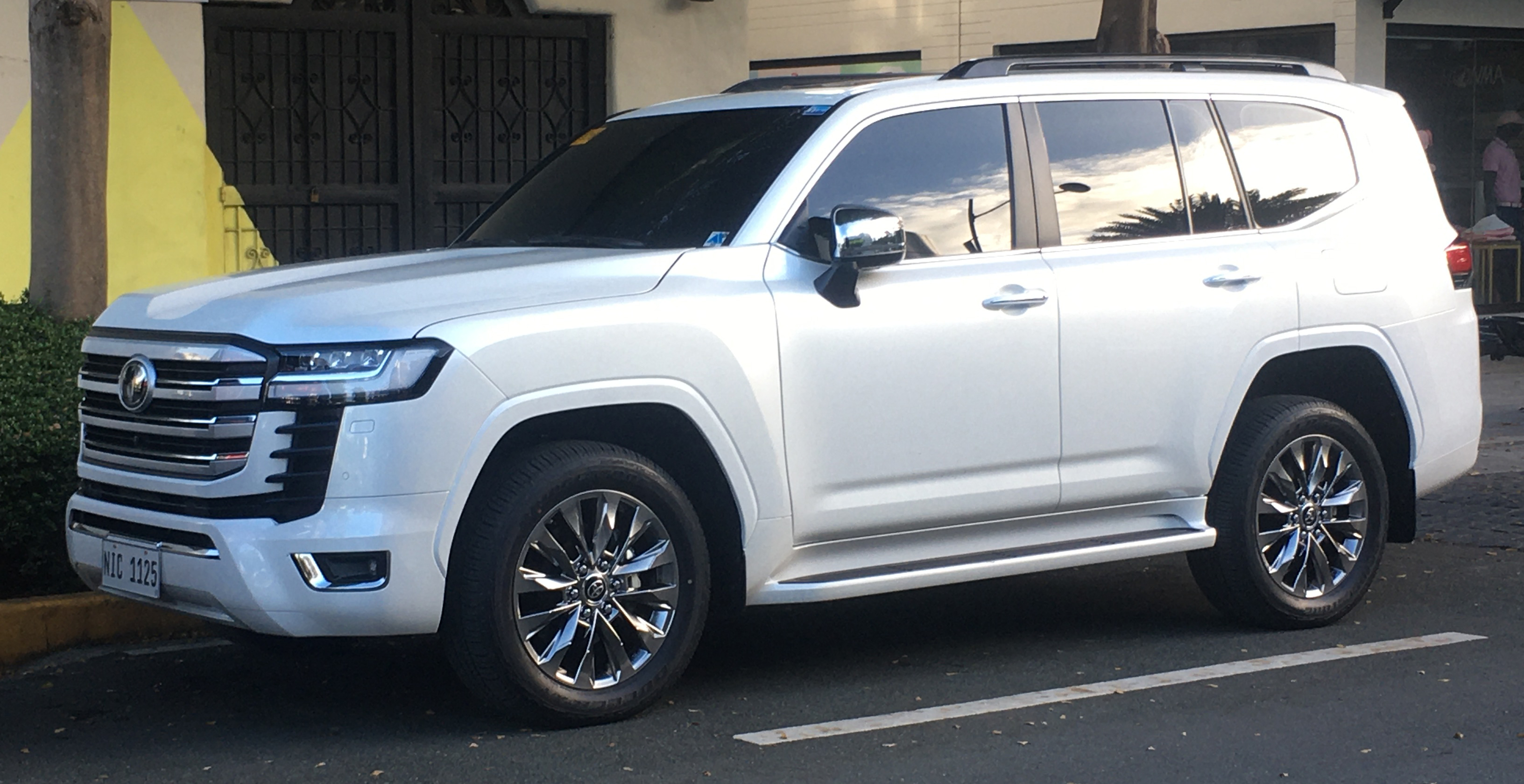
Série 300
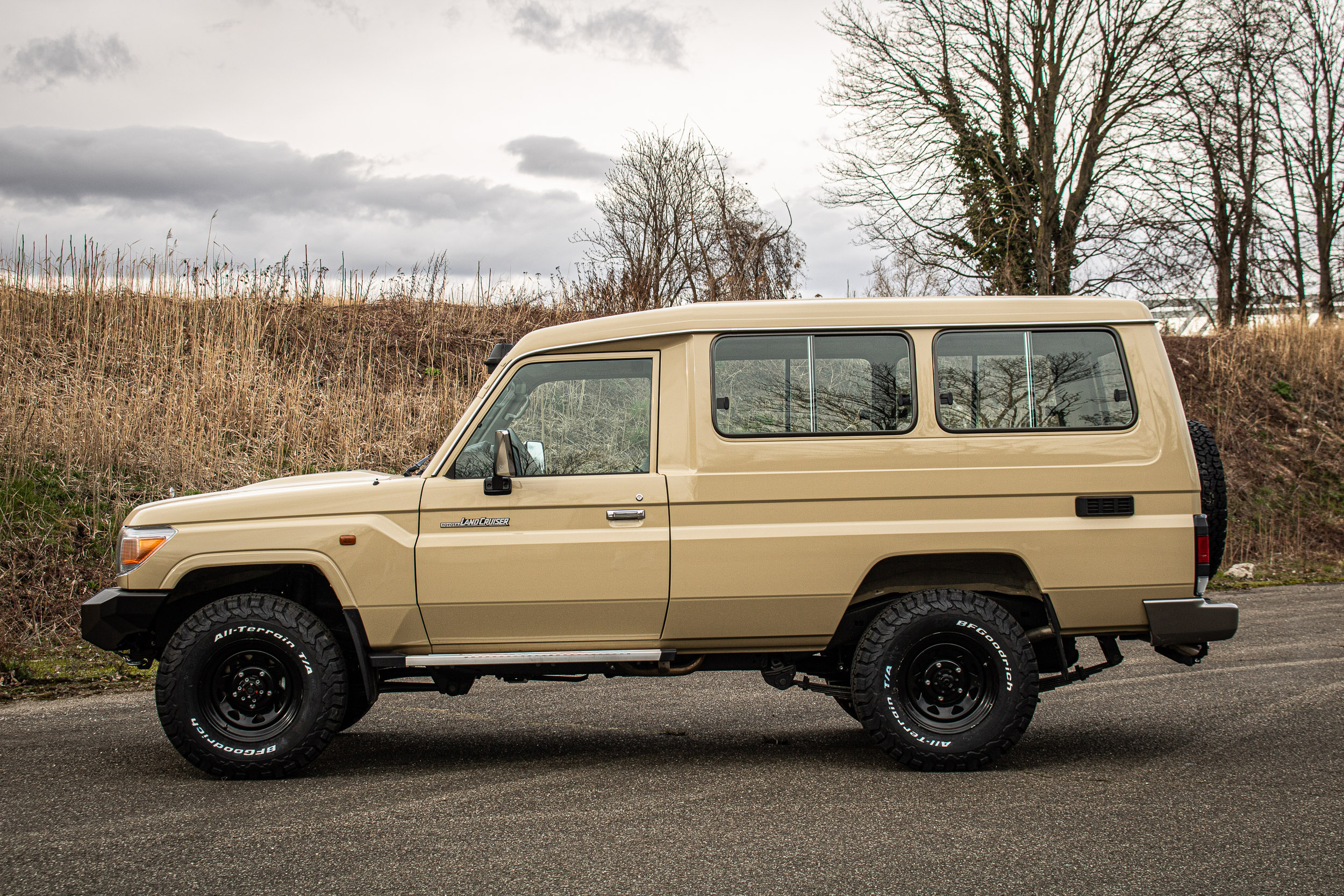
Toyota GRJ78 version Afrique importé, homologué selon les normes écologiques européennes et vendu en France par https://www.equip-raid.fr/

Light Duty

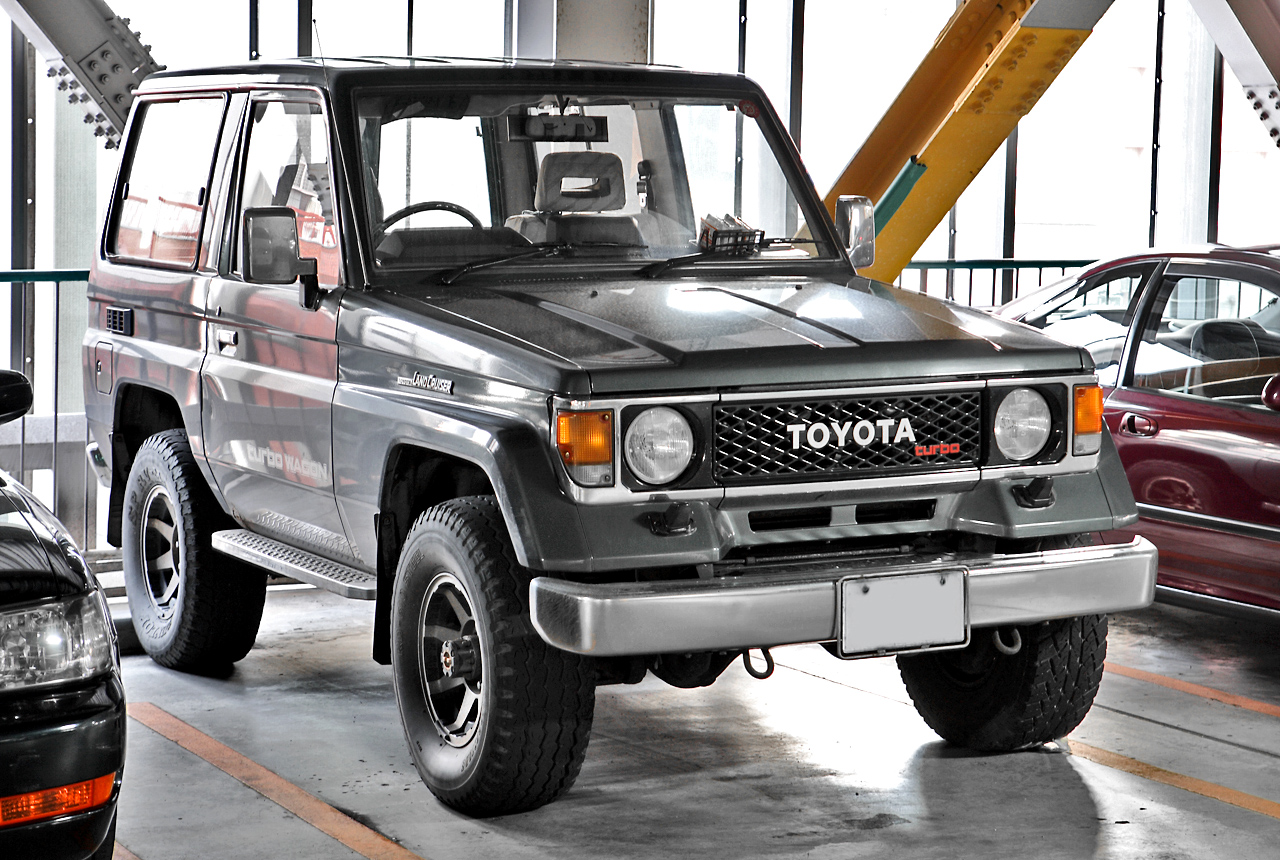
Série 70 Light court tolé
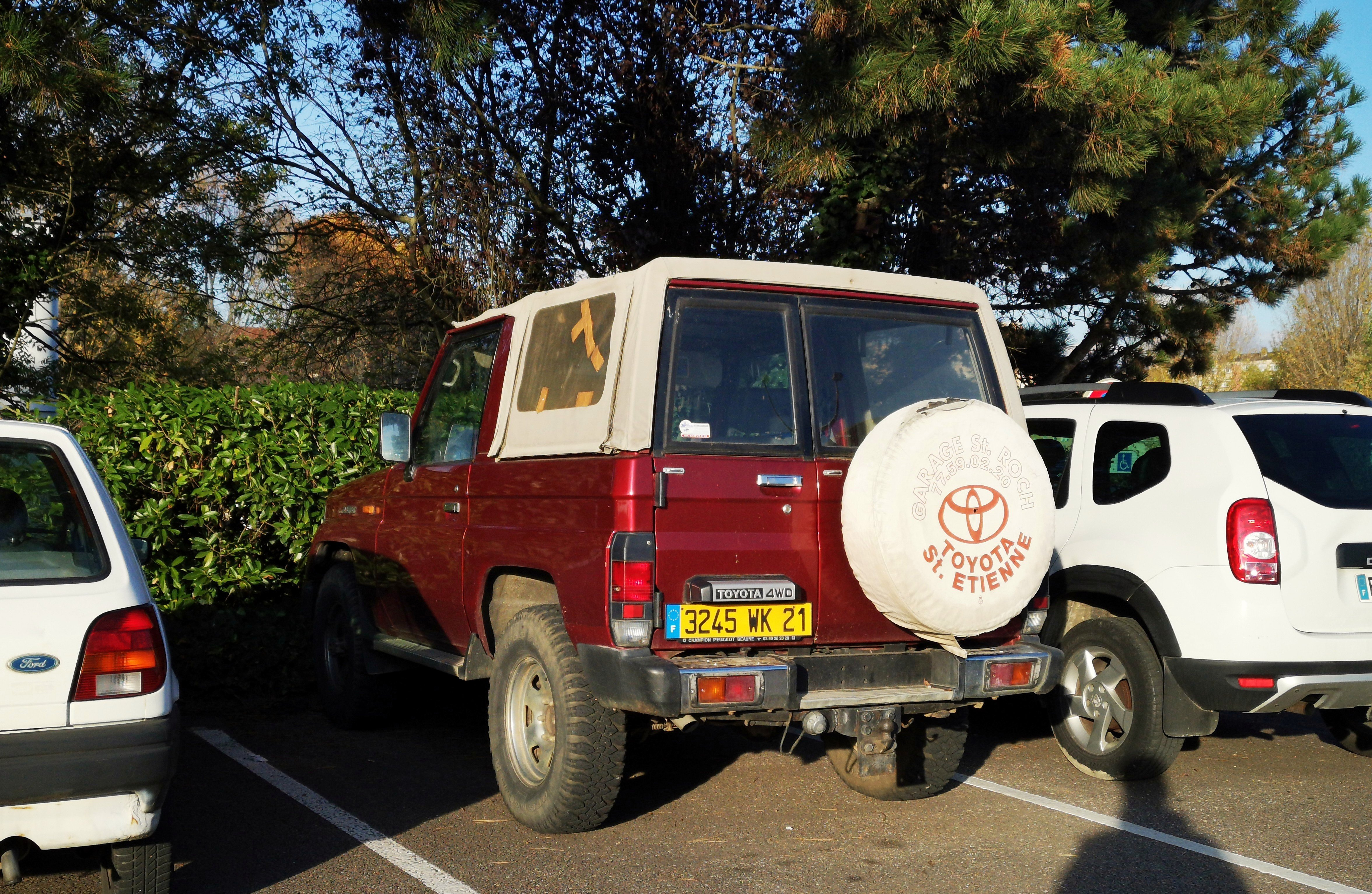
Série 70 court baché
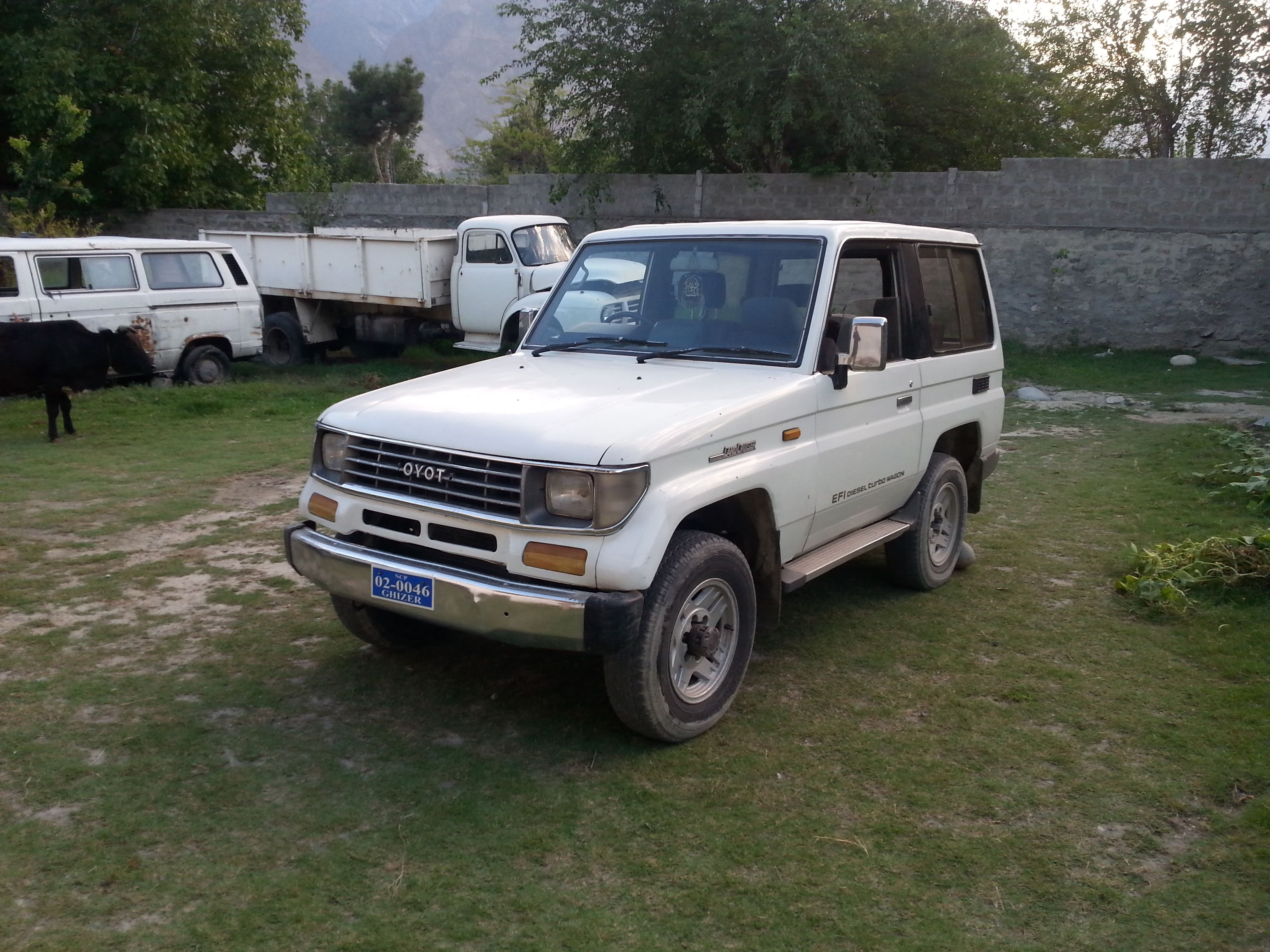
Série 70 light court tolé restylé
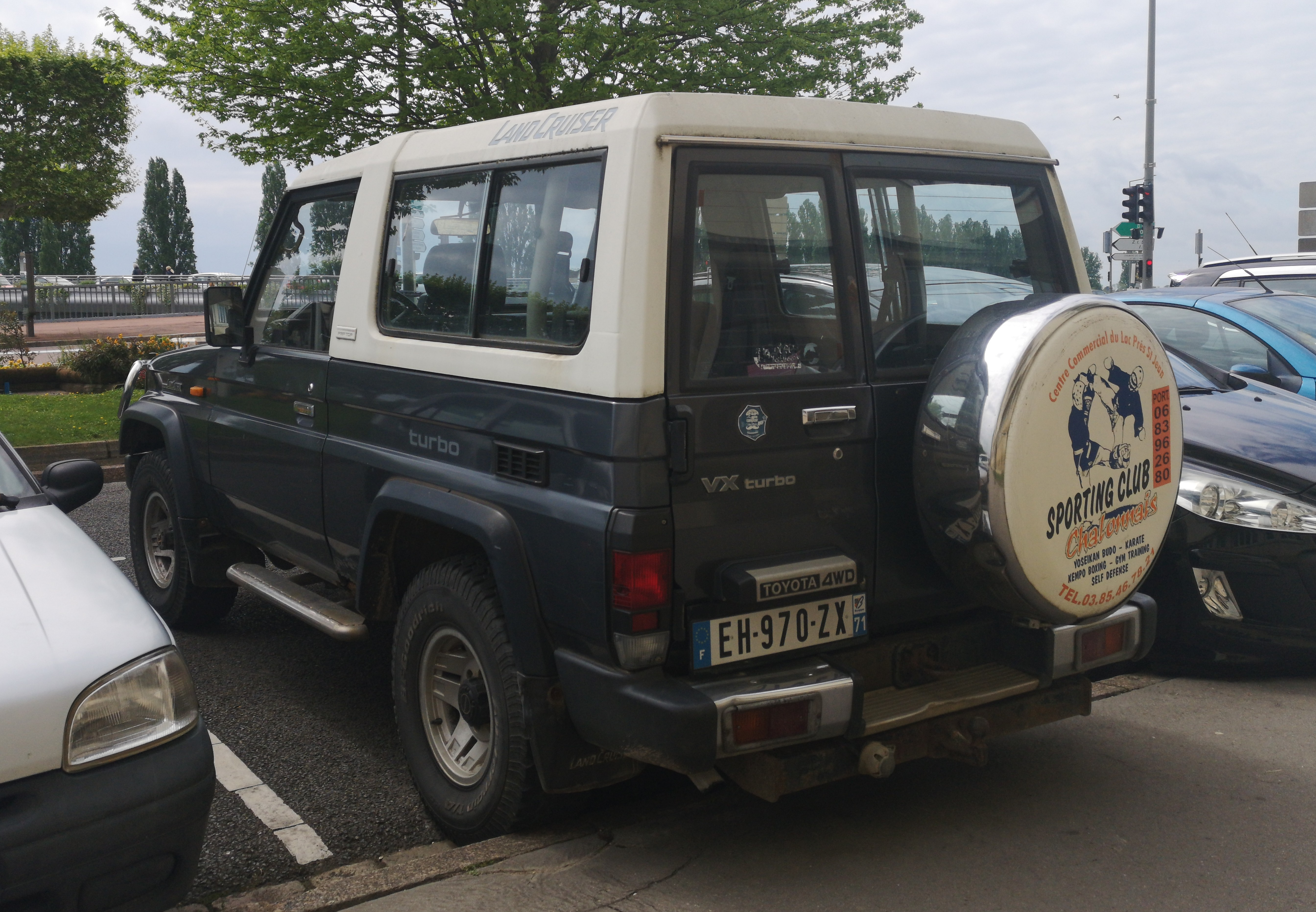
Série 73 moyen-court hardtop
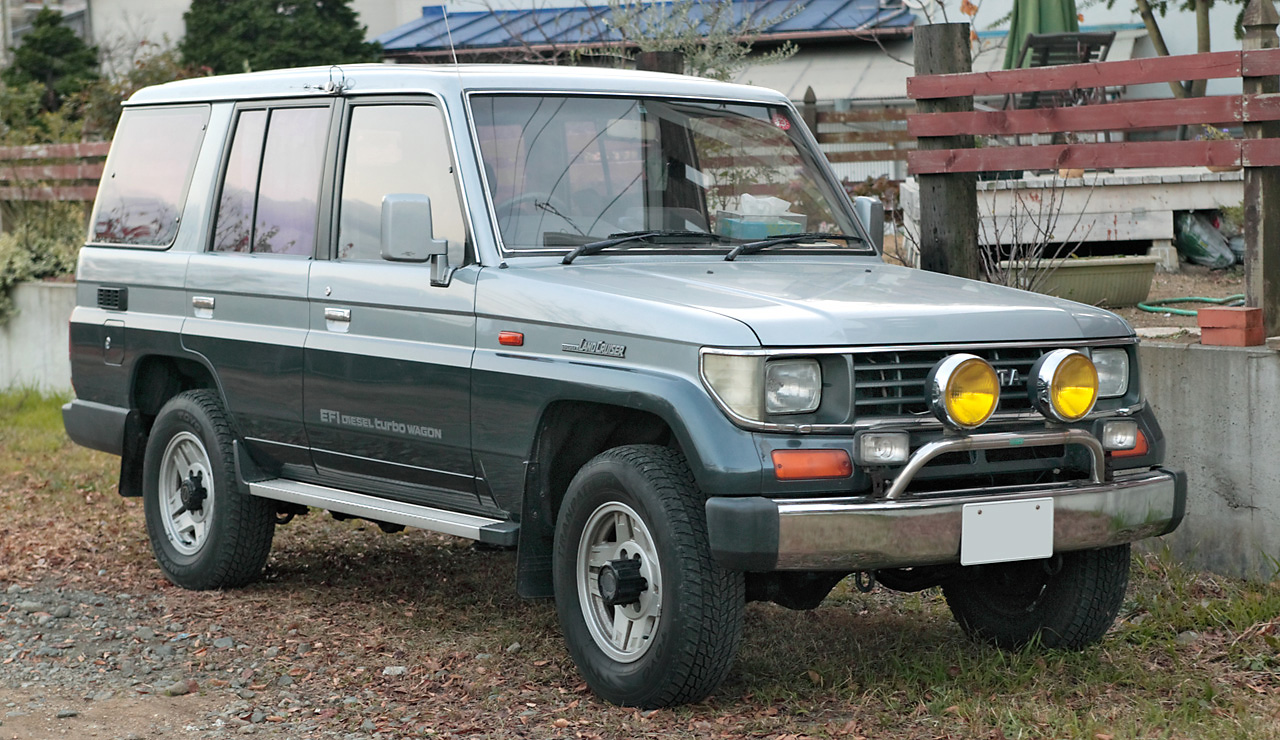
Série 78 Light moyen-long 5 portes
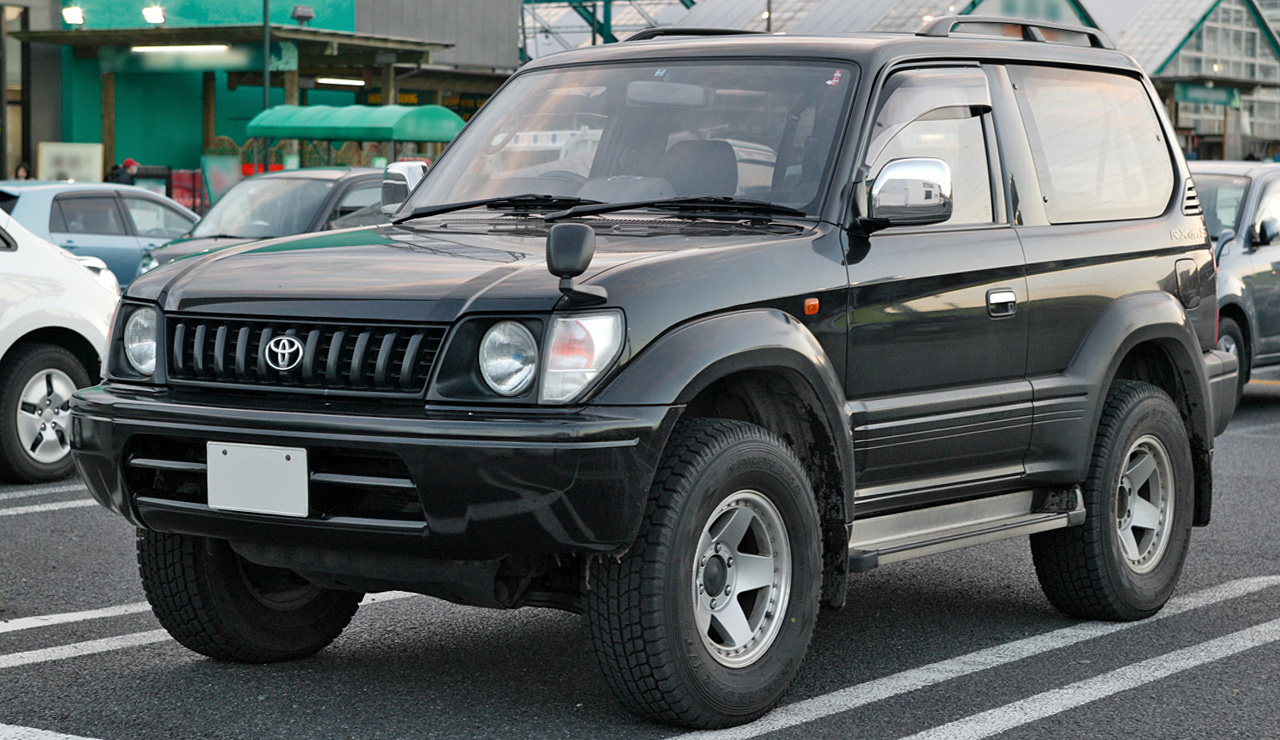
Série 90 court
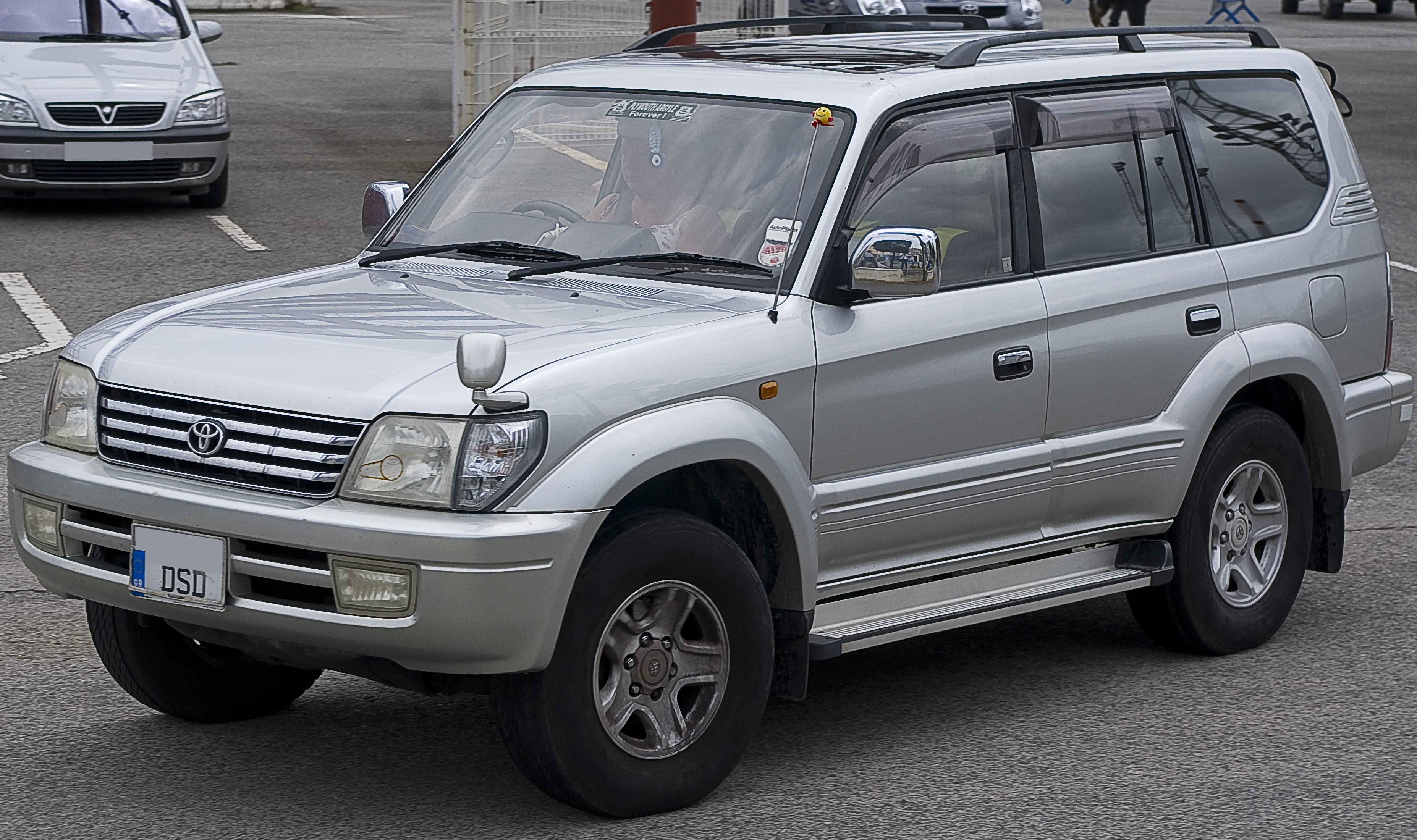
Série 95 long
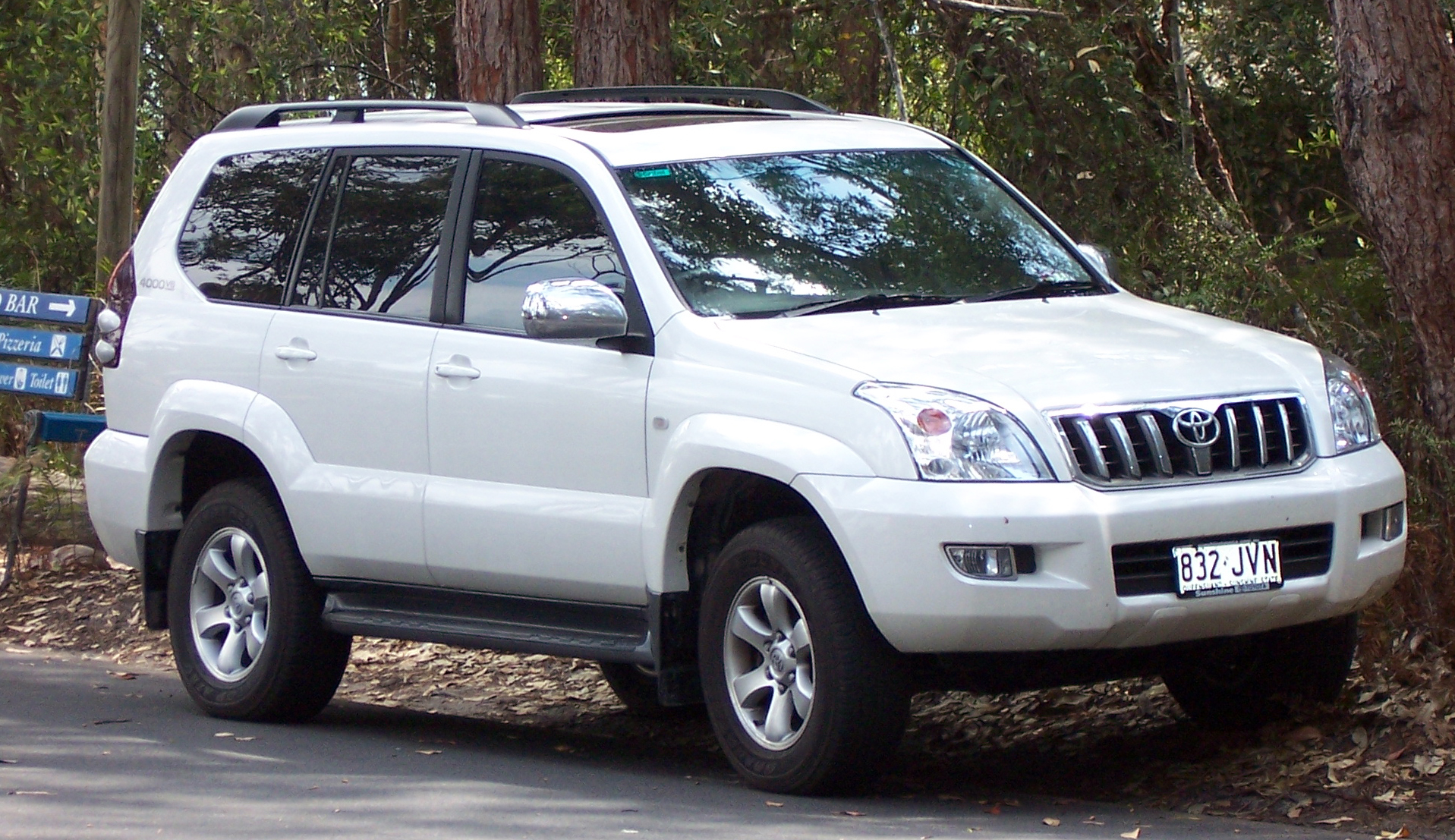
Série 120 long
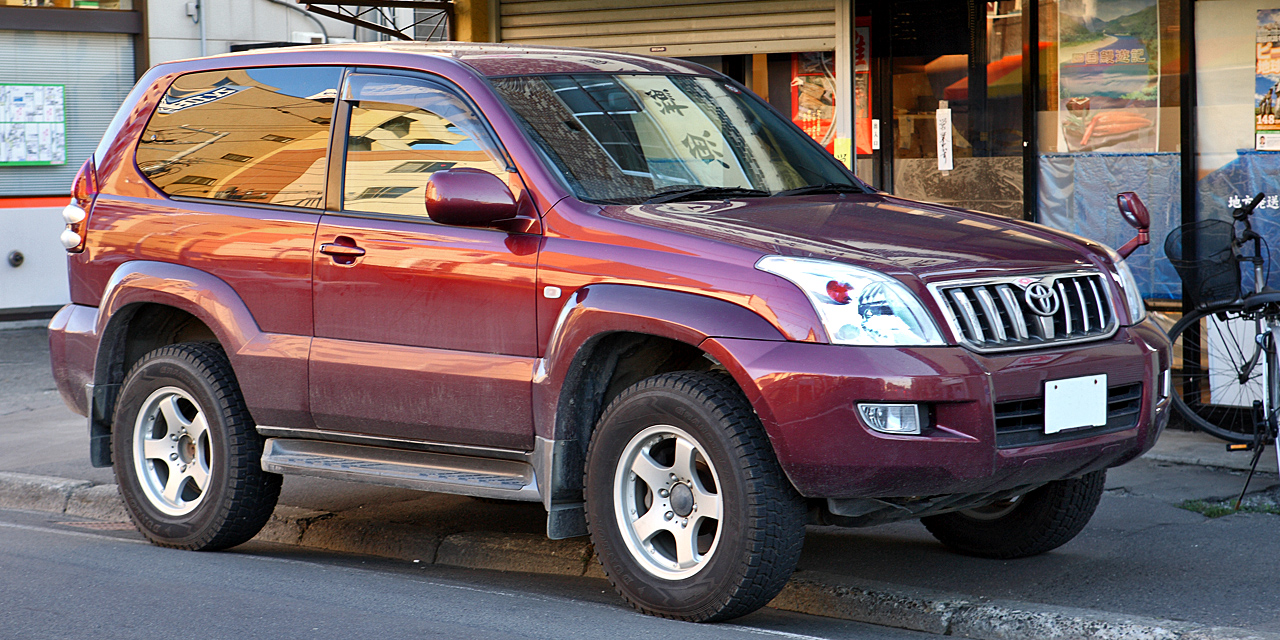
Série 125 court
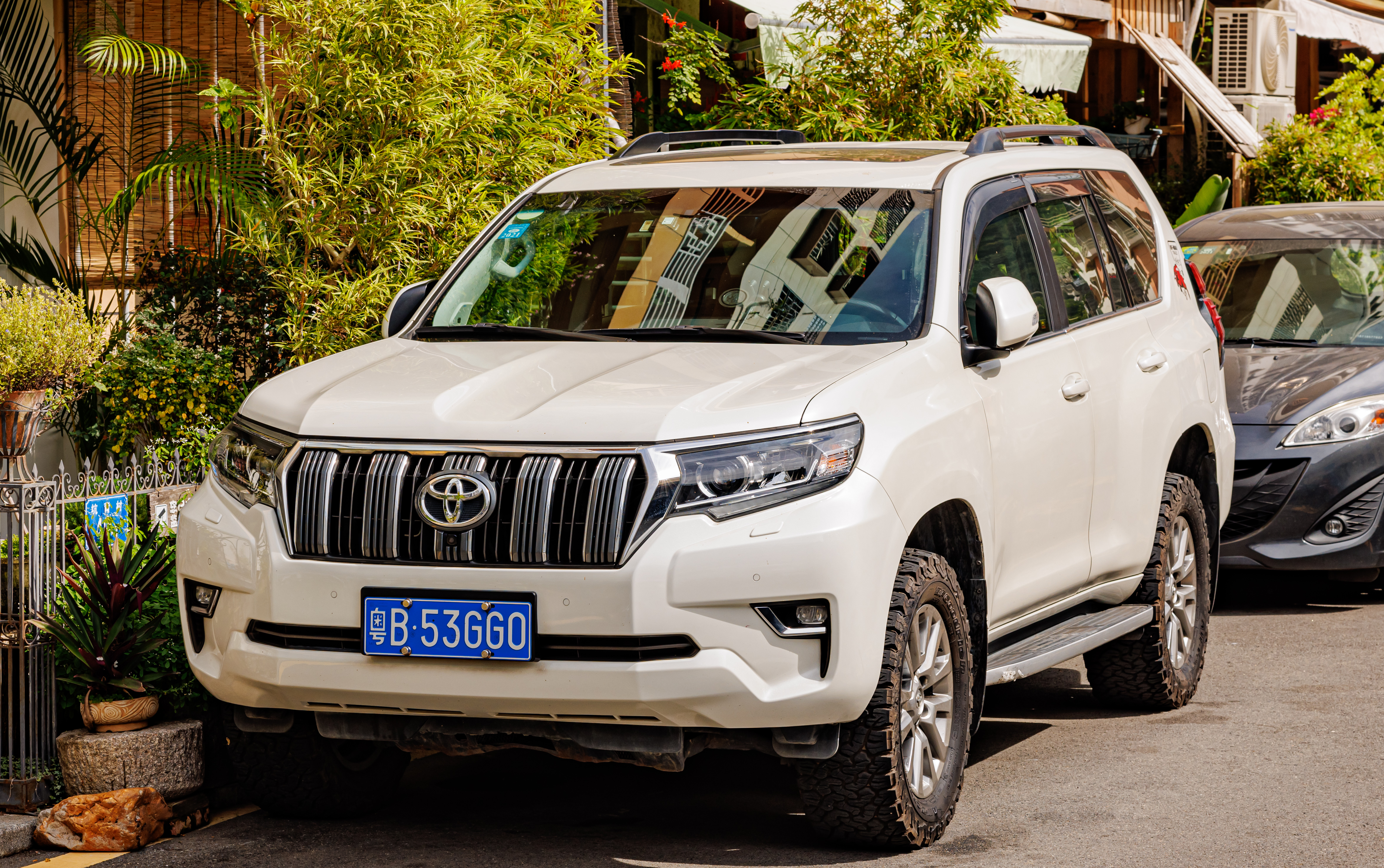
Série 150 long
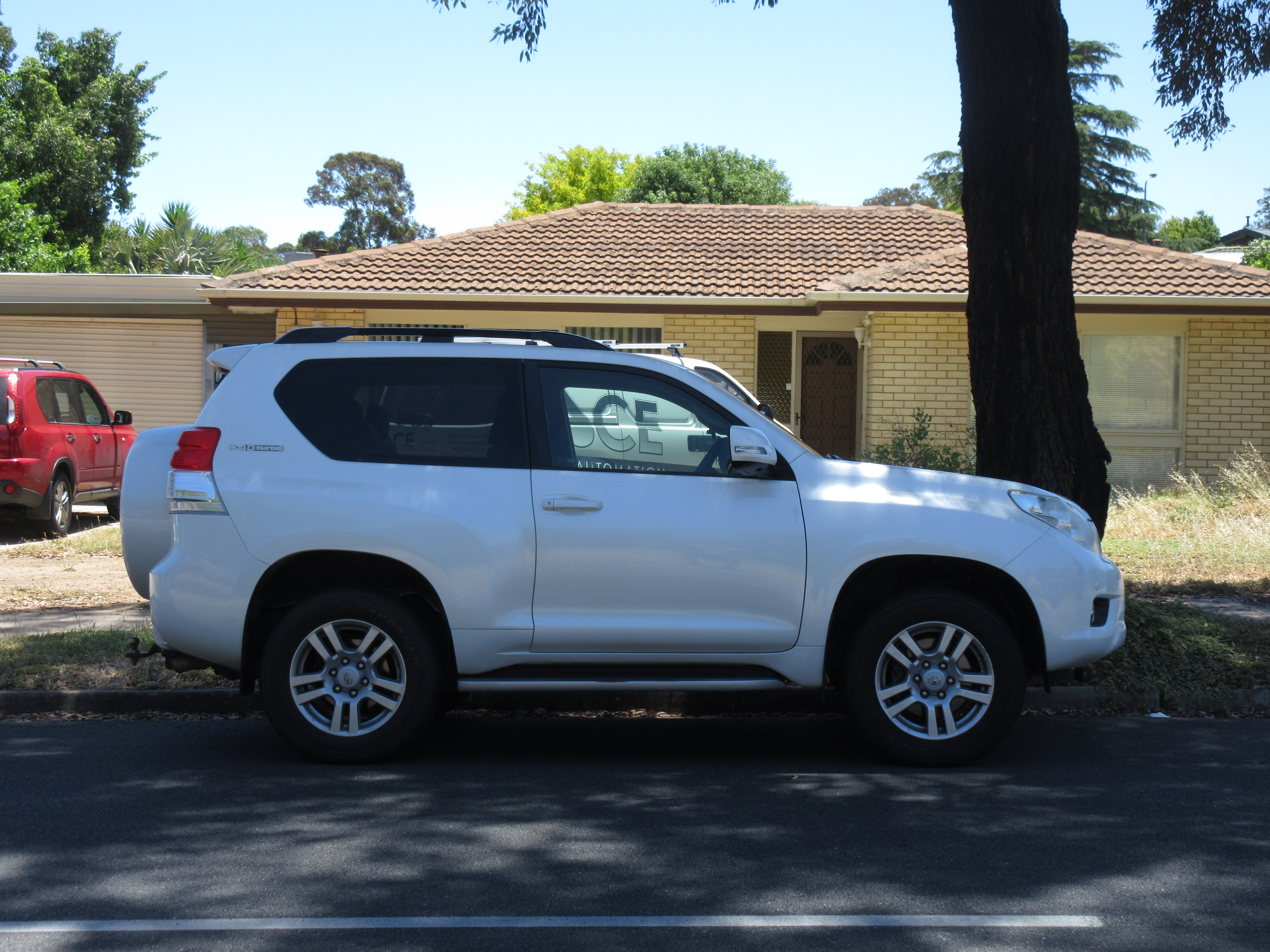
Série 155 court
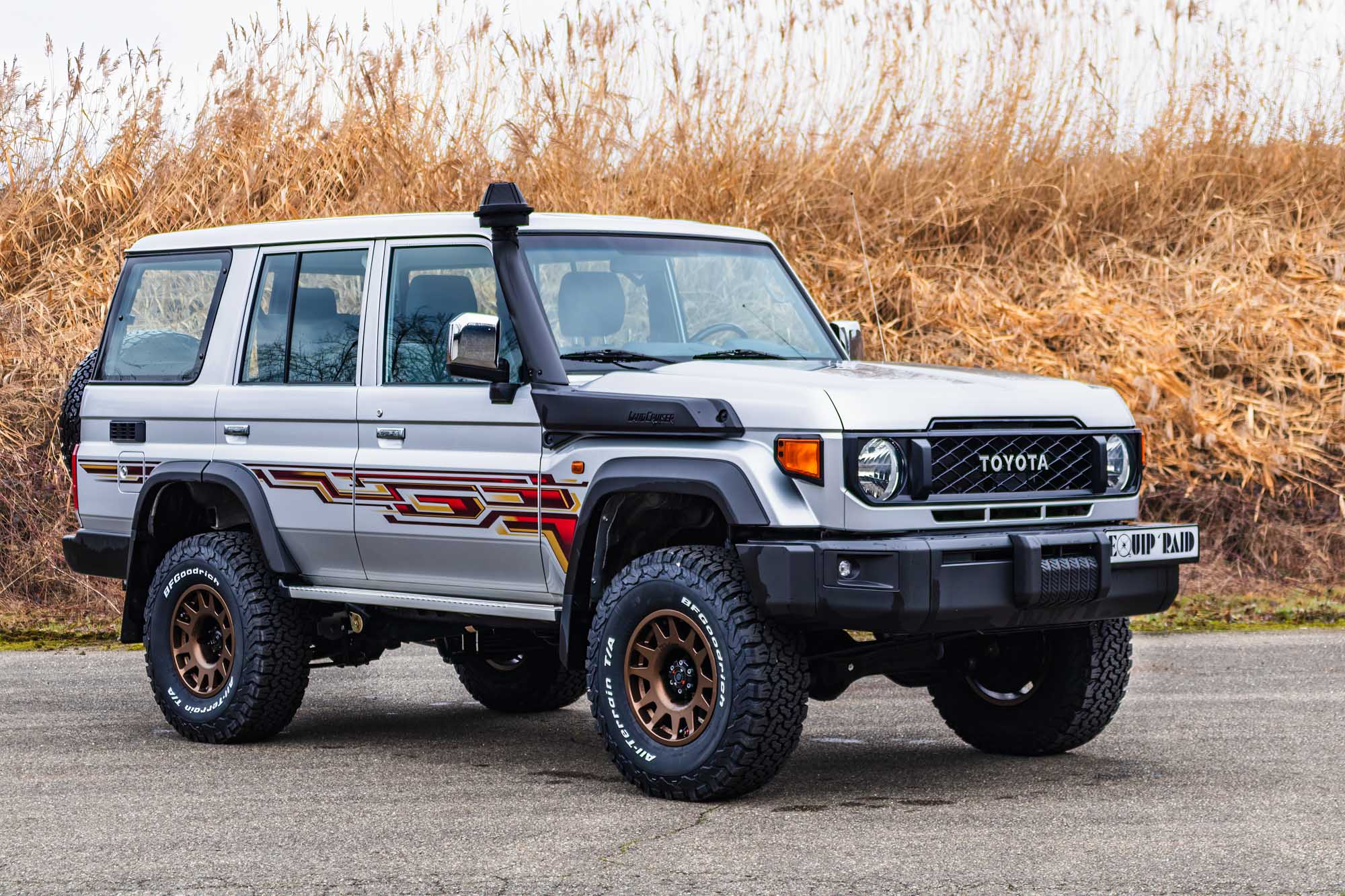
Toyota VDJ76 version Afrique facelift 2024, moteur V8 diesel.
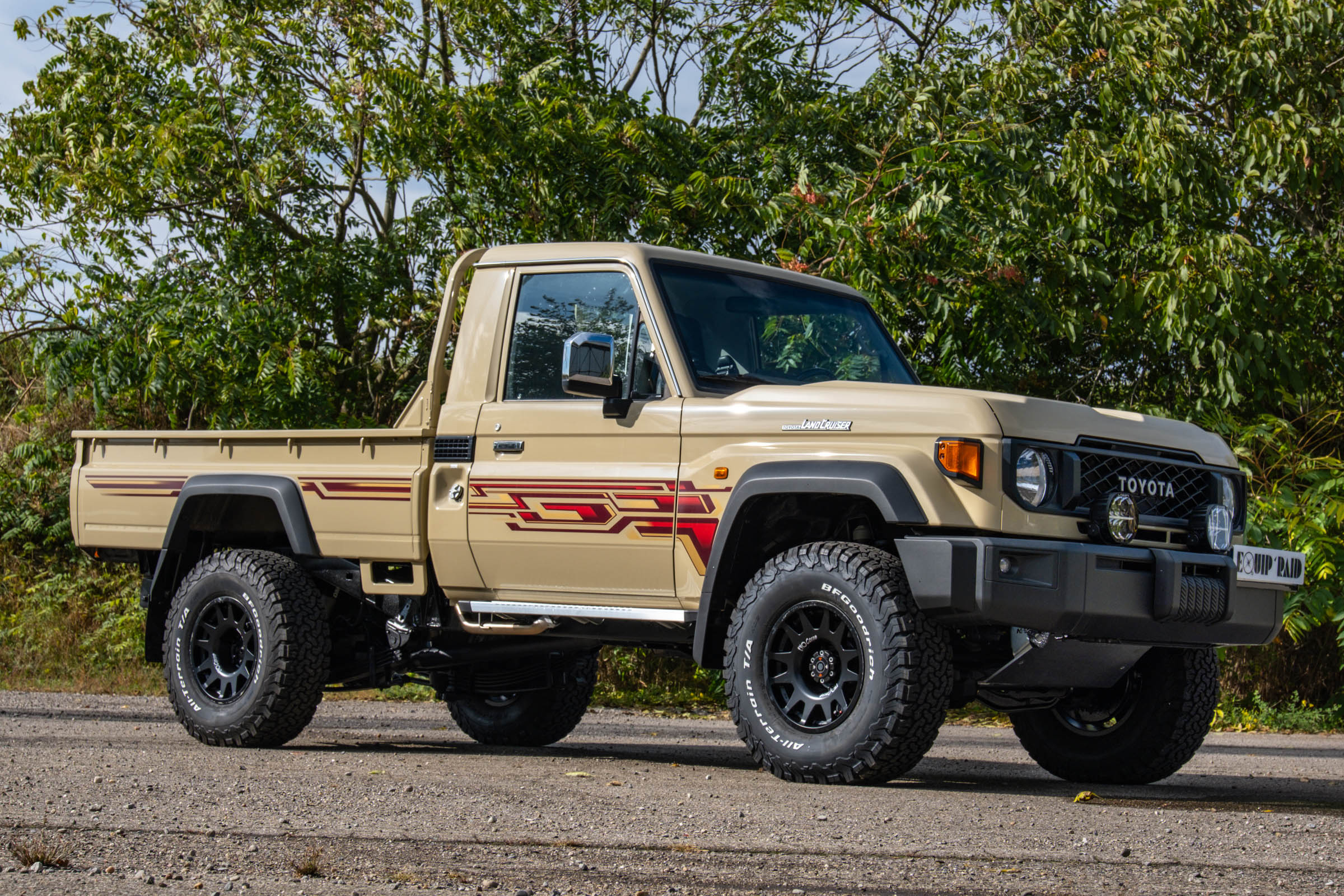
Toyota Land Cruiser 79 version Afrique, restylage 2023. Importé en France et homologué aux normes écologiques européennes.
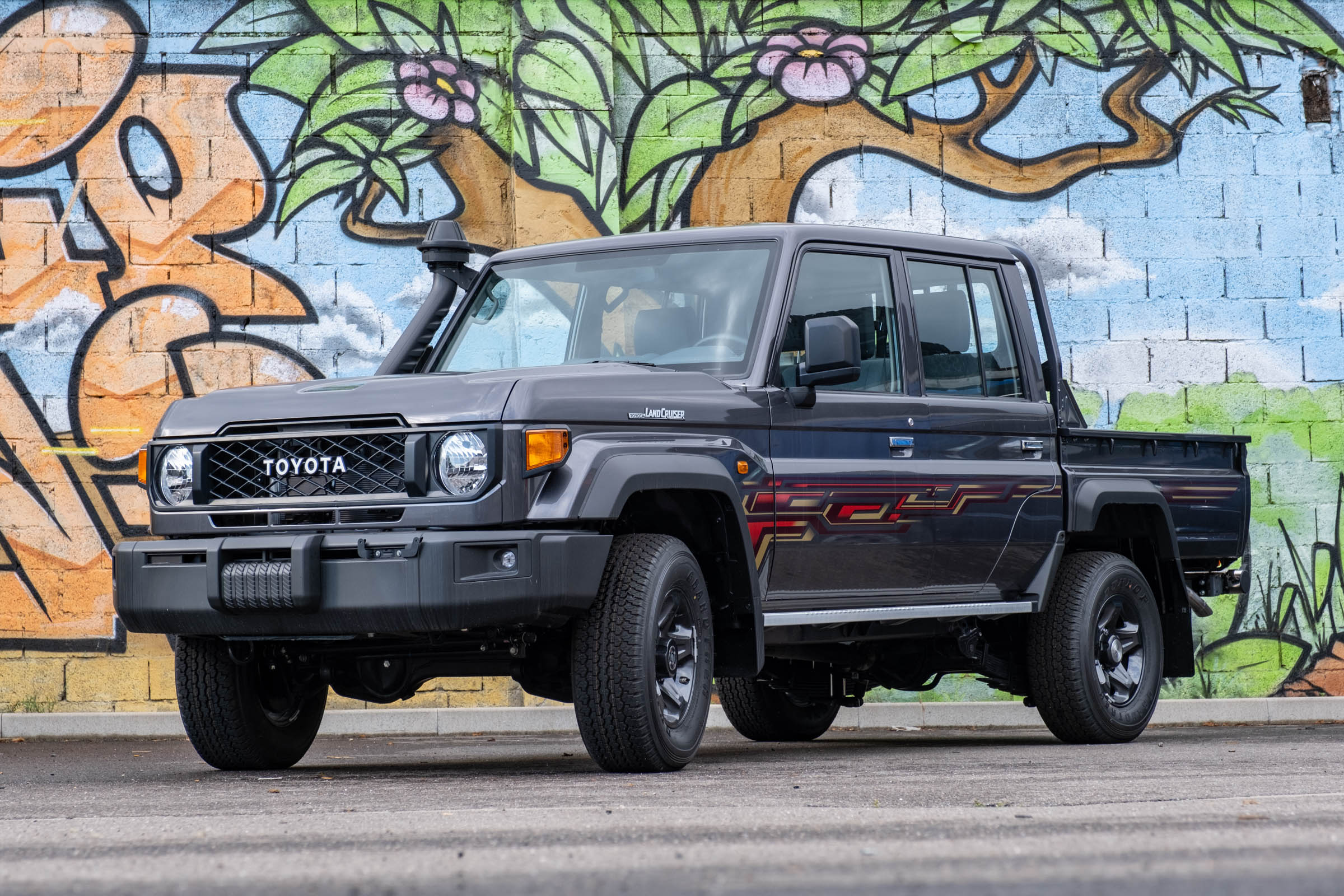
Toyota Land Cruiser GRJ 79 double cabine, importé et vendu en France par Equip'Raid.